# Умершие в феврале 2025 года
Это список известных людей, соответствующих установленным критериям значимости (см. Википедия:Критерии значимости персоналий), умерших в феврале 2025 года.
Причина смерти указывается лишь в исключительных случаях (убийство, самоубийство, гибель в результате военных действий, смертная казнь, ДТП или несчастные случаи). В остальных случаях — не указывается.

## 28 февраля

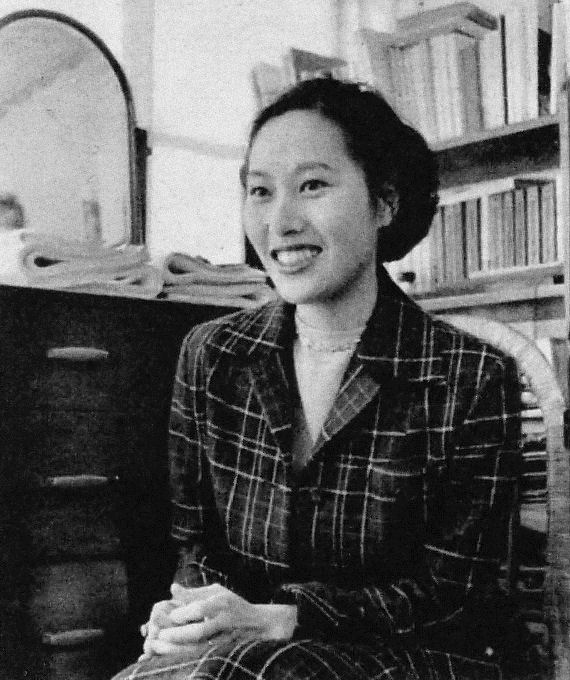
Аяко Соно

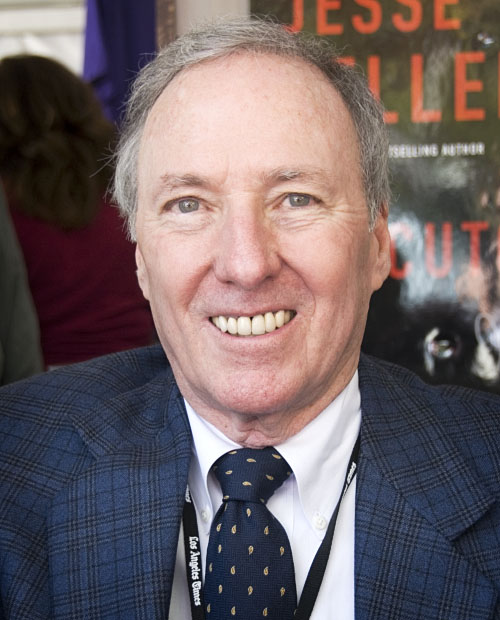
Джозеф Уэмбо

- Аяко Соно (93) — японская писательница[1].
- Бенаисса, Мохаммед[араб.] (88) — марокканский политический деятель, министр иностранных дел (1999—2007)[2].
- Гре, Ален[фр.] (88) — французский писатель и иллюстратор[3].
- Мокеев, Михаил Дмитриевич (73) — российский актёр, режиссёр, педагог[4].
- Уразбаева, Эльмира Магоматовна (89) — советская и российская эстрадная певица[5].
- Уэмбо, Джозеф (88) — американский писатель[6].
- Ягола, Анатолий Григорьевич (79) — российский математик, заслуженный профессор МГУ (2009)[7].

## 27 февраля

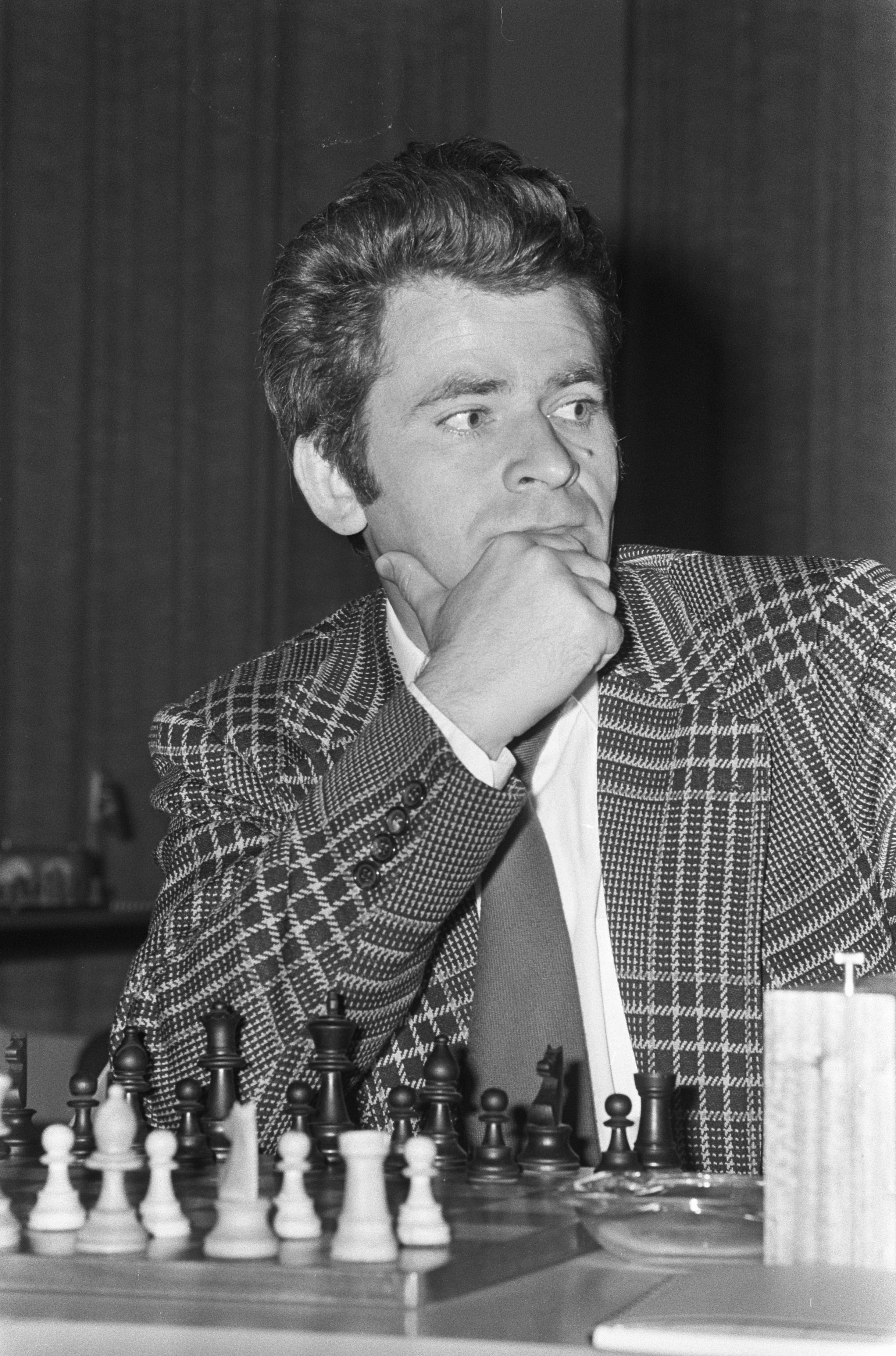
Борис Спасский

- Азарёнок, Юрий Владимирович (60) — белорусский кинорежиссёр-документалист[8].
- Битти, Мелоди (76) — американская писательница, популяризатор науки[9].
- Дорадо, Хавьер (48) — испанский футболист[10].
- Костерин, Александр Васильевич (80) — советский и российский физик, заслуженный деятель науки Российской Федерации (2006)[11].
- Кутузов, Олег Иванович (89) — советский баскетболист, игрок национальной сборной, победитель Универсиады (1959, 1961)[12].
- Кутюрье, Луис (87) — мексиканский актёр[13].
- Спасский, Борис Васильевич (88) — советский, французский и российский шахматист, гроссмейстер (1955), десятый чемпион мира (1969—1972)[14].
- Широковский, Вадим Петрович (92) — советский и российский физик, заслуженный деятель науки Российской Федерации (1999)[15].

## 26 февраля

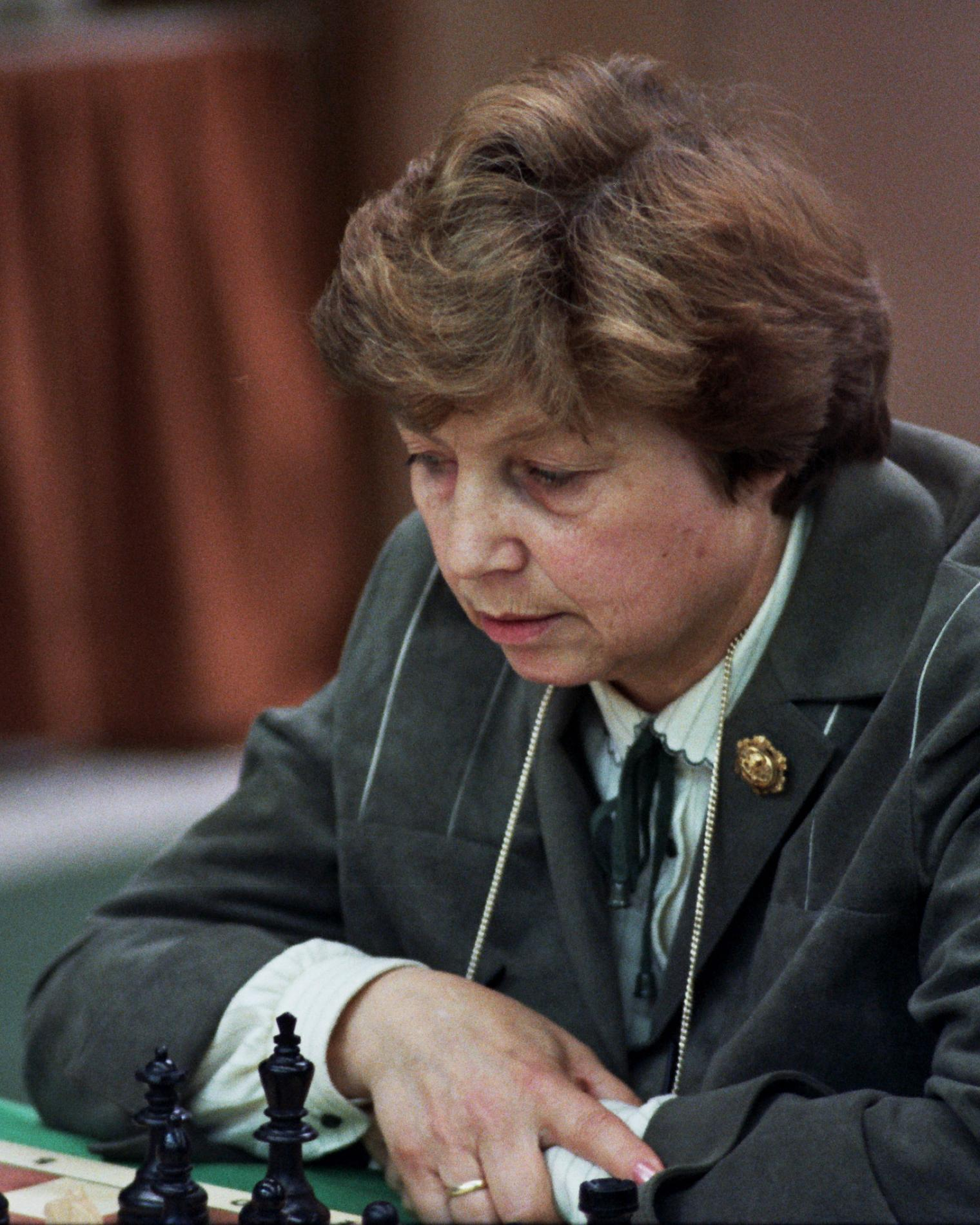
Мария Врекен

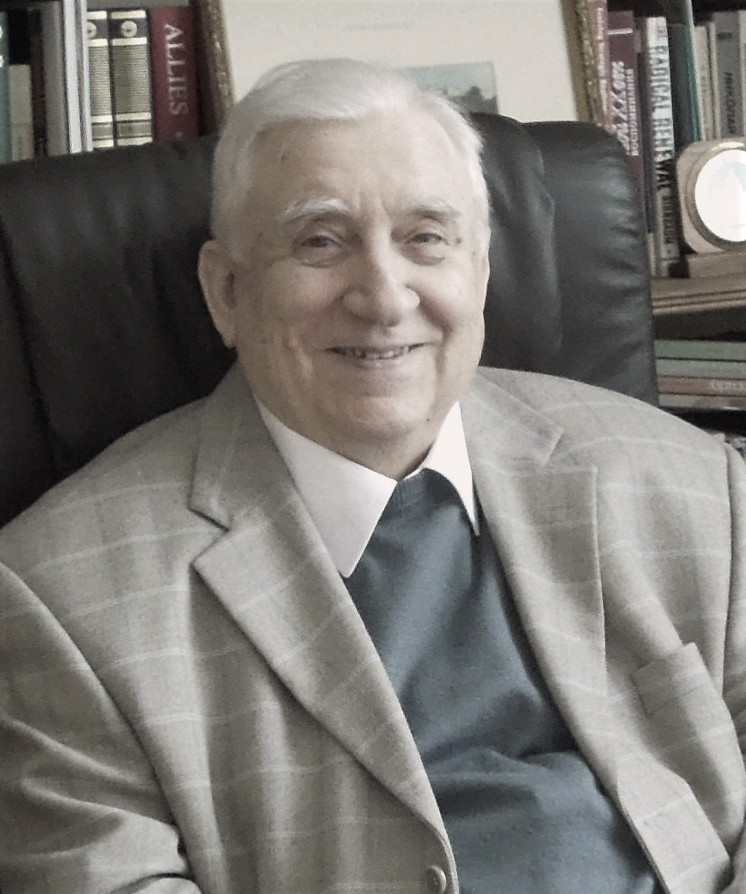
Виталий Журкин

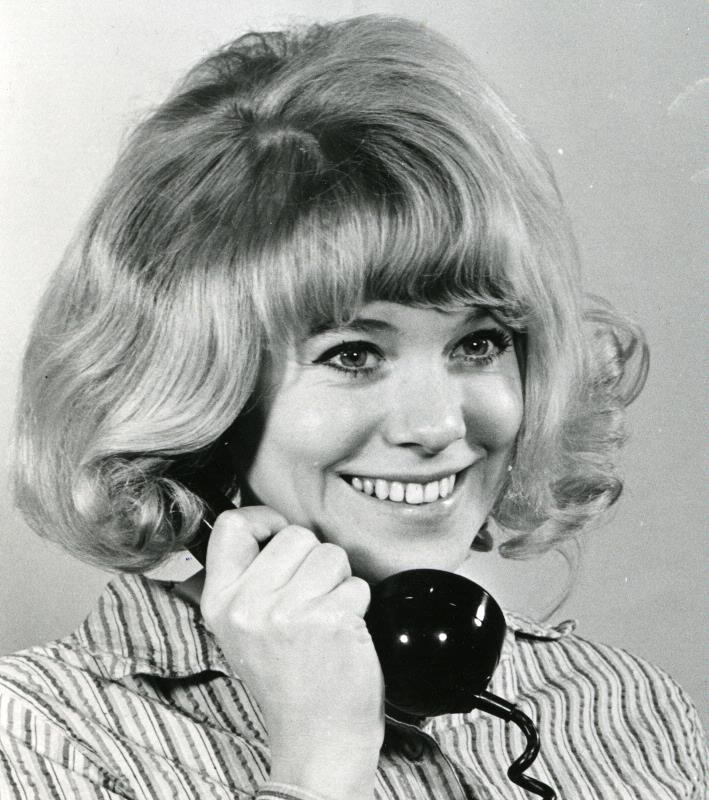
Лис Нильхейм

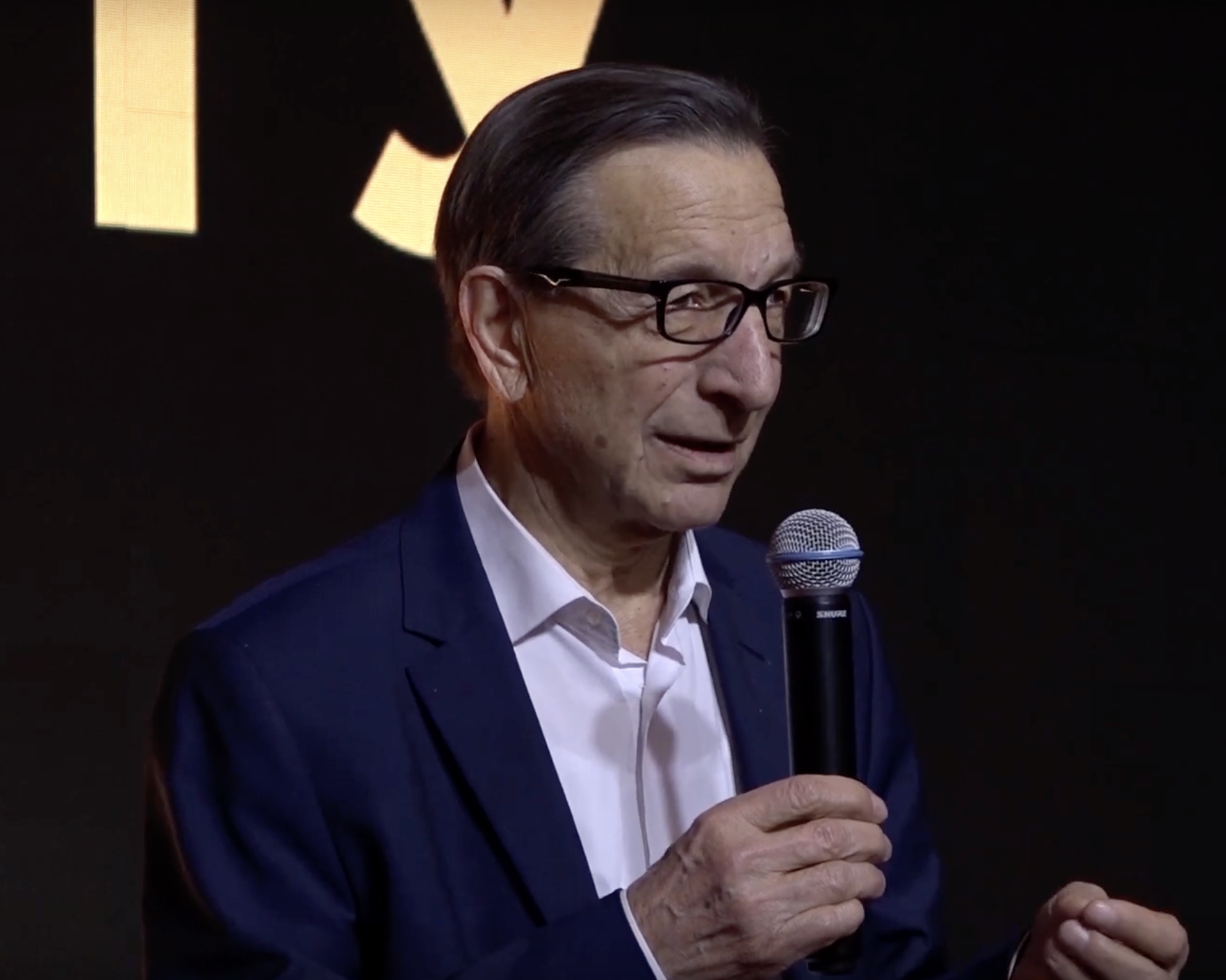
Виктор Рябов

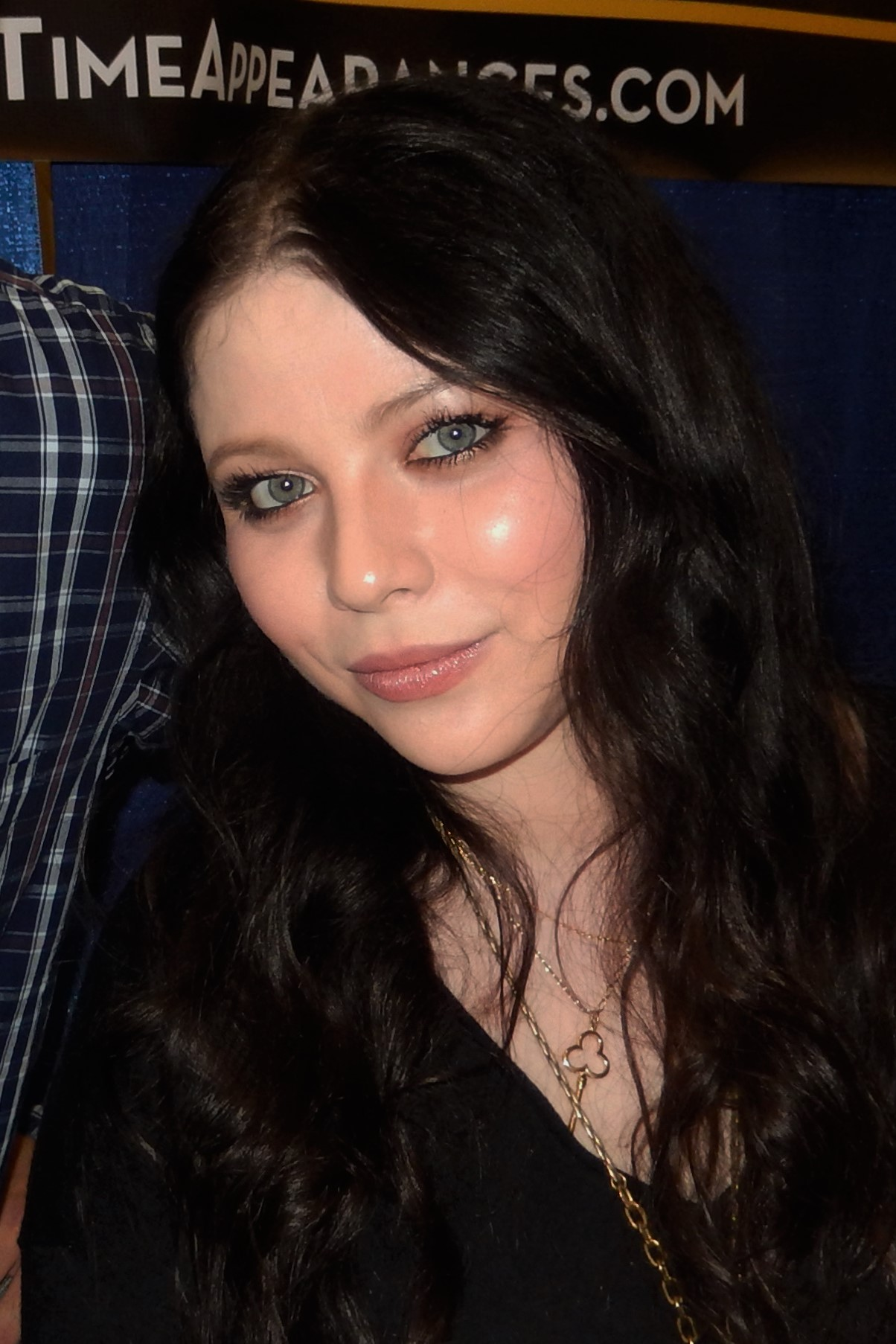
Мишель Трахтенберг

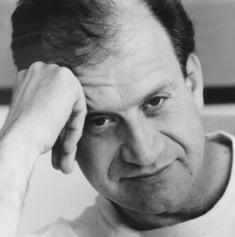
Ренен Шорр

- Антипов, Юрий Михайлович (81) — советский и российский физик[16].
- Бабич, Николай Евгеньевич (76) — российский дипломат, посол в Гватемале (2011—2017)[17].
- Врекен, Мария Корнелия (96) — нидерландская шахматистка, почётный гроссмейстер[18].
- Гусейнов, Идаят Магомед оглы (74) — азербайджанский математик[19].
- Данилова, Нина Николаевна (94) — советский и российский ученый-психолог, психофизиолог
- Журкин, Виталий Владимирович (97) — советский и российский историк, академик РАН (1991; академик АН СССР с 1990), директор Института Европы АН СССР / РАН (1987—1999)[20].
- Мартинес Моттола, Фернандо[исп.] (70) — венесуэльский политический деятель, министр транспорта и связи[21].
- Нильхейм, Лис (80) — шведская актриса (о смерти объявлено в этот день)[22].
- Пиркнер, Ханс (78) — австрийский футболист, игрок национальной сборной[23].
- Повстенко, Валерий Семёнович (73) — украинский футбольный тренер[24].
- Рябов, Виктор Васильевич (87) — советский и российский историк, ректор (1995—2012) и президент (с 2012) МГПУ, член-корреспондент РАО (2009)[25].
- Трахтенберг, Мишель (39) — американская актриса кино и озвучивания, телеведущая[26].
- Хованов, Николай Васильевич (79) — советский и российский математик, профессор СПбГУ[27].
- Шорр, Ренен (72) — израильский кинорежиссёр, сценарист и кинопродюсер[28].

## 25 февраля

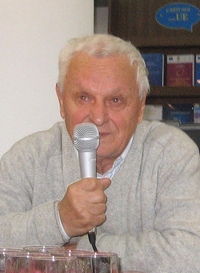
Владимир Бешлягэ

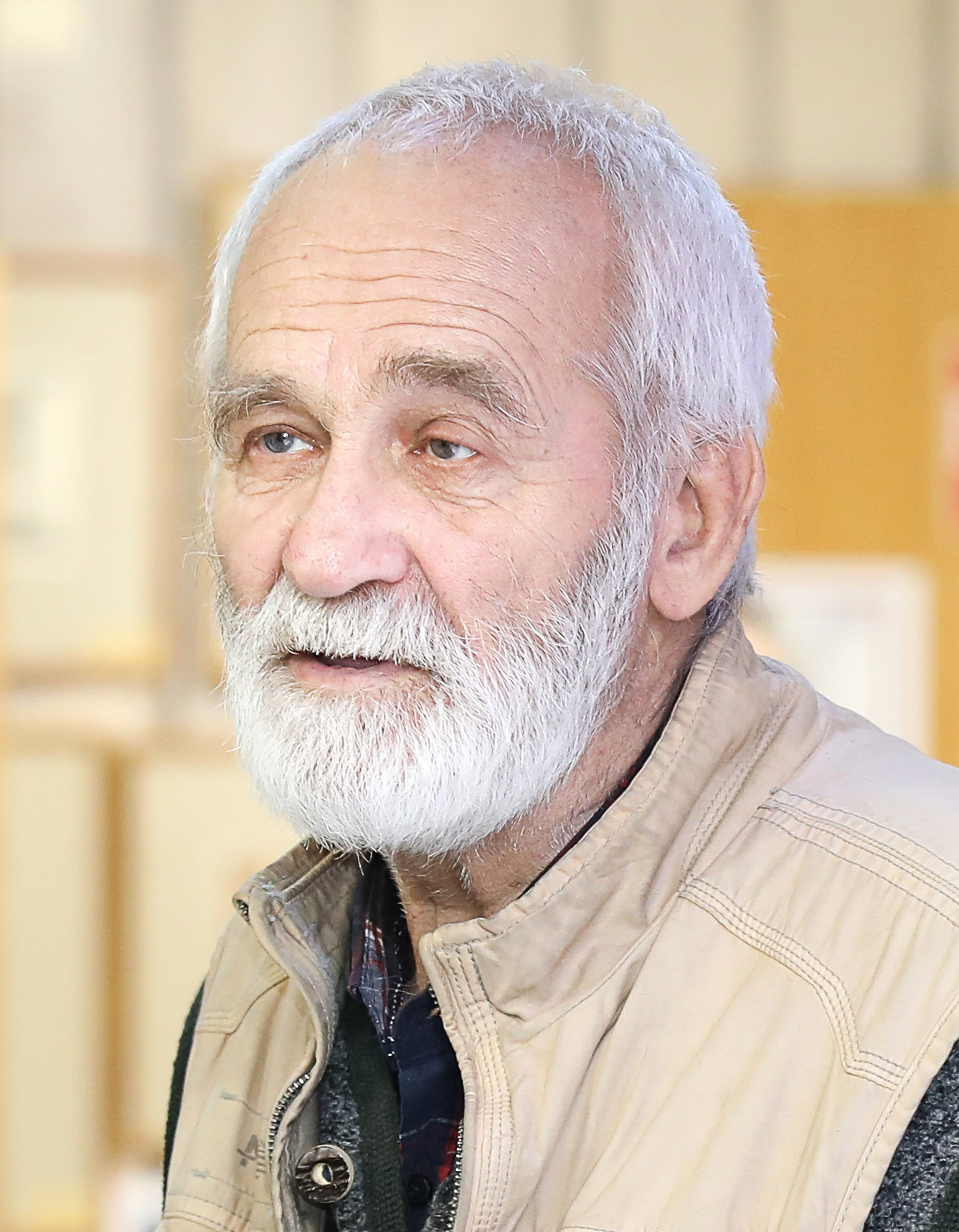
Николай Воронков

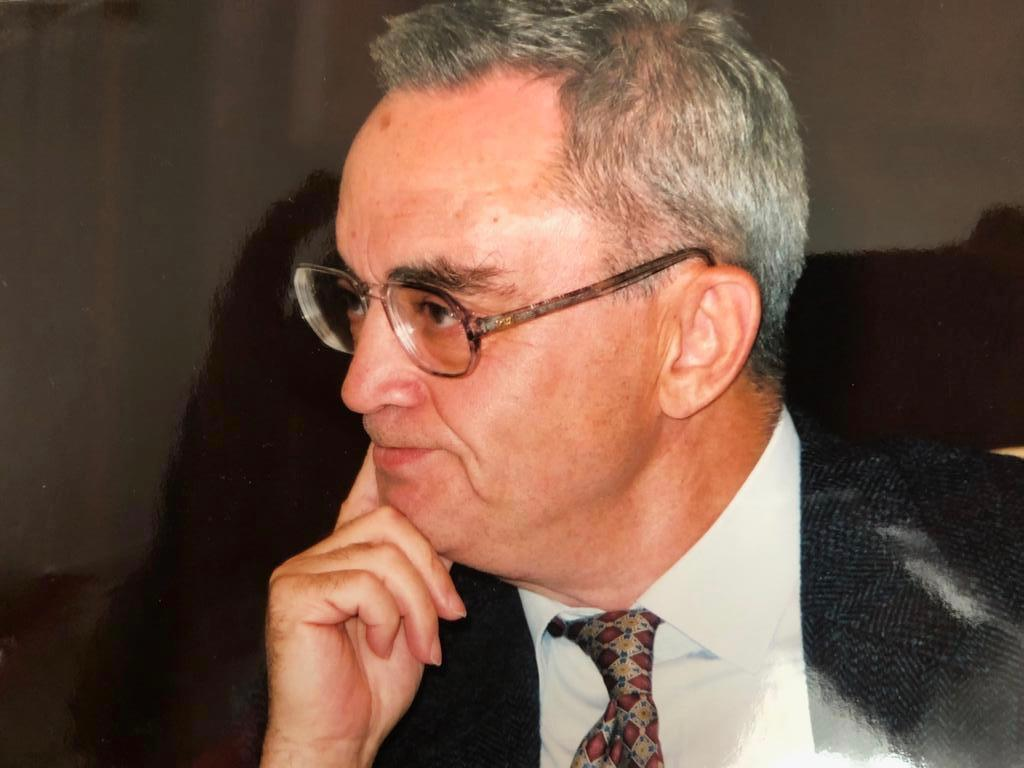
Карен Карагезьян

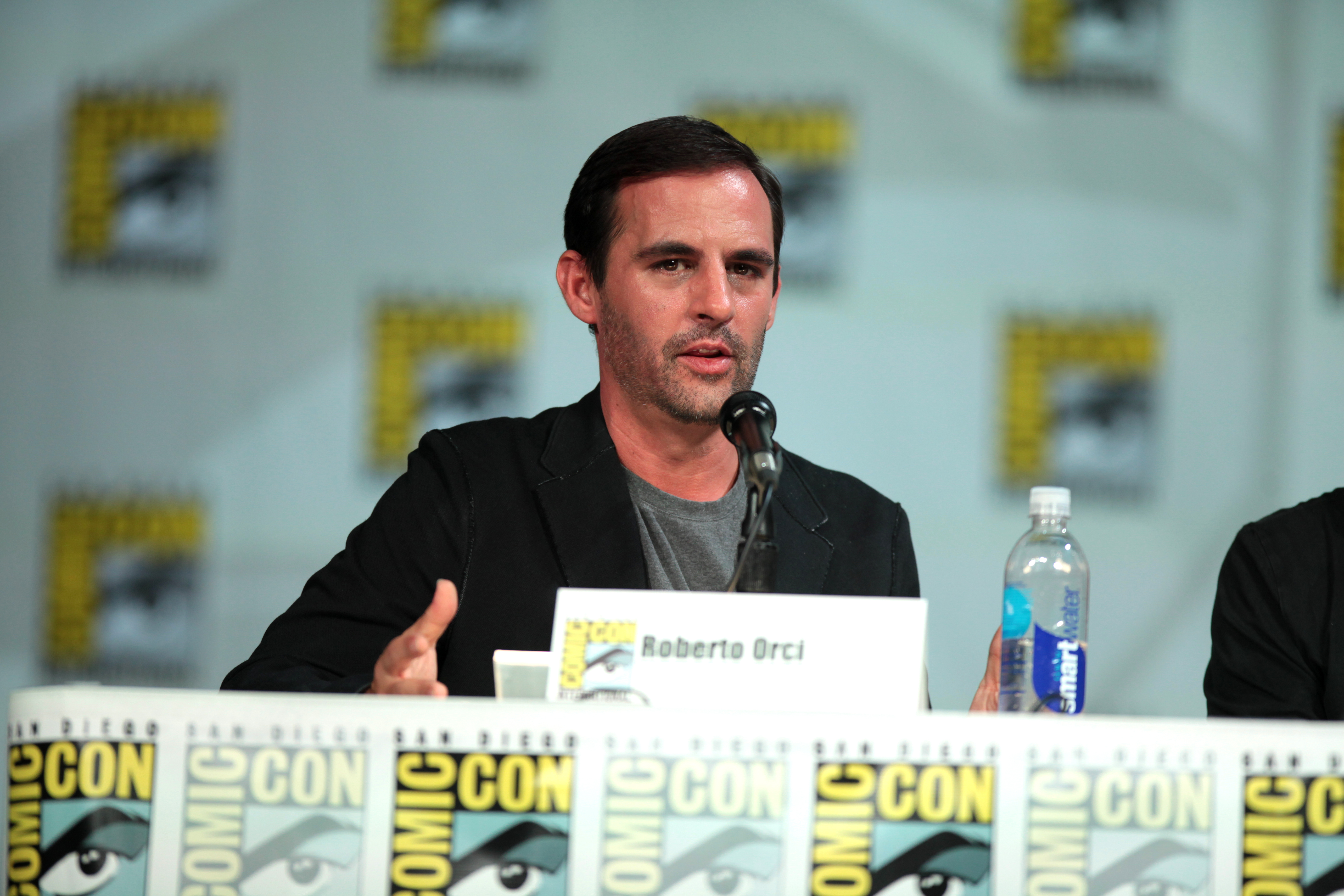
Роберто Орси

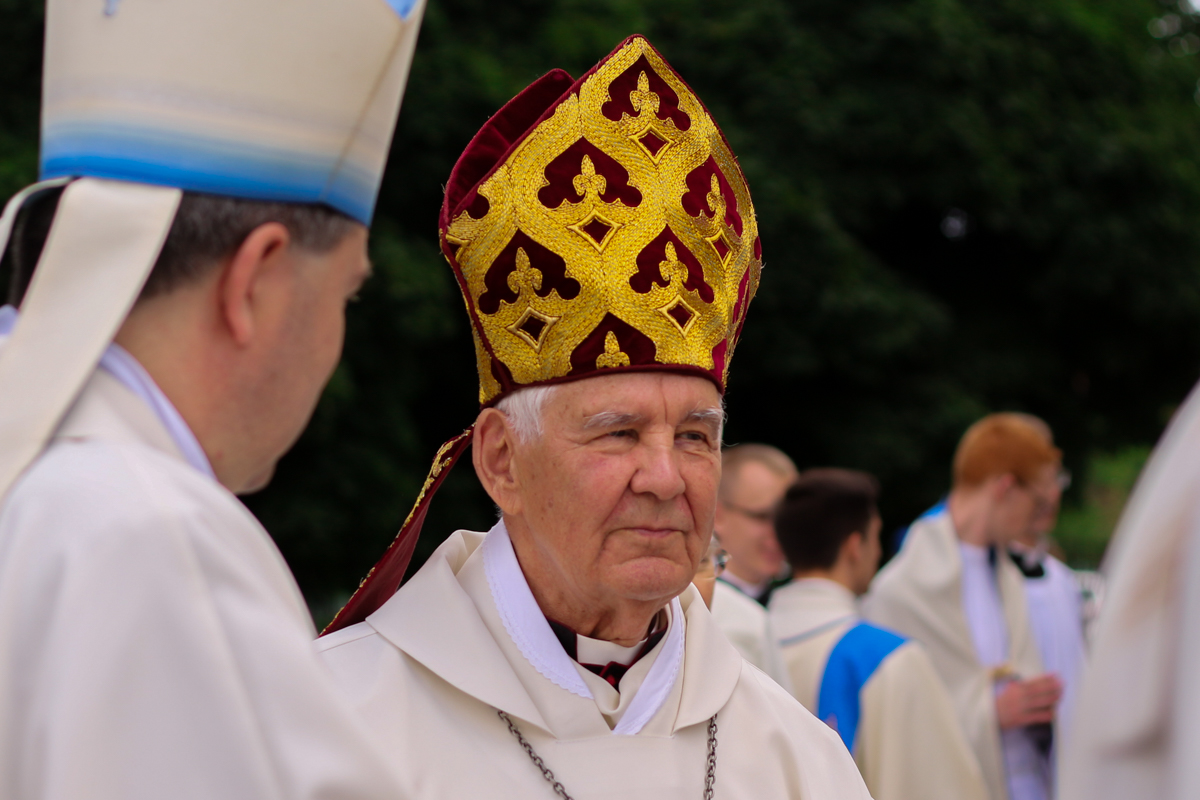
Казимеж Романюк

- Аль Номан, Абдулла[бенг.] (82) — бангладешский политический деятель, министр рыболовства и животноводства (1991—1996), министр продовольствия (2002—2006), депутат Национальной ассамблеи (1991—1996, 2001—2006)[29].
- Ару, Криста[эст.] (66) — эстонский историк и политическая деятельница, депутат Парламента (2015—2019)[30].
- Бешлягэ, Владимир Васильевич (93) — советский и молдавский писатель, переводчик и политик[31].
- Брошан, Бернар[фр.] (86) — французский политический деятель, мэр Канн (2001—2014), депутат Национального собрания (2001—2022)[32].
- Васильев, Михаил Анатольевич (63) — советский и российский гандболист и тренер, игрок сборной СССР, олимпийский чемпион (1988), чемпион мира (1982)[33].
- Воронков, Николай Львович (90) — советский и российский художник-график, народный художник Российской Федерации (1999), академик РАХ (2001)[34].
- Джонстон, Дженнифер (95) — ирландская писательница[35].
- Карагезьян, Карен Карович (89) — советский и российский журналист, переводчик, писатель[36].
- Кашкин, Кирилл Павлович (91) — советский и российский специалист в области инфекционной иммунологии, академик АМН СССР / РАМН (1986—2013), академик РАН (2013)[37].
- Лимер, Эдвард (80) — американский экономист[38].
- Марти, Мартин[англ.] (97) — американский богослов и историк религии[39].
- Орси, Роберто (51) — американский сценарист и телепродюсер[40].
- Радош, Ференц[венг.] (90) — венгерский пианист[41].
- Романюк, Казимеж (97) — польский прелат Римской католической церкви, епископ Варшавы-Праги (1992—2004)[42].
- Тимофеева, Татьяна Петровна (72) — российский историк архитектуры и краевед[43].
- Фарр, Коберн (62) — канадский певец и музыкант[44].
- Хугаева, Валерия Вячеславовна (97) — советская и российская актриса, народная артистка РСФСР (1971)[45].
- Malyda[индон.] (61) — индонезийская певица[46].

## 24 февраля

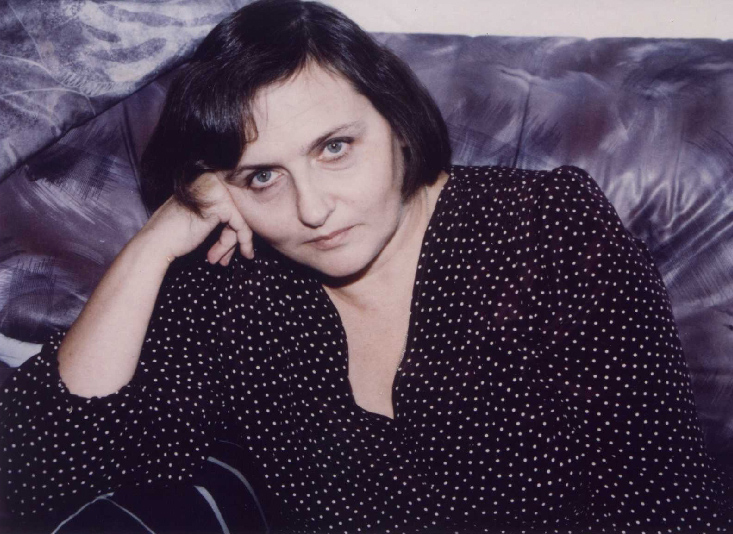
Елена Игнатова

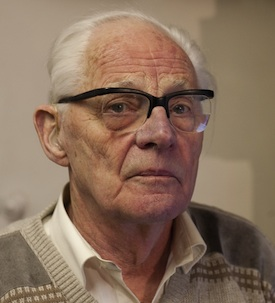
Алан Маккей

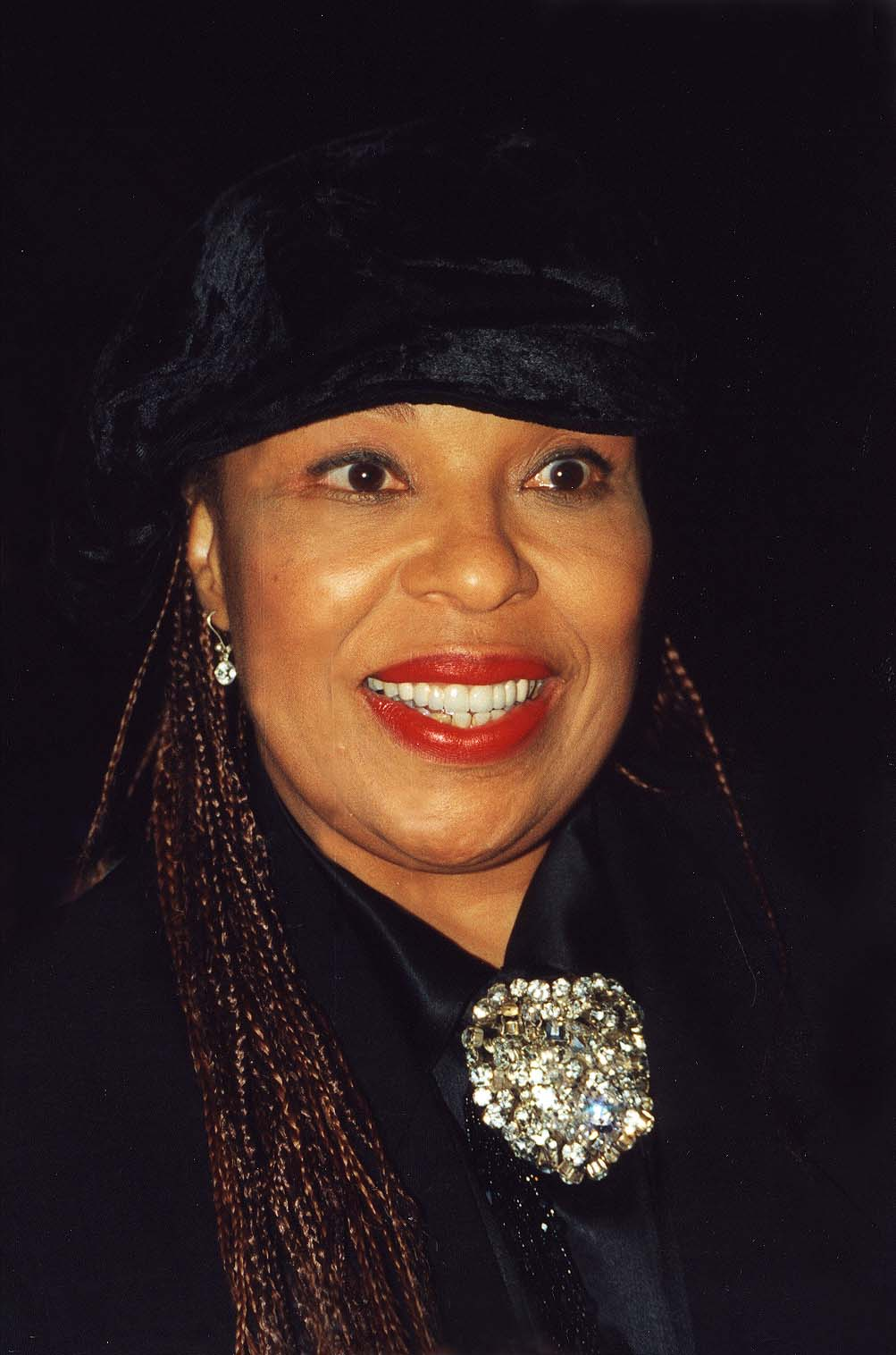
Роберта Флэк

- Вильялобос, Хосефина[исп.] (100) — первая леди Эквадора (1992—1996)[47].
- Игнатова, Елена Алексеевна (77) — русская поэтесса и сценаристка третьей волны эмиграции[48].
- Маккей, Алан (98)  — британский кристаллограф, член Лондонского королевского общества (1988), первооткрыватель  икосаэдров Маккея[49].
- Пуссен, Элвин Фрэнсис[англ.] (90) — американский психиатр[50].
- Транда, Здзислав[пол.] (99) — польский священник, суперинтендент Польской реформатской церкви[пол.] (1978—2002)[51].
- Уиснер, Фрэнк[англ.] (86) — американский предприниматель и дипломат, и. о. государственного секретаря (1993), посол в Египте (1986—1991) и Индии (1994—1997)[52].
- Флэк, Роберта (88) — американская соул-певица[53].
- Челеби, Хасан (88) — турецкий каллиграф[54].

## 23 февраля

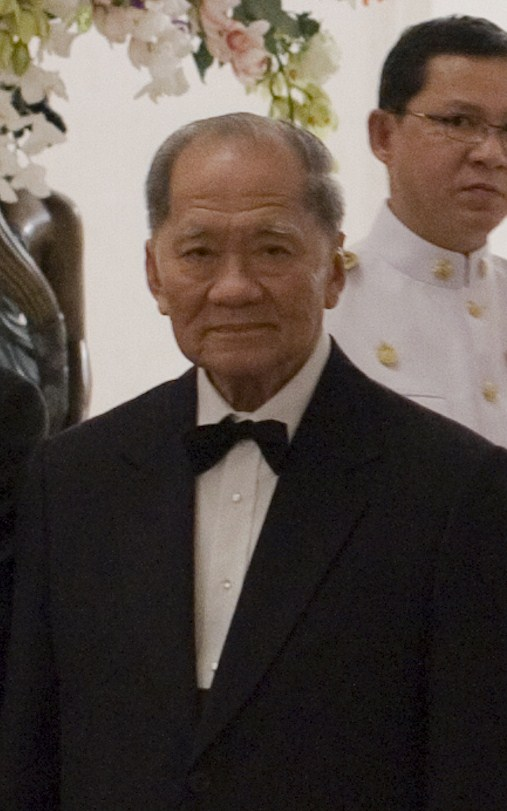
Танин Краивичьен

- Веронелли, Атилио[исп.] (65) — аргентинский актёр и режиссёр[55].
- Вигнере, Эдит (85) — латвийская художница по текстилю, сестра Раймонда Паулса[56].
- Джаспер, Крис (73) — американский певец и автор песен[57].
- Джонсон, Ян[англ.] (74) — американский прыгун с шестом, бронзовый призёр Олимпийских игр (1972)[58].
- Жаркынбаев, Нурпаис[кирг.] (86) — советский и киргизский поэт, народный поэт Кыргызстана[59].
- Засыпкин, Александр Сергеевич (87) — советский и российский учёный в области разработки и проектирования релейной защиты и автоматики, заслуженный деятель науки Российской Федерации (1997)[60].
- Краивичьен, Танин (97) — таиландский юрист и государственный деятель, премьер-министр (1976—1977)[61].
- Хауген, Грег[англ.] (64) — американский боксёр, чемпион мира по версии WBO (1991) и IBF (1986—1989)[62].
- Шутов, Игорь Васильевич (95) — советский и российский учёный-лесовод, член-корреспондент РАСХН (1993—2014), член-корреспондент РАН (2014)[63].
- Ярошенко, Олег Николаевич (51) — украинский юрист, член-корреспондент НАПрНУ (2017)[64].

## 22 февраля

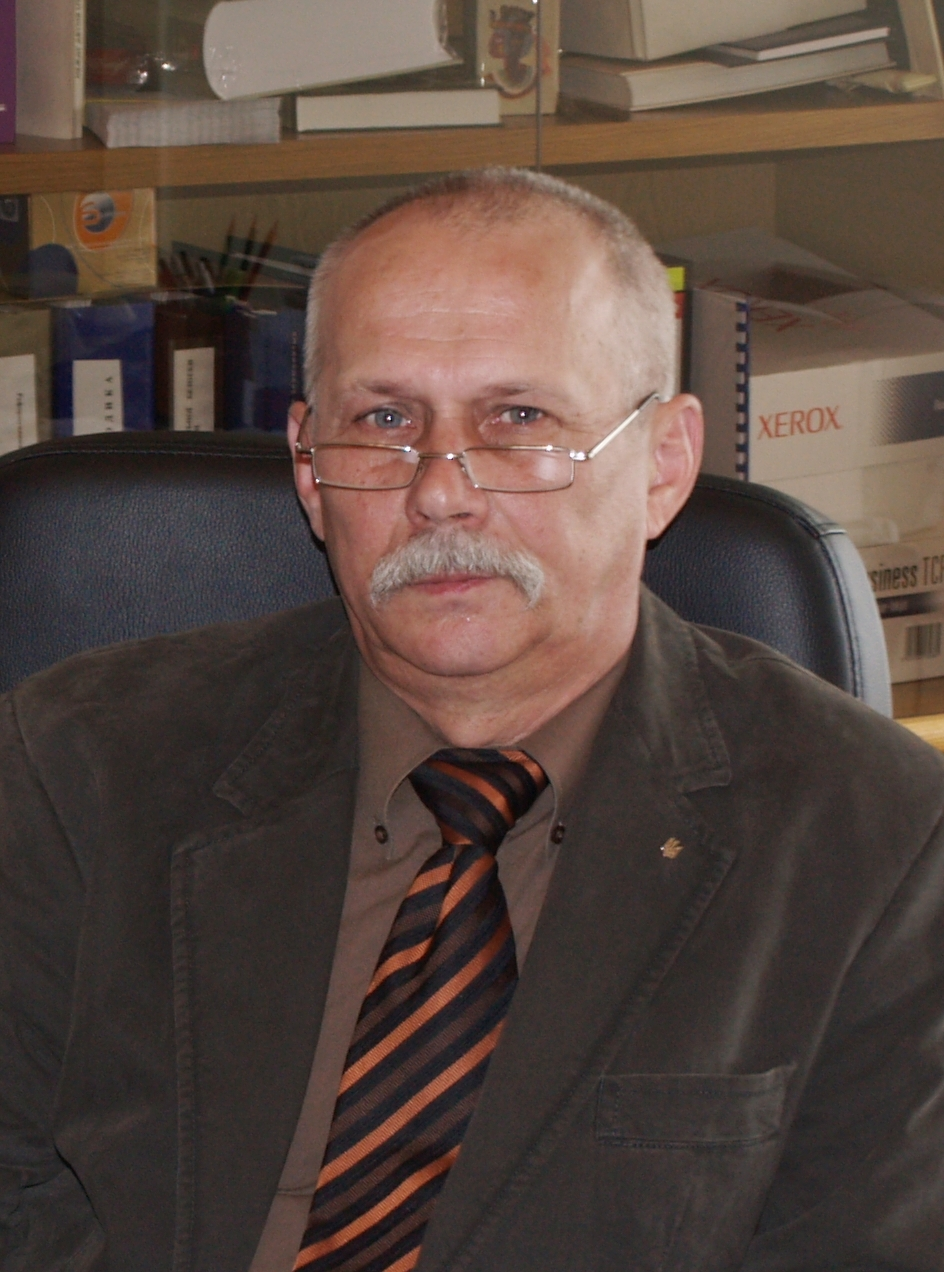
Александр Белов

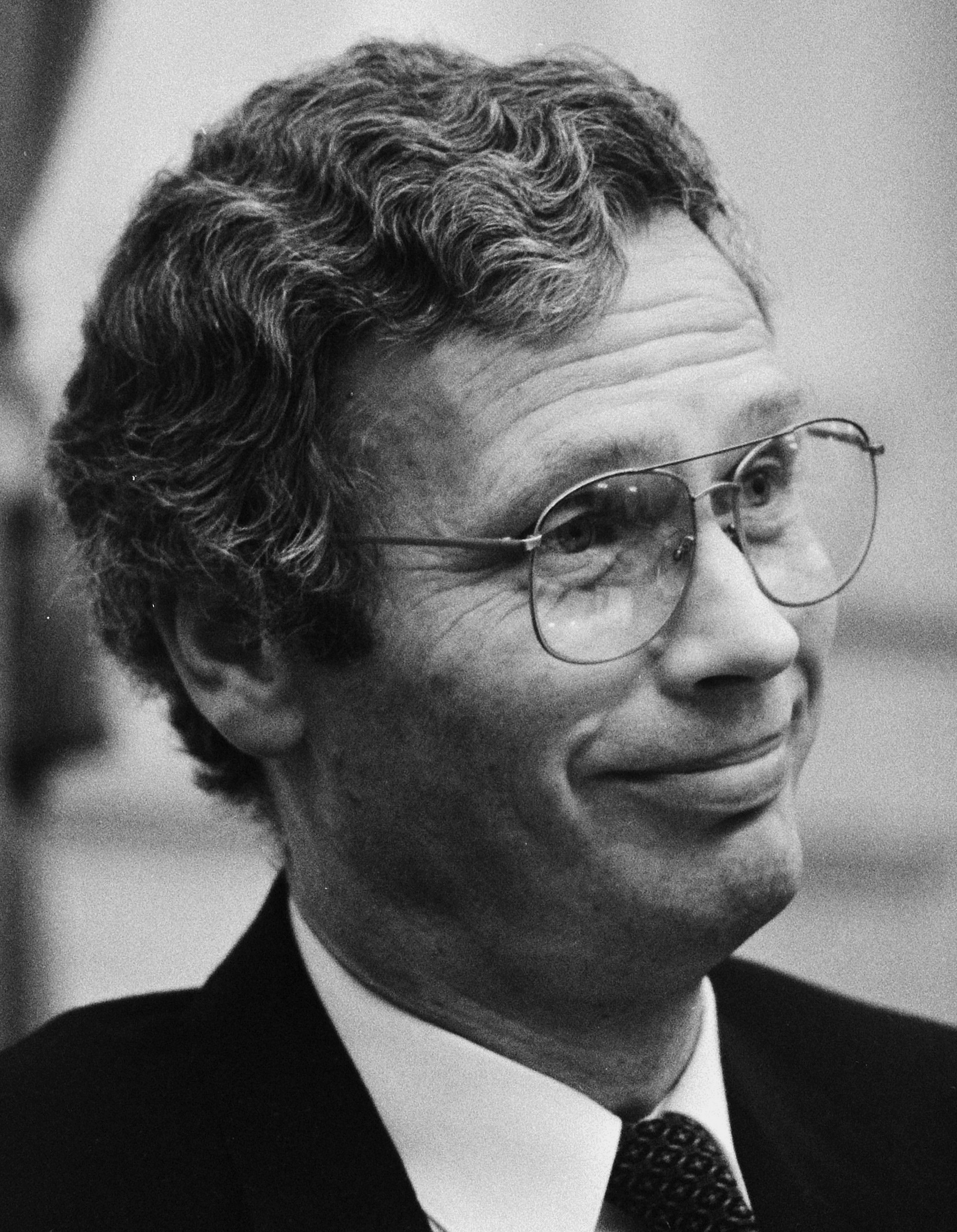
Ханс ван ден Брук

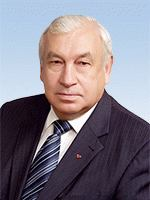
Валерий Кальченко

- Белов, Александр Фёдорович (74) — украинский государственный деятель[65].
- Ван ден Брук, Ханс (88) — нидерландский политик, министр иностранных дел (1982—1993), комиссар Европейского союза по внешним связям (1993—1995)[66].
- Вахтеро, Пиркко (88) — финская художница почтовых марок, графический дизайнер[67].
- Гумау, Лавал Яхайя[англ.] (56) — нигерийский политический деятель, сенатор[68].
- Кальченко, Валерий Михайлович (77) — украинский политический и государственный деятель, министр по вопросам чрезвычайных ситуаций и по делам защиты населения от последствий Чернобыльской катастрофы (1996—1999), народный депутат Украины (2006—2014)[69].
- Максвелл, Джеффри[англ.] (?) — ямайский футболист и футбольный тренер, игрок и тренер национальной сборной[70].
- Морозов, Евгений Михайлович (97) — советский и российский учёный в области механики разрушения твёрдых тел, заслуженный деятель науки Российской Федерации (2001)[71].
- Шапкин, Геннадий Валентинович (68) — советский футболист[72].

## 21 февраля

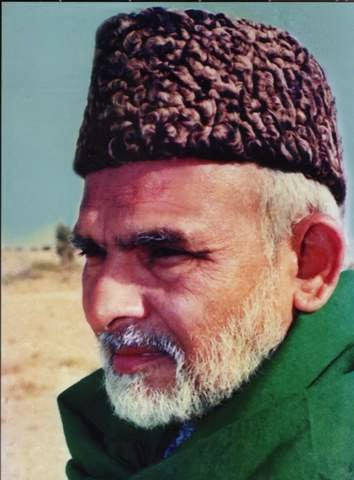
Кхваджа Шамсуддин Азими

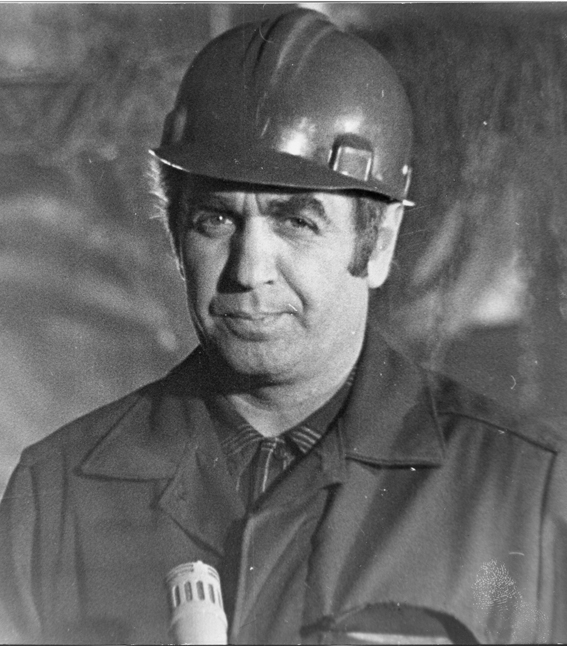
Александр Петров

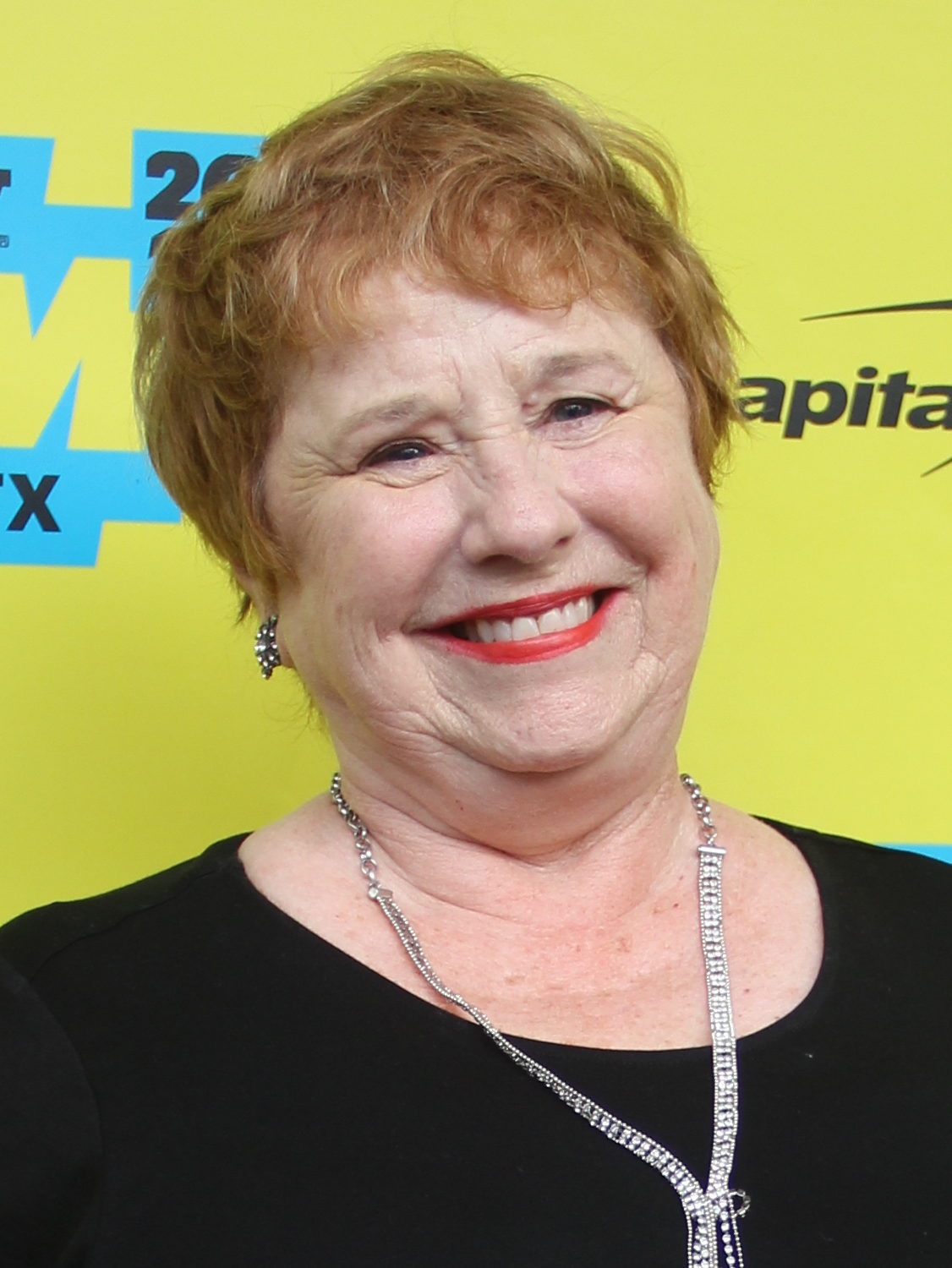
Линн Мари Стюарт

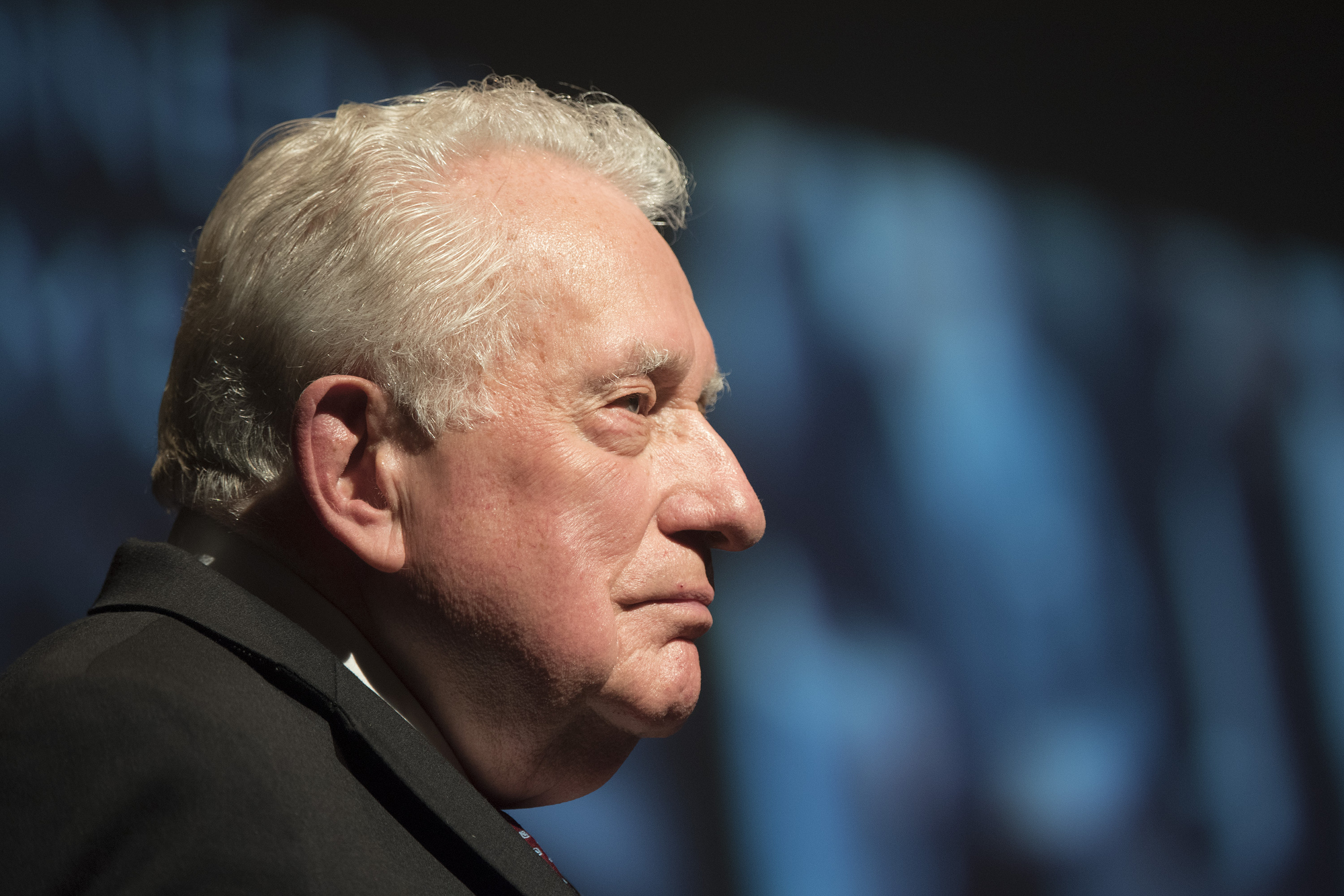
Клинт Хилл

- Джеймс, Иоан[англ.] (96) — британский математик, член Лондонского королевского общества (1968)[73].
- Исабеков, Дулат (82) — советский и казахстанский писатель, Герой Труда Казахстана (2022)[74].
- Кхваджа Шамсуддин Азими (97) — пакистанский религиозный деятель, философ и писатель[75].
- Петров, Александр Александрович (87) — советский и российский металлург[76]..
- Стюарт, Линн Мари (78) — американская актриса и сценарист[77].
- Томсон, Кит Стюарт (86) — британо-американский учёный-биолог, зоолог и палеонтолог, эволюционист и специалист по биоразнообразию, историк науки[78].
- Хилл, Клинтон (93) — сотрудник американских спецслужб[79].
- Цой, Олег Григорьевич (80) — советский и российский лётчик-испытатель, заслуженный лётчик-испытатель СССР (1986), Герой Российской Федерации (1997), полковник[80].

## 20 февраля

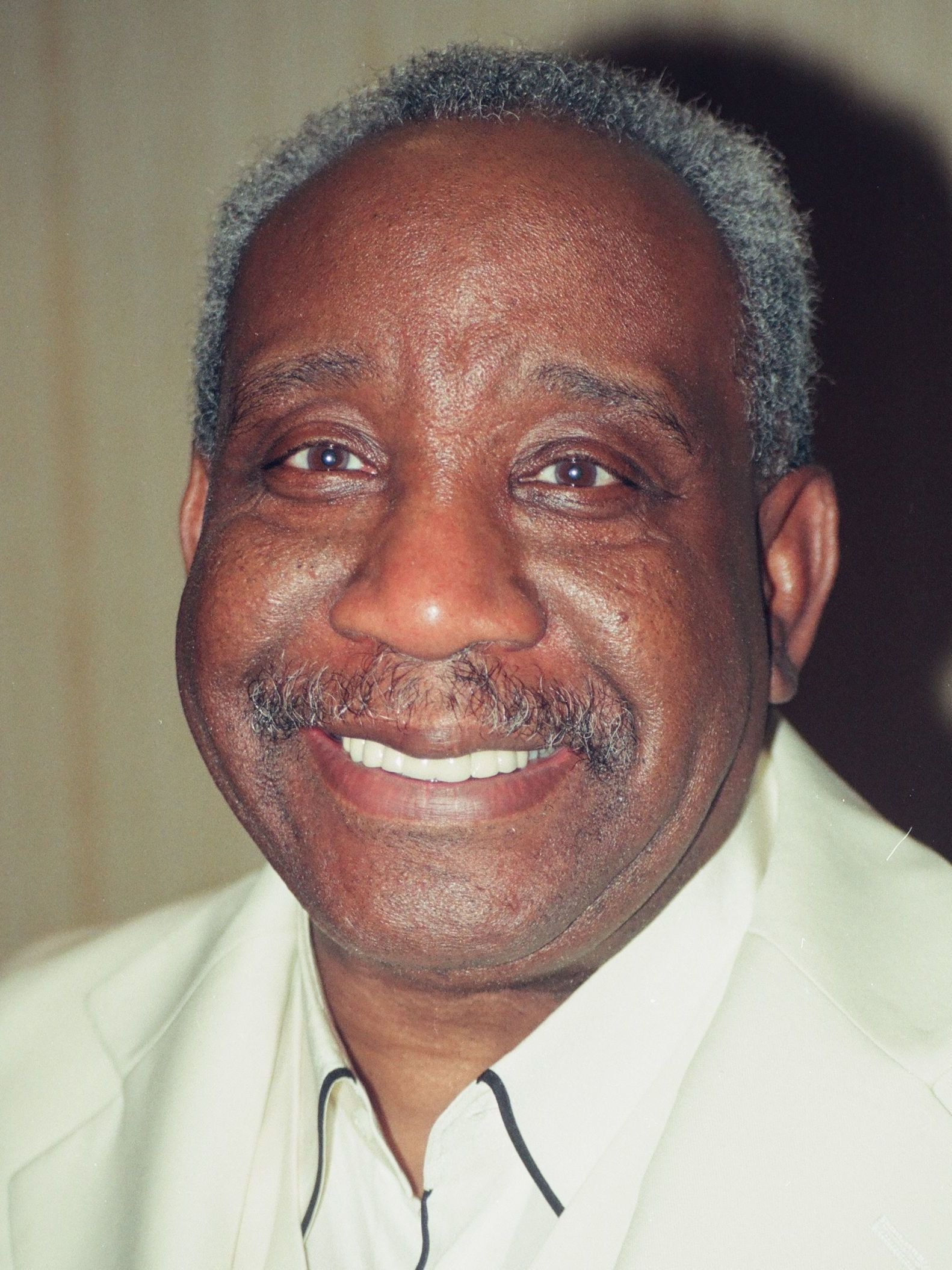
Джерри Батлер

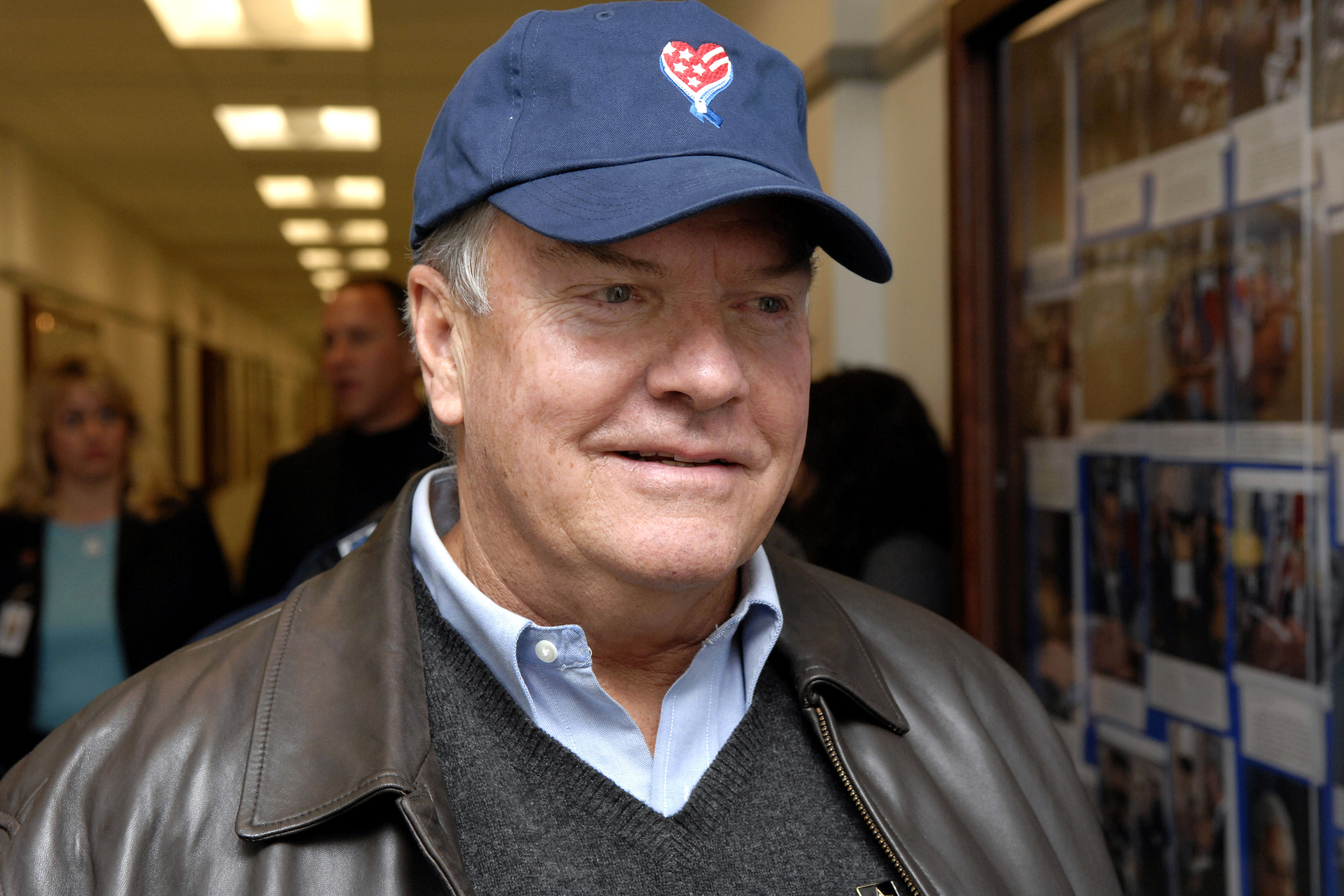
Питер Джейсон

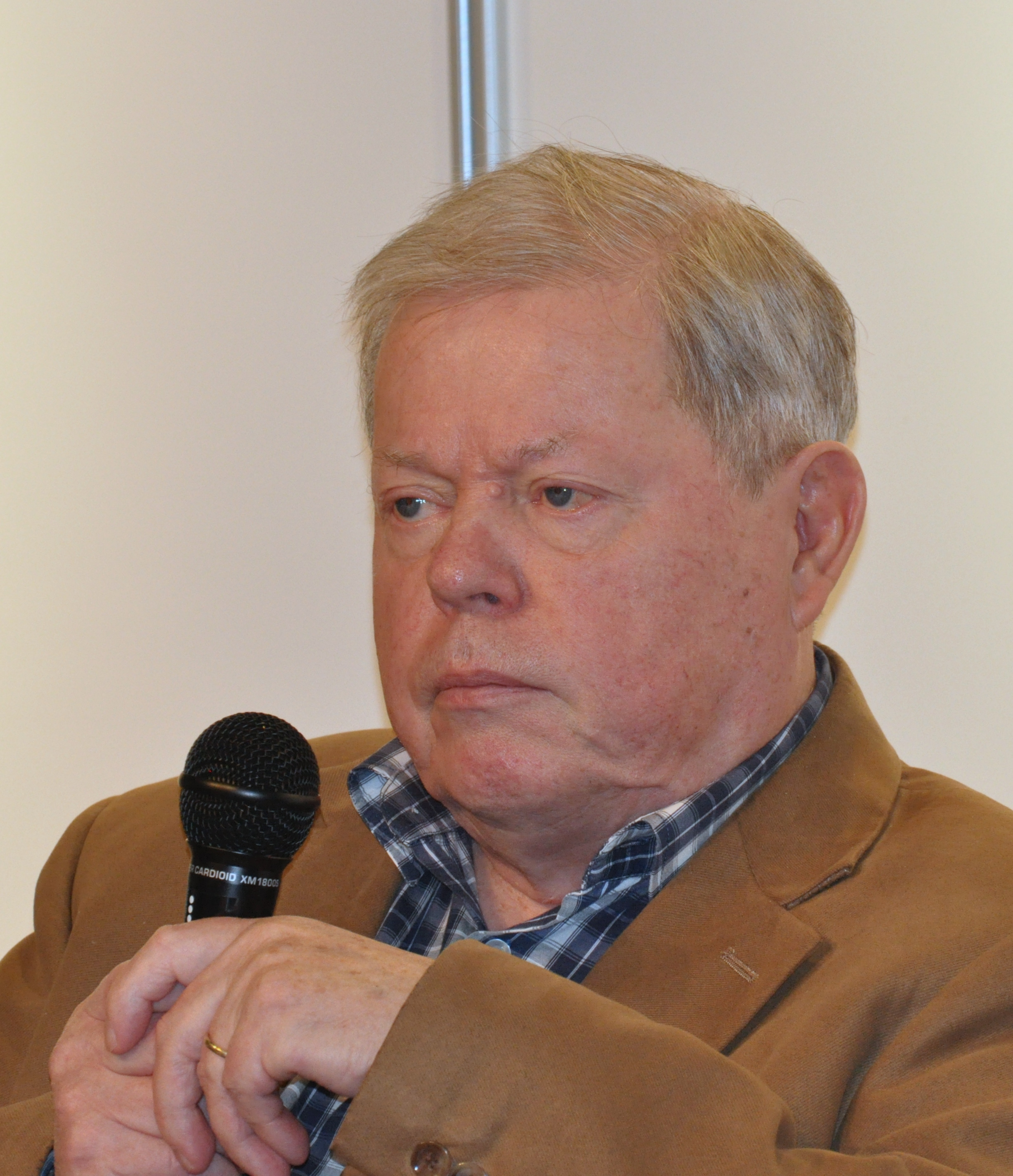
Илкка Куусисто

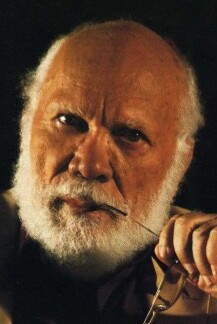
Франкетьен

- Ахмад, Фероз[тур.] (87) — турецкий историк и политолог[81].
- Батлер, Джерри (85) — американский певец и автор песен[82].
- Борен, Дэвид[англ.] (83) — американский государственный деятель и деятель образования, губернатор штата Оклахома (1975—1979), сенатор (1979—1994), президент Оклахомского университета (1994—2018)[83].
- Джейсон, Питер (80) — американский актёр и продюсер[84].
- Куусисто, Илкка (91) — финский композитор[85].
- Лэнгворт, Ричард[англ.] (83) — американский писатель[86].
- Расмуссен, Ханс Кьелль[дат.] (70) — датский стрелок, чемпион Олимпийских игр (1980) (о смерти объявлено в этот день)[87].
- Сапкота, Бидур Прасад[англ.] (59) — непальский политический деятель, депутат Парламента (2014—2017)[88].
- Уильямс, Эван[англ.] (81) — шотландский футболист и футбольный тренер[89].
- Франкетьен (88) — гаитянский поэт, драматург, художник, музыкант, певец и педагог, артист ЮНЕСКО во имя мира (2010)[90].
- Шелдрик, Джордж (82) — британский химик, член Лондонского королевского общества (2001)[91].
- Шумилов, Иван Иванович (86) — советский и шведский музыкант[92].

## 19 февраля

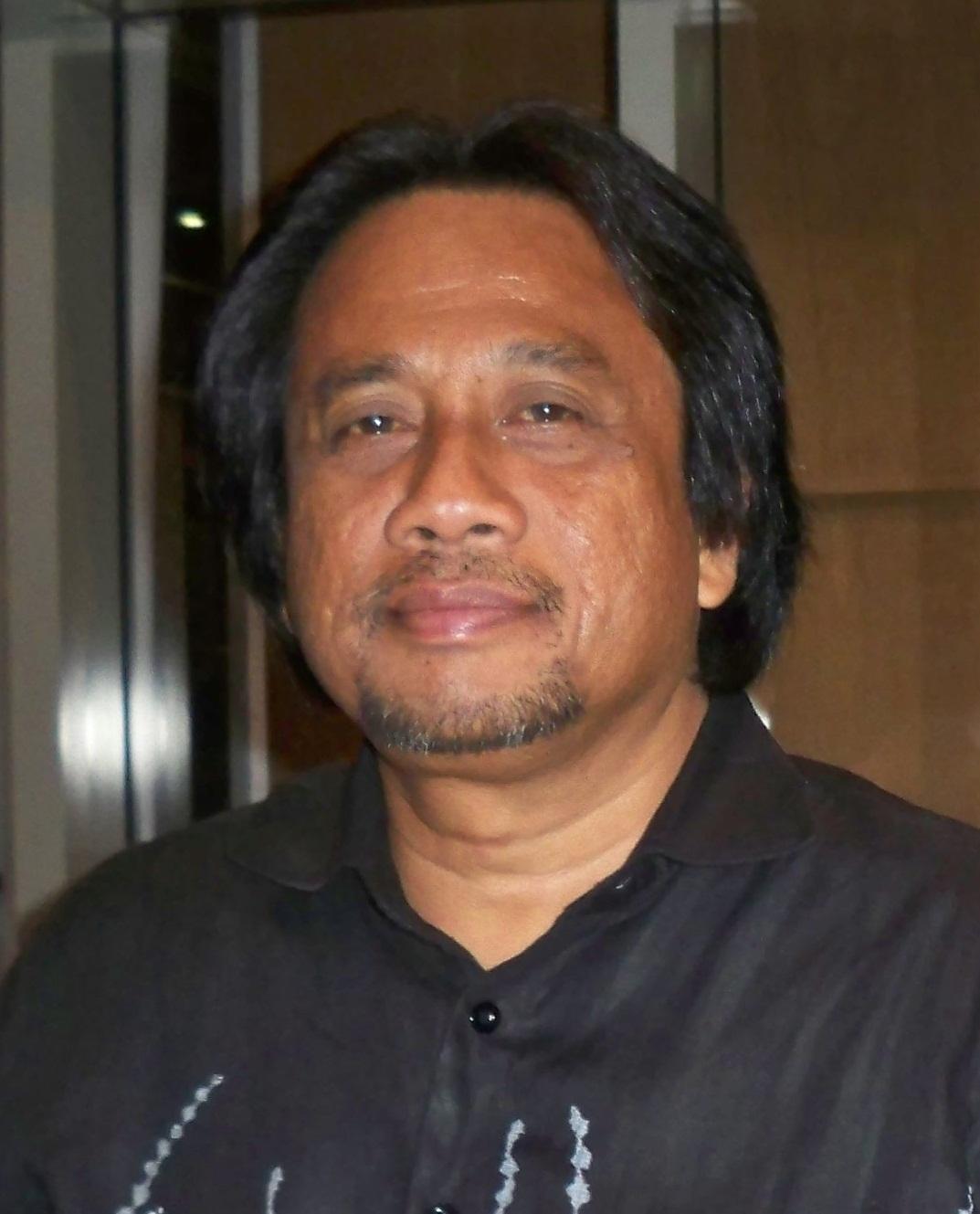
Закария Ариффин

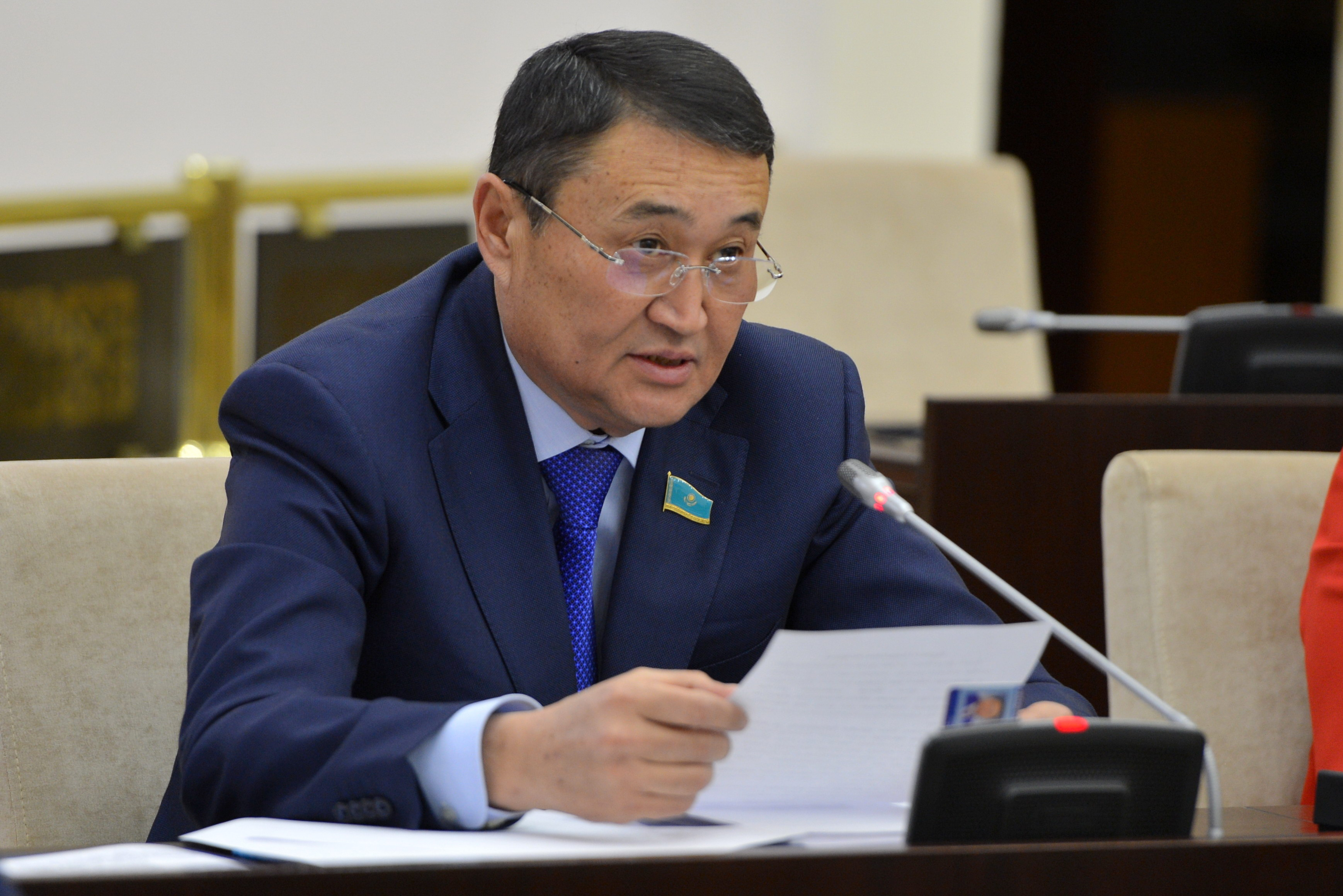
Ансар Мусаханов

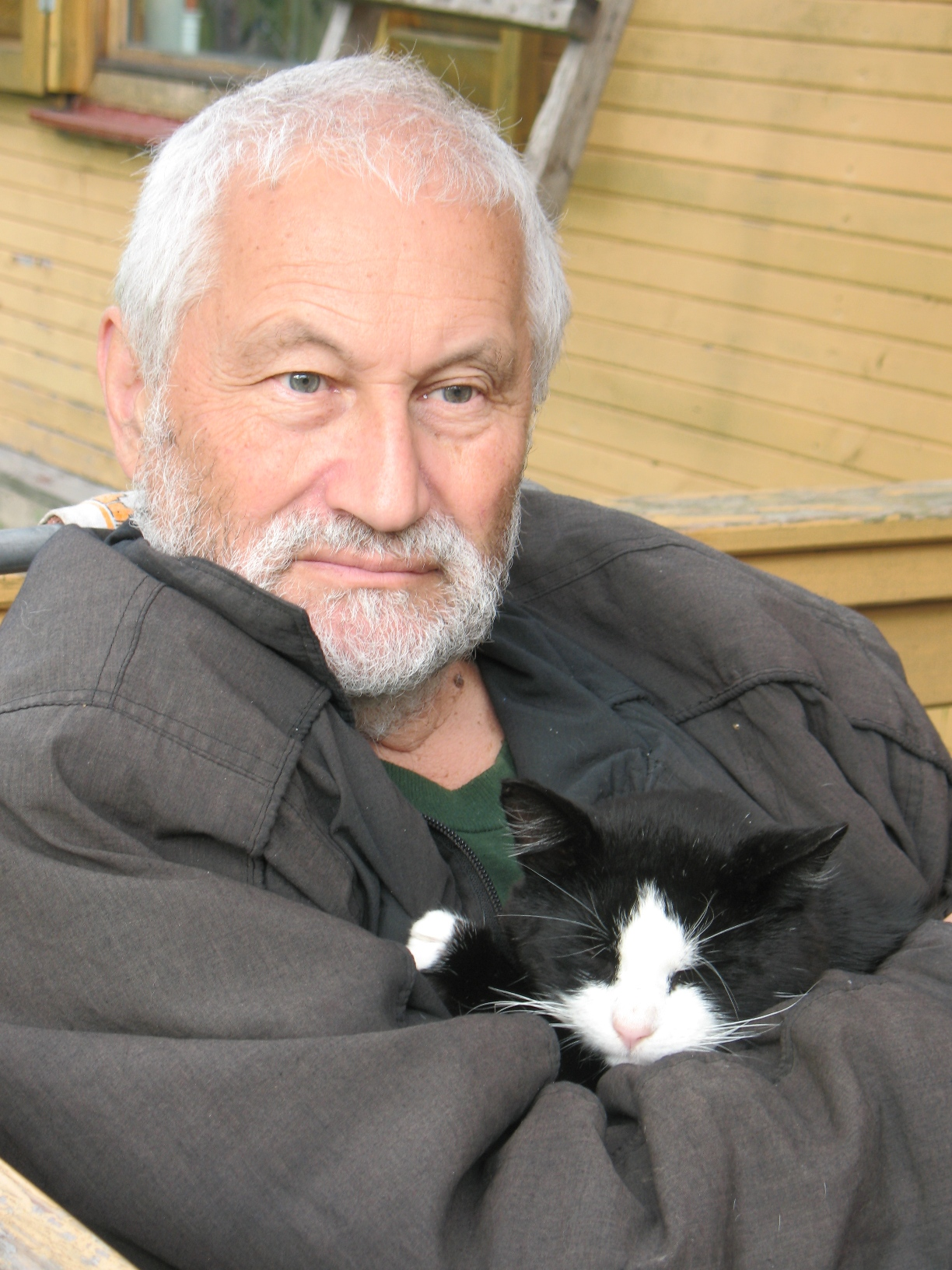
Александр Раппапорт

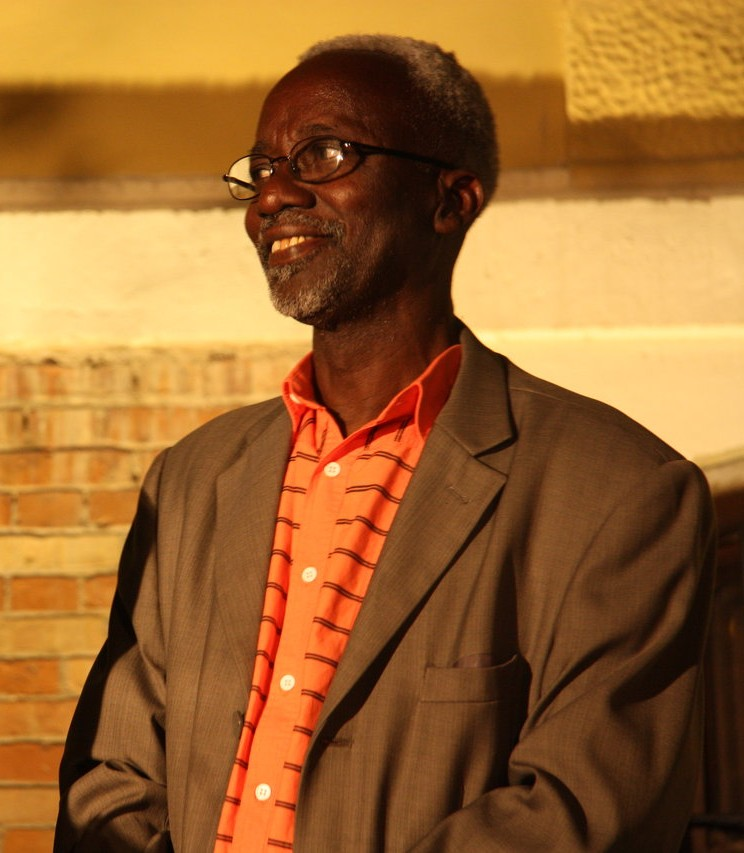
Сулейман Сиссе

- Бернард, Кент[англ.] (82) — тринидадский спринтер, бронзовый призёр Олимпийских игр (1964)[93].
- Браудер, Уильям[англ.] (91) — американский математик, член НАН США (1980), сын Эрла Браудера (о смерти объявлено в этот день)[94].
- Гейтон, Ричард (97) — американский герпетолог, ведущий эксперт по биологической классификации лесных саламандр[95]..
- Закария Ариффин (72) — малайзийский драматург, театральный режиссёр и педагог[96].
- Инхорн, Стэнли[англ.] (96) — американский патолог[97].
- Кастельянос Франко, Антонио Николас[исп.] (90) — испанский католический прелат, епископ Паленсии (1978—1991)[98].
- Кортальс-Альтес, Фредерик[нидерл.] (93) — нидерландский политик, министр юстиции (1982—1989), депутат Парламента (1989—1991)[99].
- Мусаханов, Ансар Турсунканович (58) — казахстанский государственный деятель, аким Алматинской области (2011—2014), сенатор (2014—2020)[100].
- Мюррей, Кэмми (80) — шотландский футболист[101].
- Постольник, Лидия Ивановна (89) — советский передовик сельского хозяйства, Герой Социалистического Труда (1971)[102][103].
- Раппапорт, Александр Гербертович (83) — российский архитектор, теоретик архитектуры, архитектурный критик, искусствовед[104].
- Самб, Н’Диага (58) — сенегальский шашист, чемпион Африки (2016)[105].
- Саррю, Жан[фр.] (79) — французский актёр, композитор и певец[106].
- Сержиу, Мануэл[порт.] (91) — португальский философ и политик, депутат Парламента (1991—1995)[107].
- Сиссе, Сулейман (84) — малийский режиссёр[108].
- Стерджесс, Олив[англ.] (91) — американская актриса канадского происхождения[109].
- Фарзами, Гхоламхоссейн[перс.] (79) — иранский футболист[110].
- Хейнс, Джо[англ.] (97) — британский журналист, пресс-секретарь Премьер-министра (1969—1970, 1974—1976)[111].
- Чирков, Юрий Владимирович (72) — советский и российский баянист, заслуженный артист Российской Федерации (1997)[112].
- Шаши, Шьям Сингх[англ.] (89) — индийский антрополог[113].

## 18 февраля

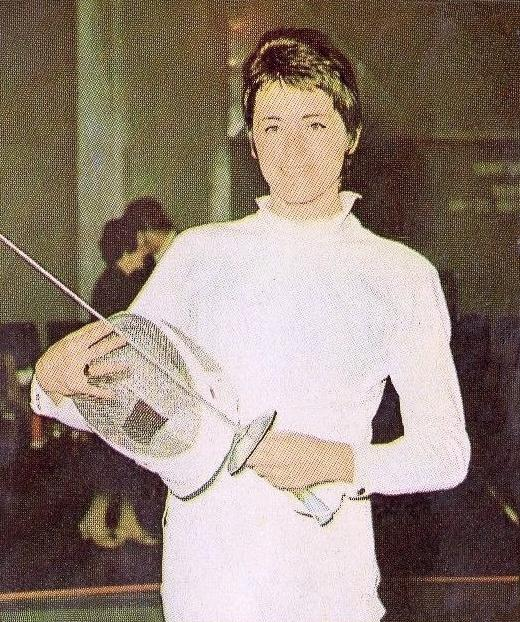
Мари-Шанталь Депетрис-Демай

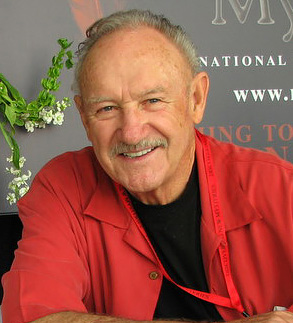
Джин Хэкмен

- Березин, Михаил Павлович (83) — советский и российский актёр, заслуженный артист РСФСР (1987)[114].
- Депетрис-Демай, Мари-Шанталь (83) — французская рапиристка, чемпионка мира (1971), участница Олимпийских игр (1964, 1968, 1972)[115].
- Ильясов, Барый Галеевич (85) — советский и российский инженер-электромеханик, заслуженный деятель науки и техники Российской Федерации (1994)[116].
- Турский, Мариан[пол.] (98) — польский журналист и историк[117].
- Хэкмен, Джин (95) — американский актёр[118].

## 17 февраля

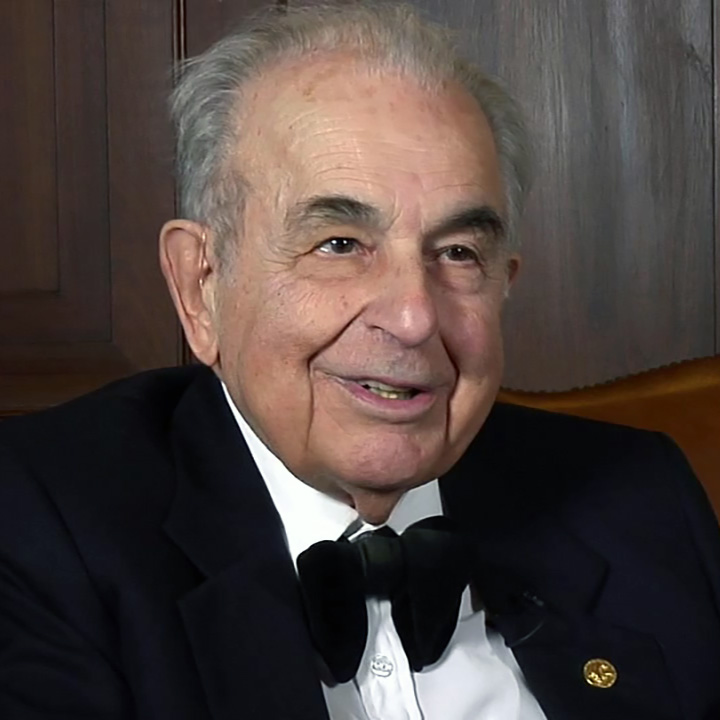
Андреас Акривос

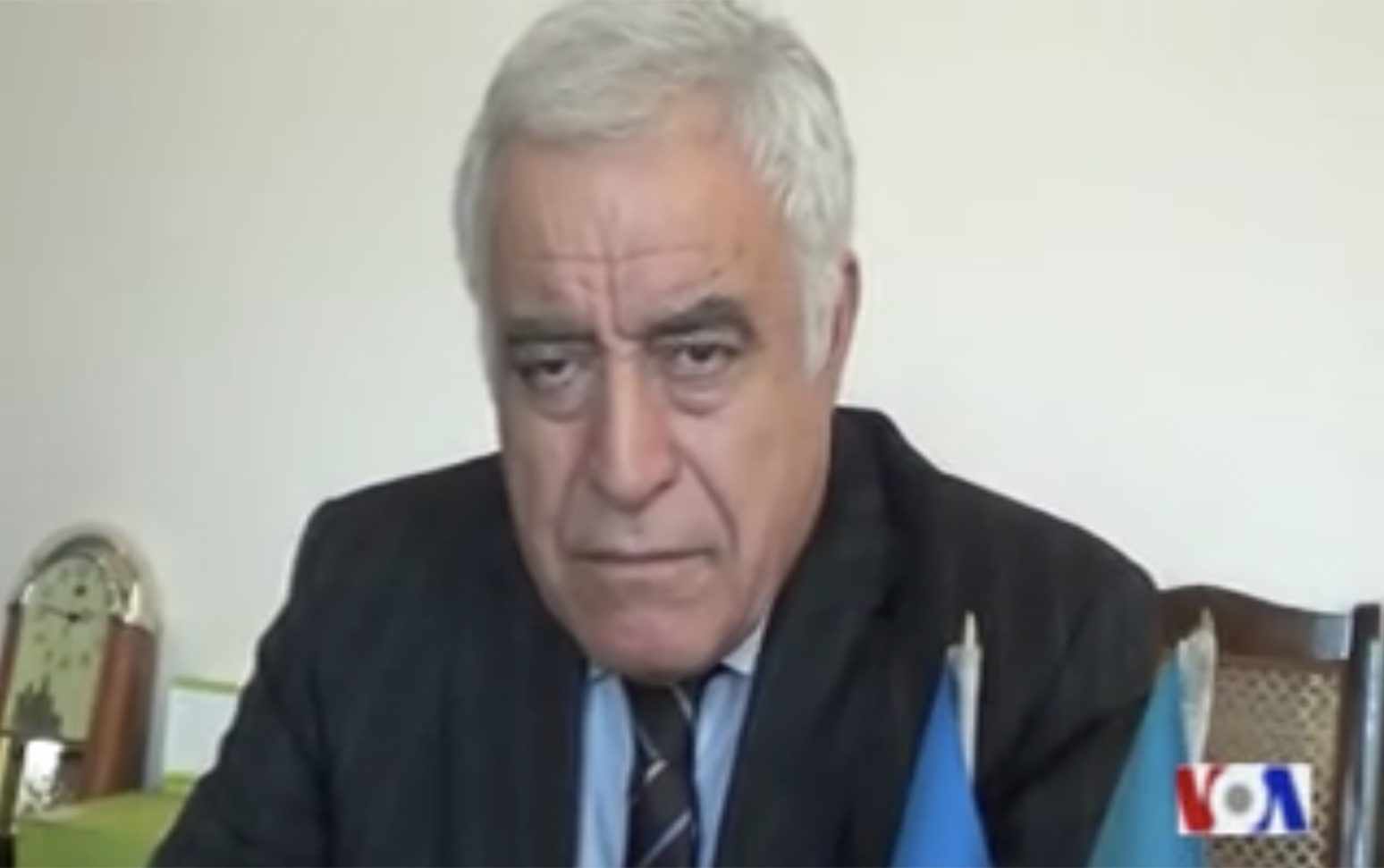
Ильяс Исмаилов

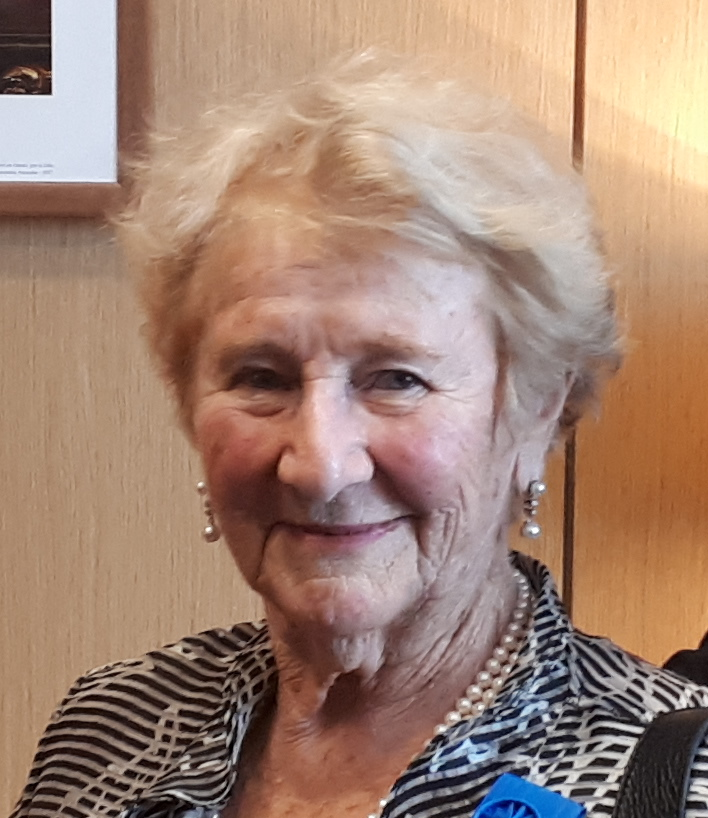
Антонин Майе

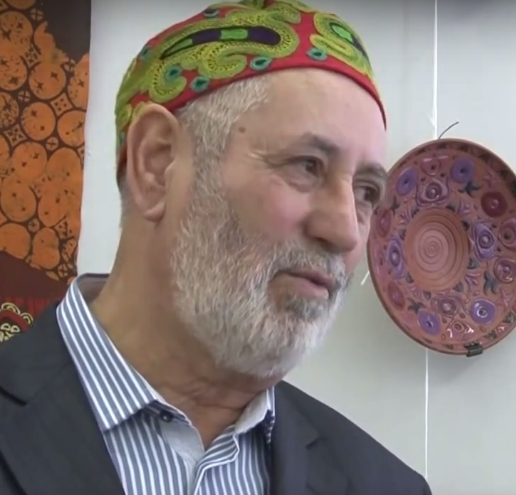
Мамут Чурлу

- Акривос, Андреас (96) — американский физик, член НАН США (1991)[119].
- Болкестейн, Фриц[нидерл.] (91) — нидерландский государственный деятель, министр обороны (1988—1989)[120].
- Головин, Евгений Владимирович (75) — советский и российский певец, заслуженный артист Российской Федерации (2002)[121].
- Исмаилов, Ильяс Аббас оглы (86) — азербайджанский юрист и политик, прокурор Азербайджанской ССР (1985—1990), министр юстиции (1992—1995), депутат Национального собрания (2006—2015)[122].
- Комиссаров, Александр Павлович (74) — советский и российский футболист и тренер[123].
- Котожеков, Александр Иванович (76) — хакасский драматург и театральный художник[124].
- Лепилин, Александр Викторович (68) — советский и российский стоматолог, заслуженный врач Российской Федерации (2003)[125].
- Майе, Антонин (95) — канадская акадийская писательница и драматург[126].
- Мьюир, Джейми (82) — британский художник и музыкант[127].
- Руденя, Павел Адамович (42) — белорусский радиоведущий[128].
- Спектор, Григорий Владимирович (99) — советский и российский театральный режиссёр, театральный и музыкальный критик, педагог, заслуженный деятель искусств Российской Федерации (1996)[129].
- Харрисон, Джеймс (88) — австралийский донор плазмы крови[130].
- Чурлу, Мамут Юсуфович (78) — советский, украинский и российский художник, заслуженный художник Украины (2010) (о смерти стало известно в этот день)[131].

## 16 февраля

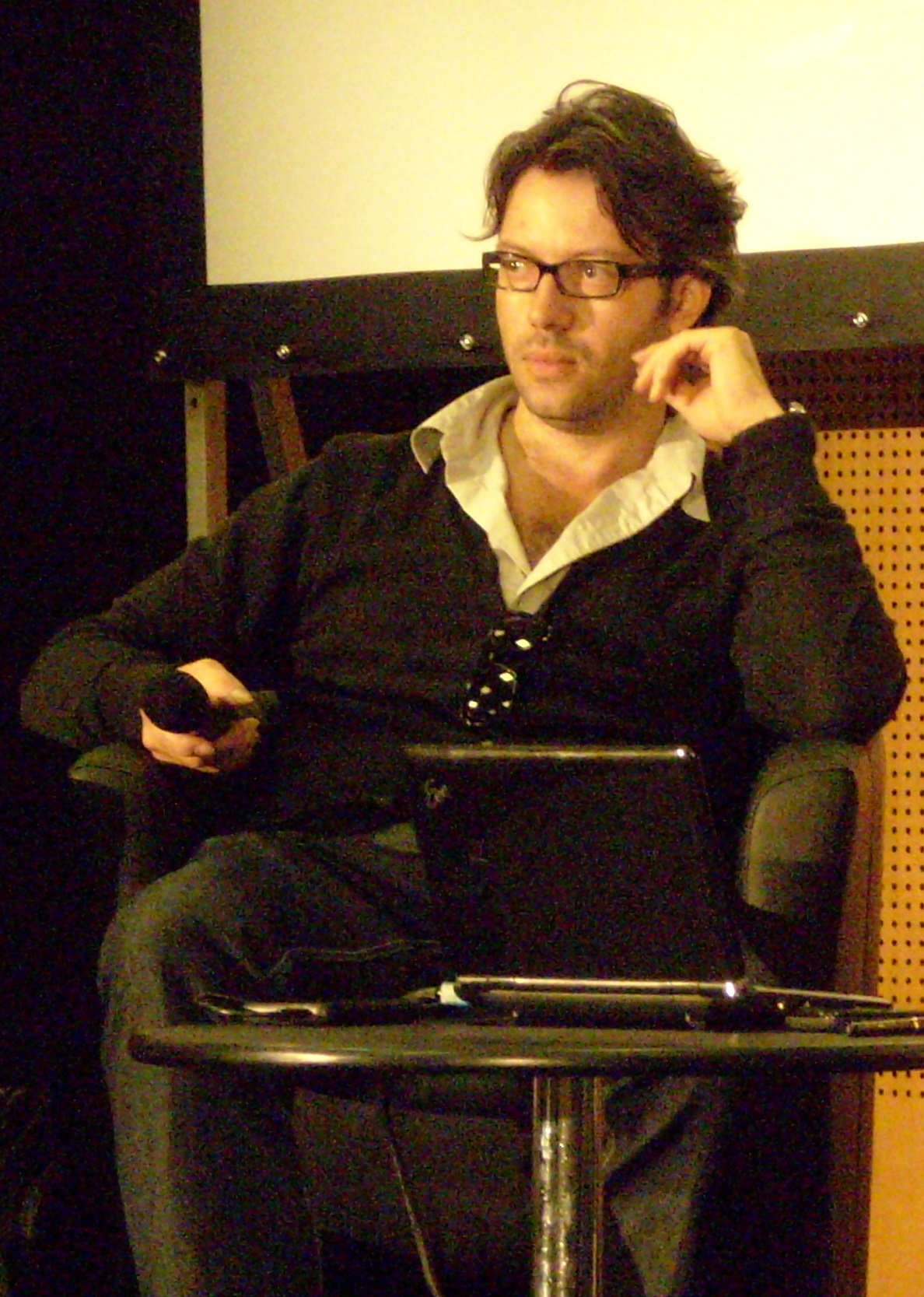
Виктор Антонов

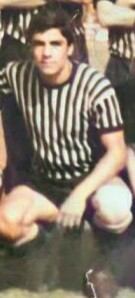
Оскар Вальдес

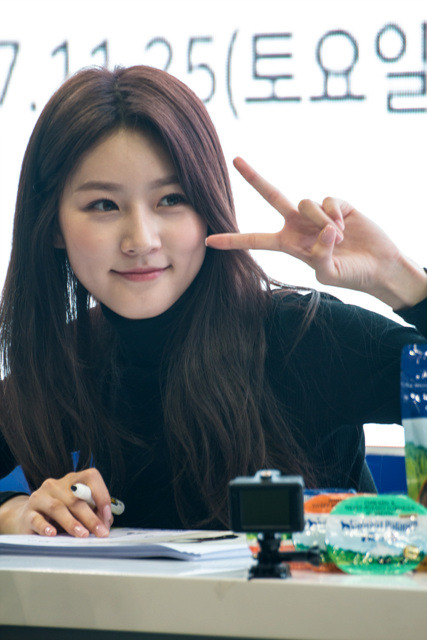
Ким Сэрон

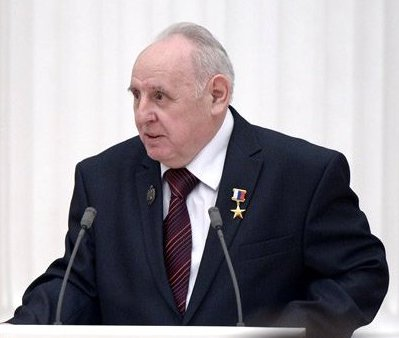
Юрий Лепёхин

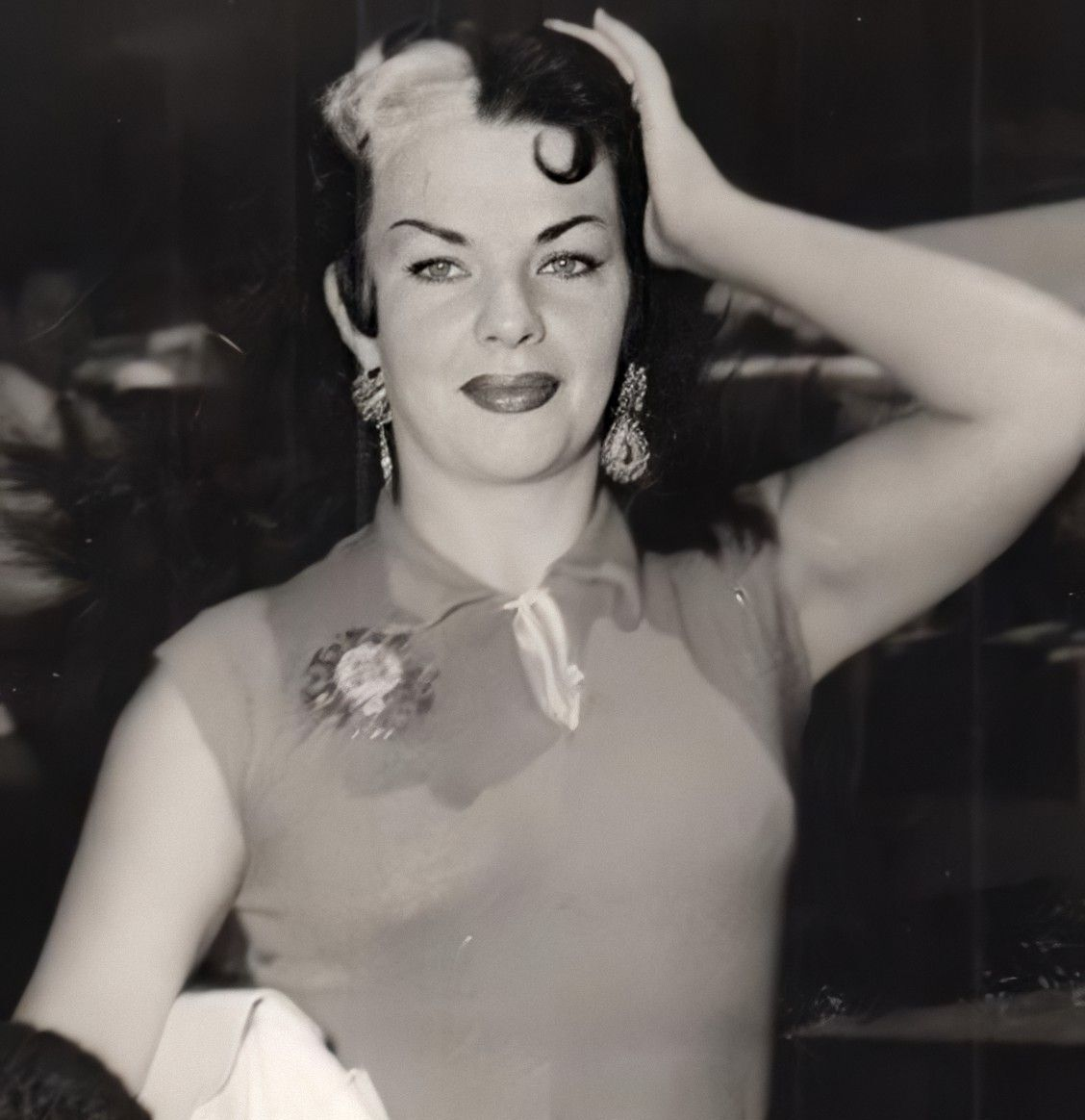
Иоланда Монтес

- Антонов, Виктор (53) — американский и французский художник и геймдизайнер (о смерти объявлено в этот день)[132].
- Валек, Владимир (89) — чешский дирижёр[133].
- Вальдес, Оскар (78) — испанский футболист, игрок национальной сборной[134].
- Ким Сэрон (24) — южнокорейская актриса[135].
- Кришнавени[англ.] (100) — индийская актриса, певица и кинопродюсер[136].
- Лепёхин, Юрий Васильевич (82) — советский и российский педагог, народный учитель Российской Федерации (2009), Герой Труда Российской Федерации (2014)[137].
- Монтес, Иоланда (93) — мексиканская и американская актриса и танцовщица[138].
- Позняк, Игорь Павлович (94) — советский и российский баскетболист и тренер, заслуженный тренер РСФСР (1968)[139].
- Смертюк, Богдан Степанович (76) — российский архитектор, заслуженный архитектор Российской Федерации (2013)[140].
- Топадзе, Гоги[груз.] (84) — грузинский предприниматель и политик, депутат Парламента (1999—2008, 2012—2016)[141].
- Холлоуэй, Джулиан[англ.] (80) — британский актёр[142].
- Цзоу Цзяхуа (98) — китайский партийный и государственный деятель[143].
- Эстаба, Луис[исп.] (86) — венесуэльский боксёр, чемпион мира по версии WBC (1975—1978)[144].

## 15 февраля

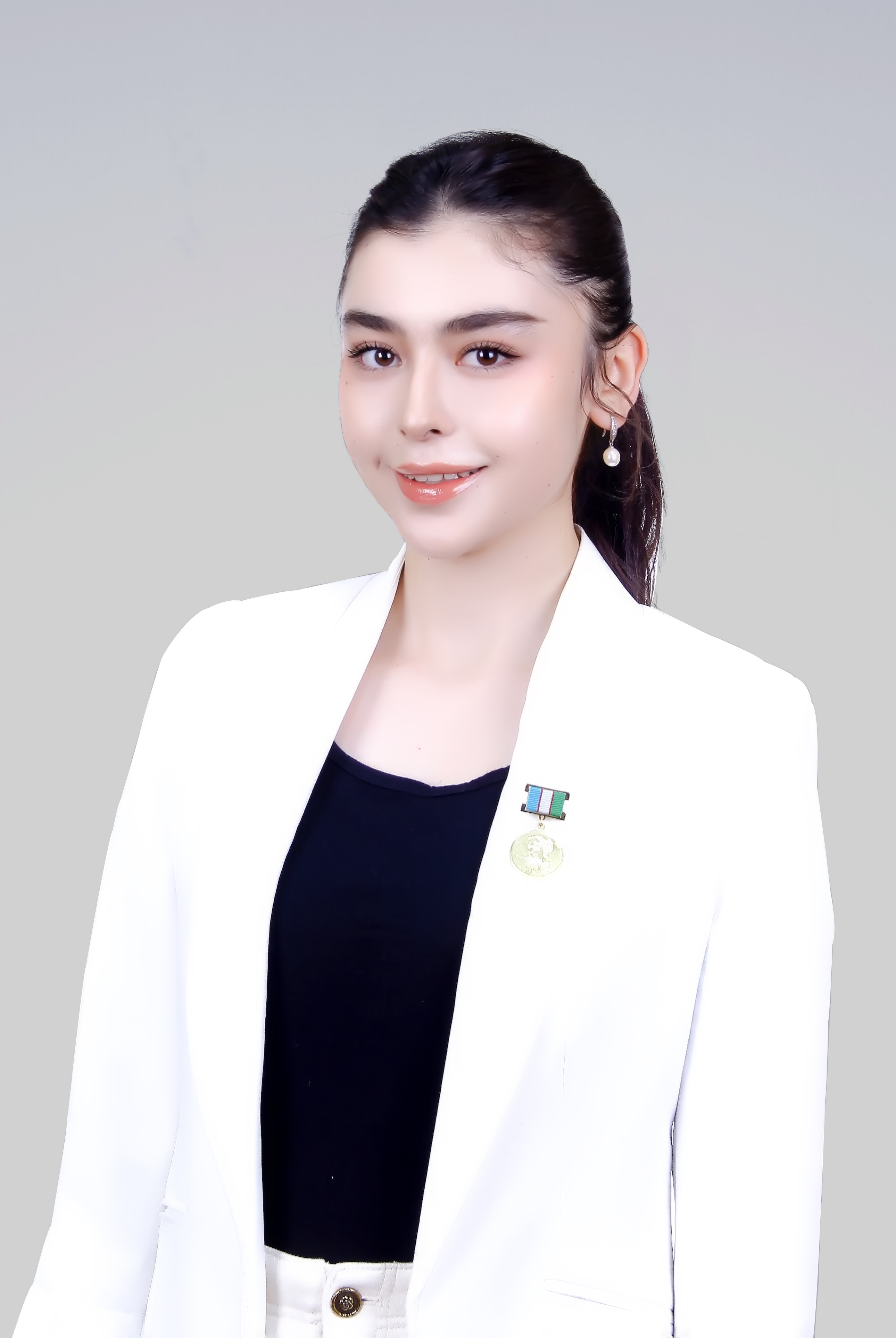
Ширин Абдуллаева

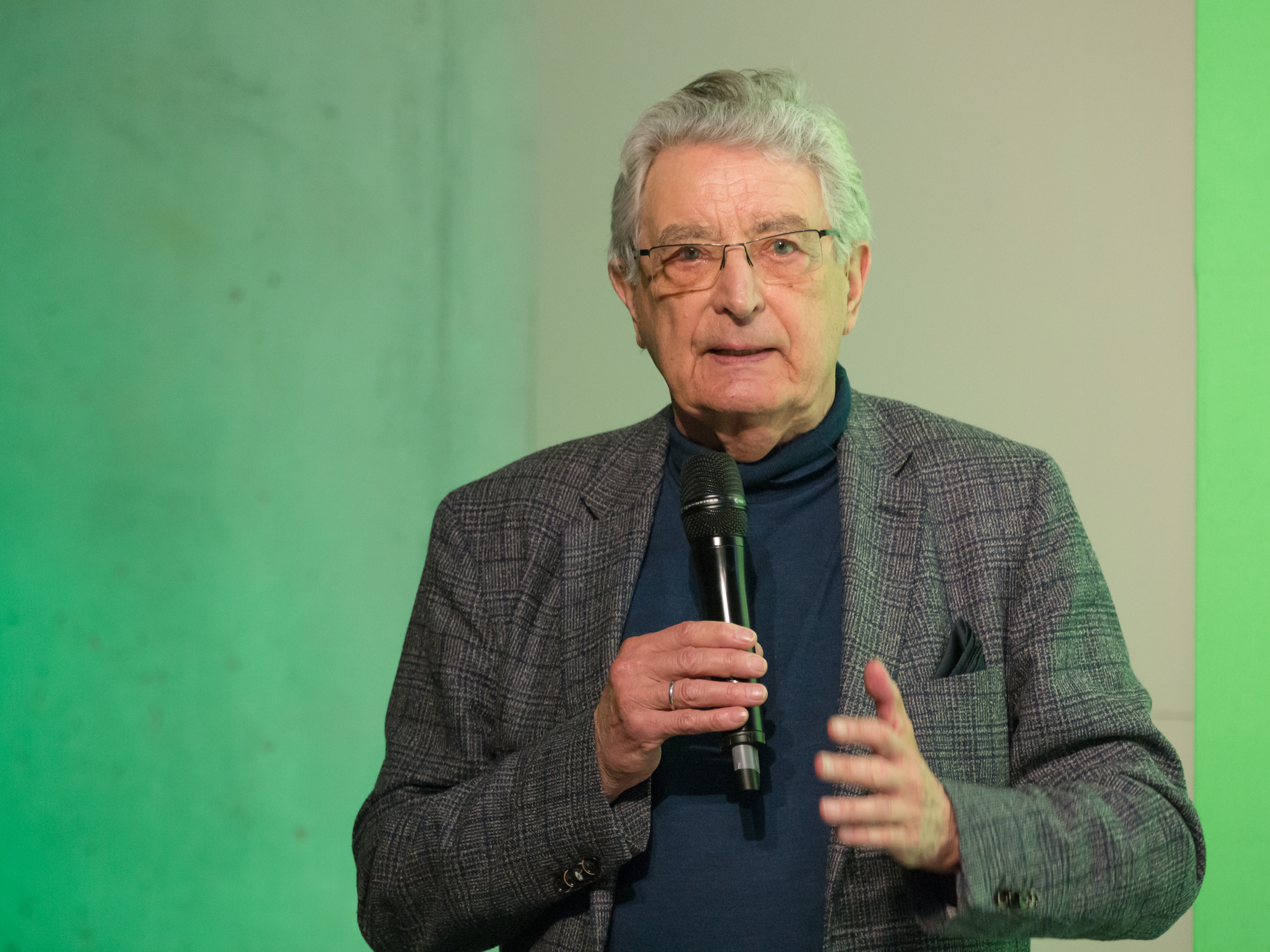
Герхарт Баум

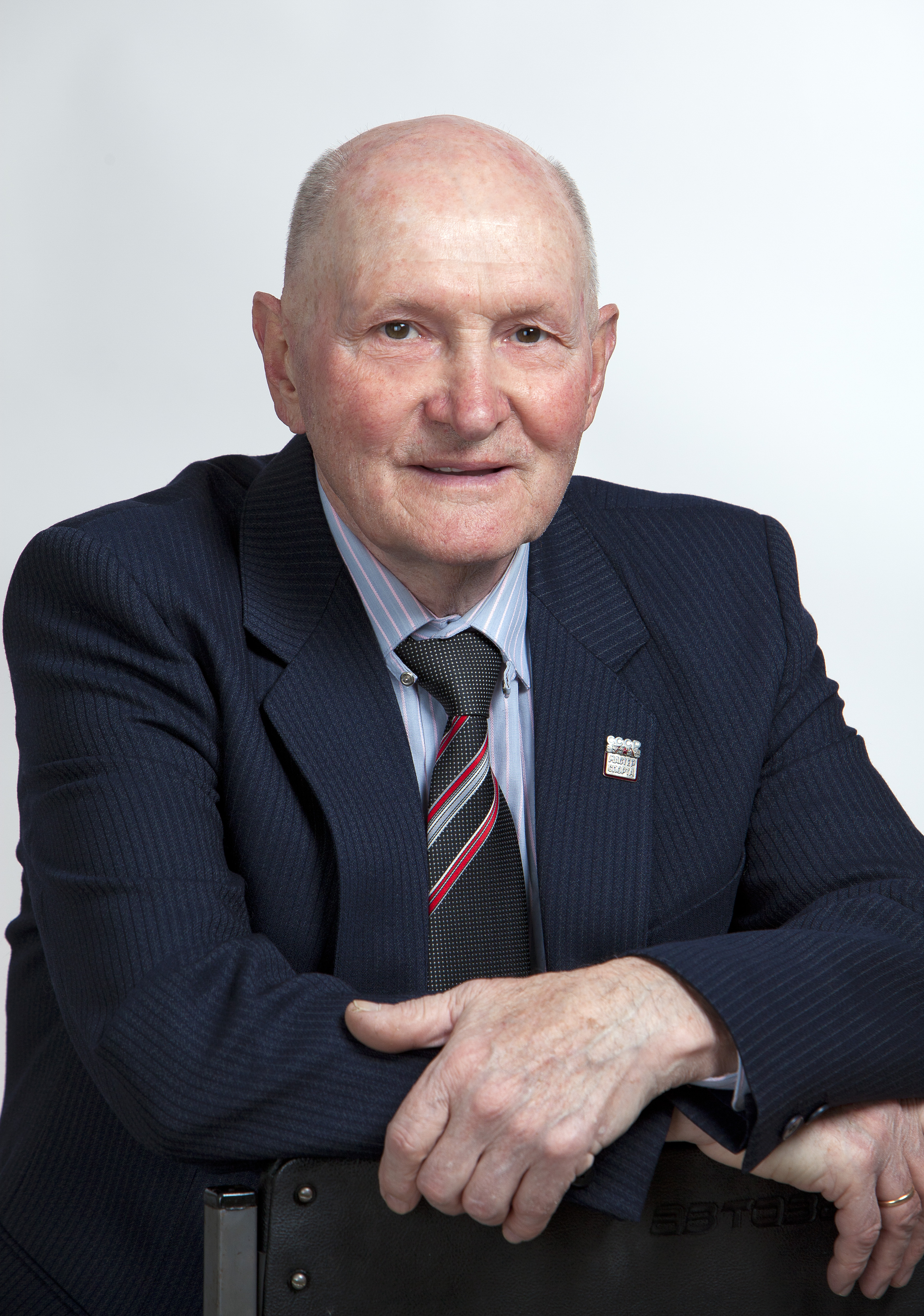
Реджинальд Воронцов

- Абдуллаева, Ширин Баходировна (19) — узбекистанская певица, актриса и модель[145].
- Армиттедж, Джордж[англ.] (82) — американский режиссёр[146].
- Баум, Герхарт (92) — западногерманский государственный деятель, министр внутренних дел ФРГ (1978—1982), депутат Бундестага (1972—1994)[147].
- Воронцов, Реджинальд Иванович (87) — советский велоконструктор[148].
- Давидович, Рувен Лейзерович (94) — советский и российский химик, заслуженный деятель науки Российской Федерации[149].
- Кипкорир, Вильям[англ.] (57) — кенийский политический деятель, член Сената (с 2022)[150].
- Першин, Анатолий Викторович (62) — российский священник, музыкант, поэт, художник, автор и исполнитель песен; ДТП[151].
- Теобальд, Луи[англ.] (86) — мальтийский футболист, игрок национальной сборной[152].
- Хендрикс, Мухсин (57) — южноафриканский имам и активист за права ЛГБТ; убийство[153].
- Юханссон, Эльси[швед.] (93) — шведская писательница[154].

## 14 февраля

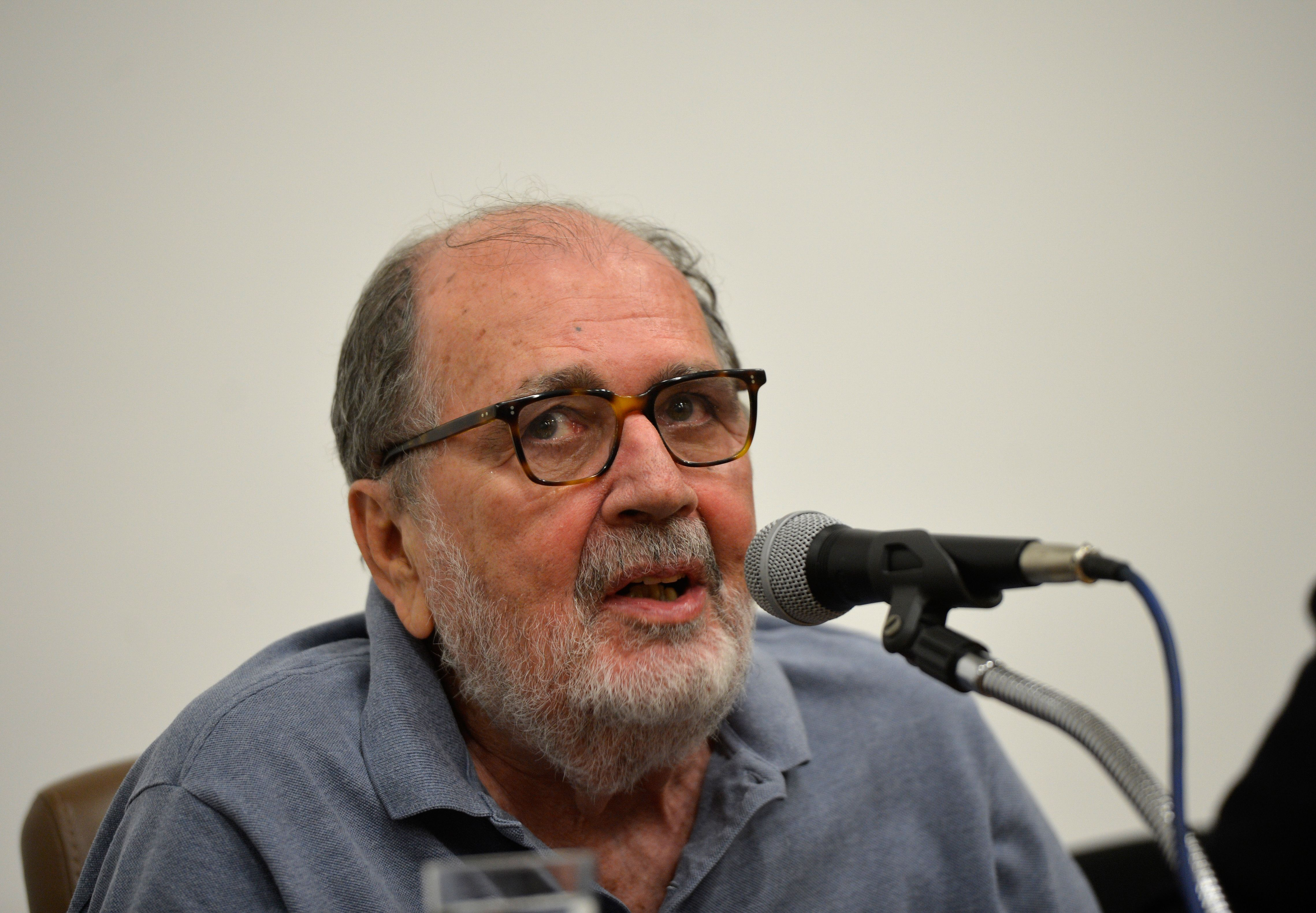
Карлус Диегис

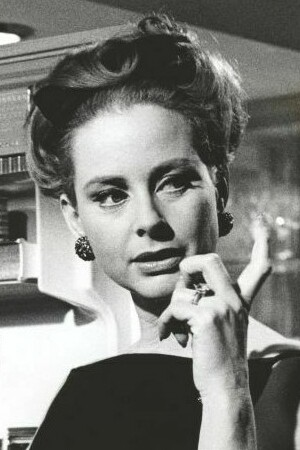
Женевьев Паж

- Ассули, Ави[фр.] (74) — французский политик, депутат Национального собрания (2012—2014)[155].
- Баллардини, Ренато[итал.] (97) — итальянский политик, депутат Палаты депутатов (1958—1979)[156].
- Гоффарт, Вальтер (90) — американский историк-антиковед и медиевист[157].
- Диегис, Карлус (84) — бразильский кинорежиссёр[158].
- Кизюн, Сергей Николаевич (68) — советский и российский военачальник, начальник штаба — первый заместитель командующего войсками Ленинградского военного округа (2005—2008), генерал-полковник (2006)[159].
- Кунц, Гарри[англ.] (86) — американский математик, создатель проекта «Математическая генеалогия»[160].
- Нисимото, Кацуко[яп.] (74) — японская политическая деятельница, депутат Палаты представителей (2005—2009)[161].
- Паж, Женевьев (97) — французская актриса[162].
- Рыбалтовская, Барбара[пол.] (89) — польская писательница, певица и актриса[163].
- Тодоров, Иван Тодоров (91) — болгарский физик-теоретик, академик БАН (1974)[164].
- Хирсон, Элис (95) — американская актриса[165].
- Чун Кум Вэн[англ.] (90) — малайзийский тяжёлоатлет, участник Олимпийских игр (1960, 1964) (о смерти объявлено в этот день)[166].

## 13 февраля

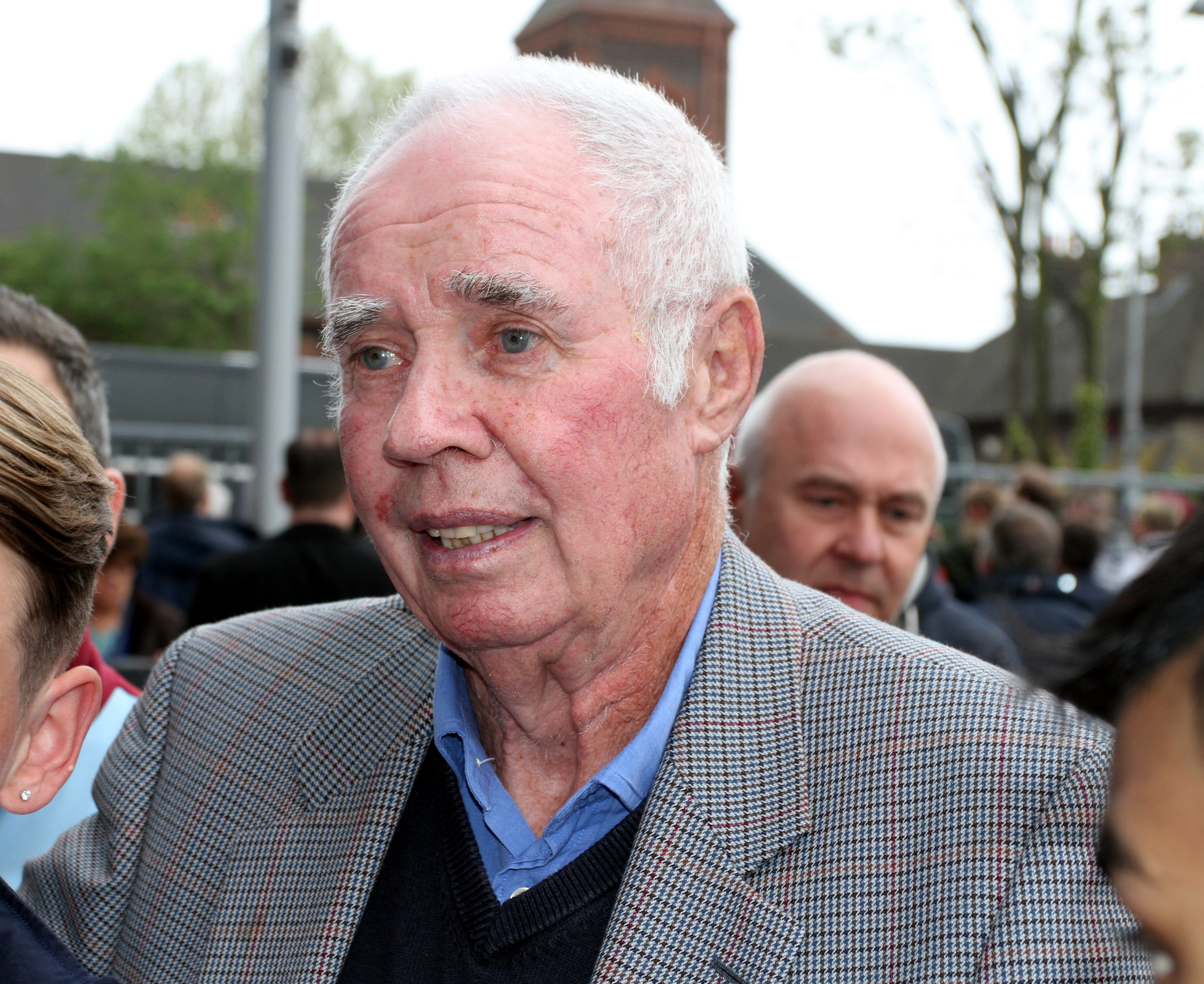
Ронни Бойс

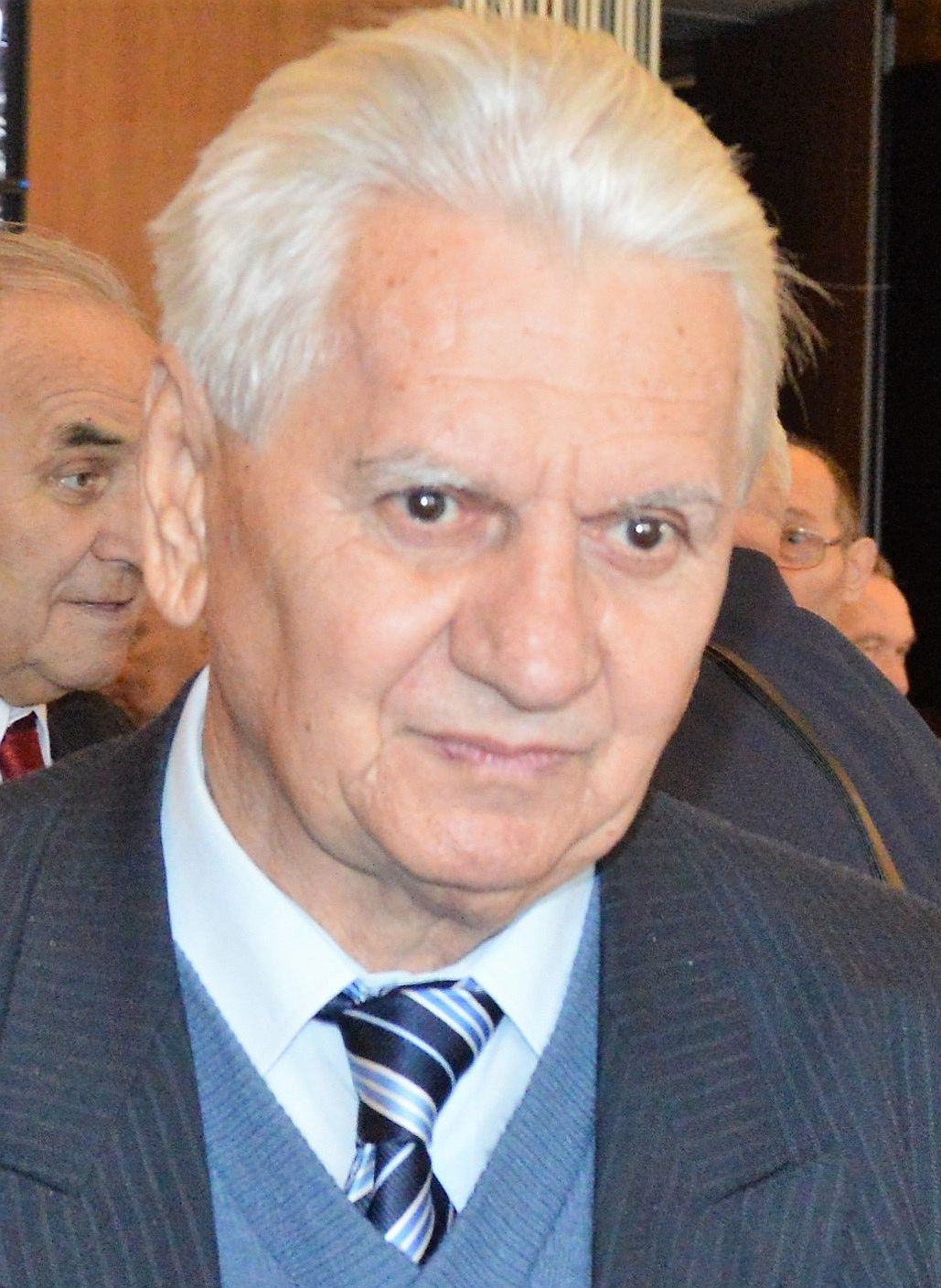
Янош Дунаи

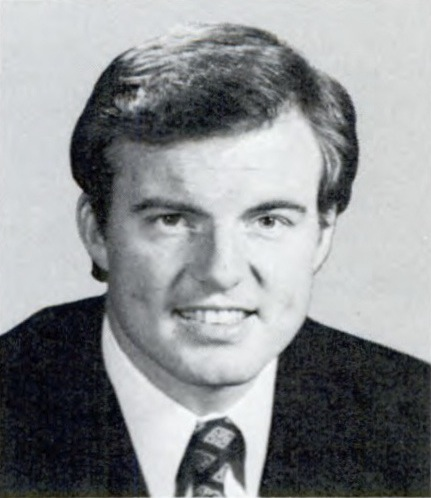
Джеймс Гай Такер

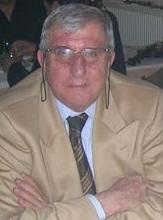
Фетхи Хепер

- Бойс, Ронни (82) — английский футболист и футбольный тренер[167].
- Гудель, Петар[хорв.] (92) — хорватский поэт и писатель[168].
- Д’Англюр, Бернар Саладин[фр.] (88) — канадский антрополог и этнограф[169].
- Дунаи, Янош (87) — венгерский футболист, бронзовый призёр Олимпийских игр (1960)[170].
- Кошурникова, Нина Александровна (98) — советский и российский радиобиолог[171].
- Лука, Миммо[итал.] (71) — итальянский политик, депутат Палаты депутатов (1994—2013)[172].
- Маарсен, Жаклин ван[итал.] (96) — нидерландская писательница, подруга и биограф Анны Франк[173].
- Никитин, Владимир Илларионович (75) — советский и российский актёр-кукольник, заслуженный артист Российской Федерации (2006)[174].
- Носков, Игорь Александрович (69) — российский деятель образования, ректор СамГУ (2009—2014)[175].
- Патер, Пол[нидерл.] (86) — бельгийский юрист и политик, сенатор (1985—1991, 1992—1995)[176].
- Похон, Роджер[фр.] (85) — французский футболист, игрок национальной любительской сборной[177].
- Такер, Джеймс Гай (81) — американский политик, член Палаты представителей (1977—1979), губернатор Арканзаса (1992—1996)[178].
- Хепер, Фетхи (81) — турецкий футболист и тренер, игрок национальной сборной[179].
- Шишов, Владимир Сергеевич (84) — советский и российский дипломат, посол СССР/России в Мавритании (1990—1994) и России — в Кувейте (1998—2003)[180].

## 12 февраля

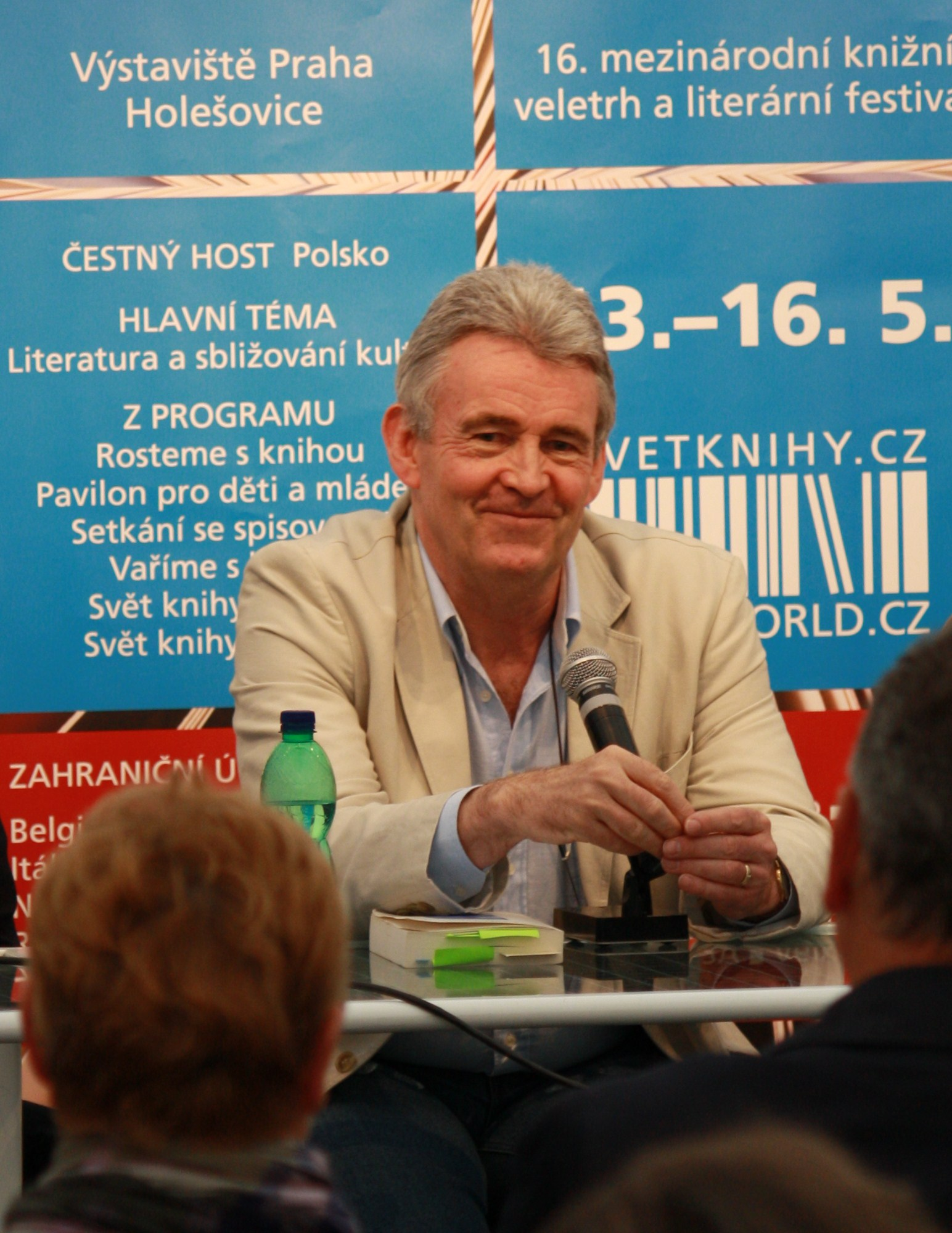
Саймон Моуэр

- Али Гагарин (75) — суданский футболист, игрок национальной сборной[181].
- Амбразене, Анна Адольфовна (69) — советская легкоатлетка (барьерный бег), серебряный призёр чемпионата мира (1983)[182].
- Арриги, Найк[фр.] (80) — французская актриса[183].
- Бляйбтрой-Эренберг, Гизела[нем.] (95) — немецкий социолог, этнолог и сексолог[184].
- Бочнер, Мел[англ.] (84) — американский художник, один из основателей концептуального искусства[185].
- Брюинс, Рика[нидерл.] (90) — ,нидерландская пловчиха, участница Олимпийских игр (1952), мировая рекордсменка (1954)[186].
- Загуляева, Валентина Александровна (87) — советская и российская удмуртская актриса, заслуженная артистка Российской Федерации (1997)[187].
- Ли Сяоцзян (73/74) — китайский учёный в области гендерных исследований[188].
- Моуэр, Саймон (76) — английский писатель[189].
- Ормантаев, Камал Саруарович (88) — советский и казахстанский детский хирург, академик НАН Казахстана (1994)[190].
- Ролстон III, Холмс[англ.] (92) — американский философ, лауреат Темплтоновской премии (2003)[191].
- Саид, Азмат[урду] (70) — пакистанский юрист, судья Верховного суда (2012—2019)[192].
- Судзуки, Кунихико[яп.] (93) — японский нейрохимик. и нейробиолог, член Японской академии наук (2008)[193].
- Уик, Денис (93) — британский оркестровый тромбонист[194].

## 11 февраля

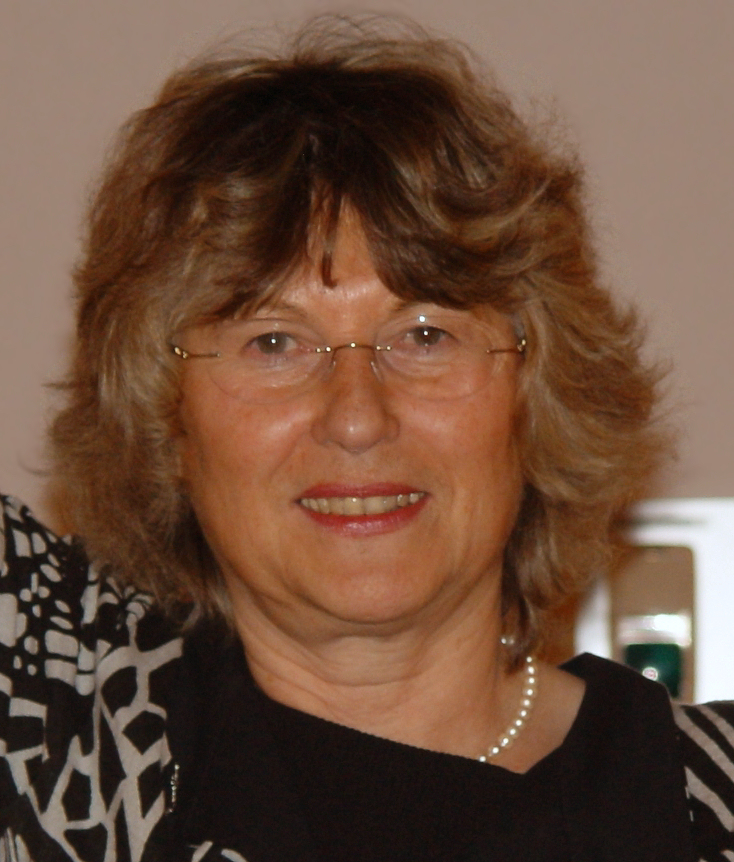
Сигрид Мец-Гёкель

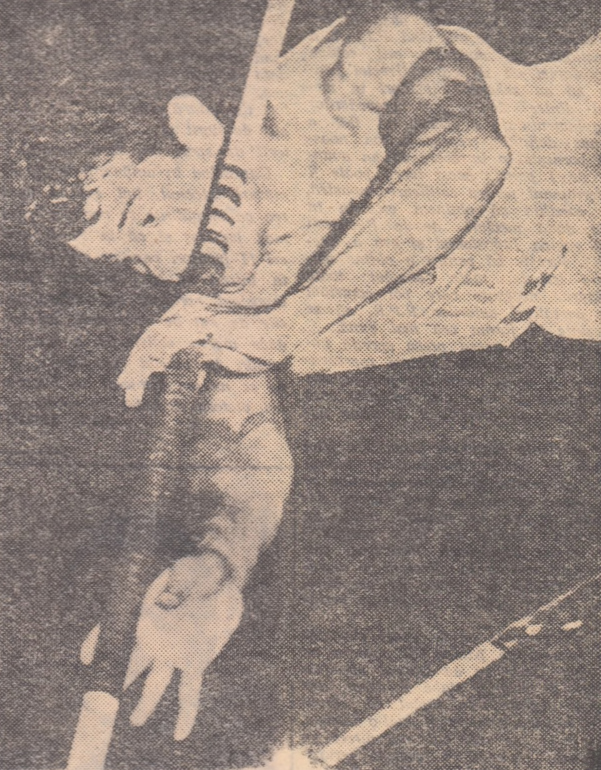
Георгиос Рубанис

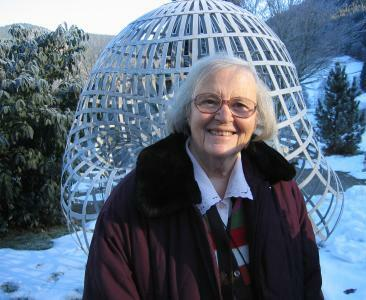
Ивонна Шоке-Брюа

- Бедо, Тони[англ.] (45) — гренадский футболист, игрок национальной сборной[195].
- Дрент, Ян[англ.] (99) — нидерландский химик, член Королевской академии наук и искусств Нидерландов (1973)[196].
- Залетаев, Сергей Павлович (78) — латвийский политический деятель, депутат Верховного Совета Латвии (1990—1993)[197].
- Мец-Гёкель, Сигрид (84) — немецкий социолог, политолог и социальный психолог[198].
- Мора, Норма[исп.] (81) — мексиканская актриса[199].
- Остриков, Владимир Николаевич (48) — белорусский футболист (о смерти объявлено в этот день)[200].
- Ричардс, Грэм[англ.] (85) — британский химик[201].
- Рубанис, Георгиос (95) — греческий прыгун с шестом, бронзовый призёр Олимпийских игр (1956)[202].
- Титкова, Ольга Васильевна (83) — советская и российская актриса оперетты, народная артистка Российской Федерации (2004)[203].
- Шоке-Брюа, Ивонна (101) — французский математик и физик, действительный член Французской академии наук (1979)[204].

## 10 февраля

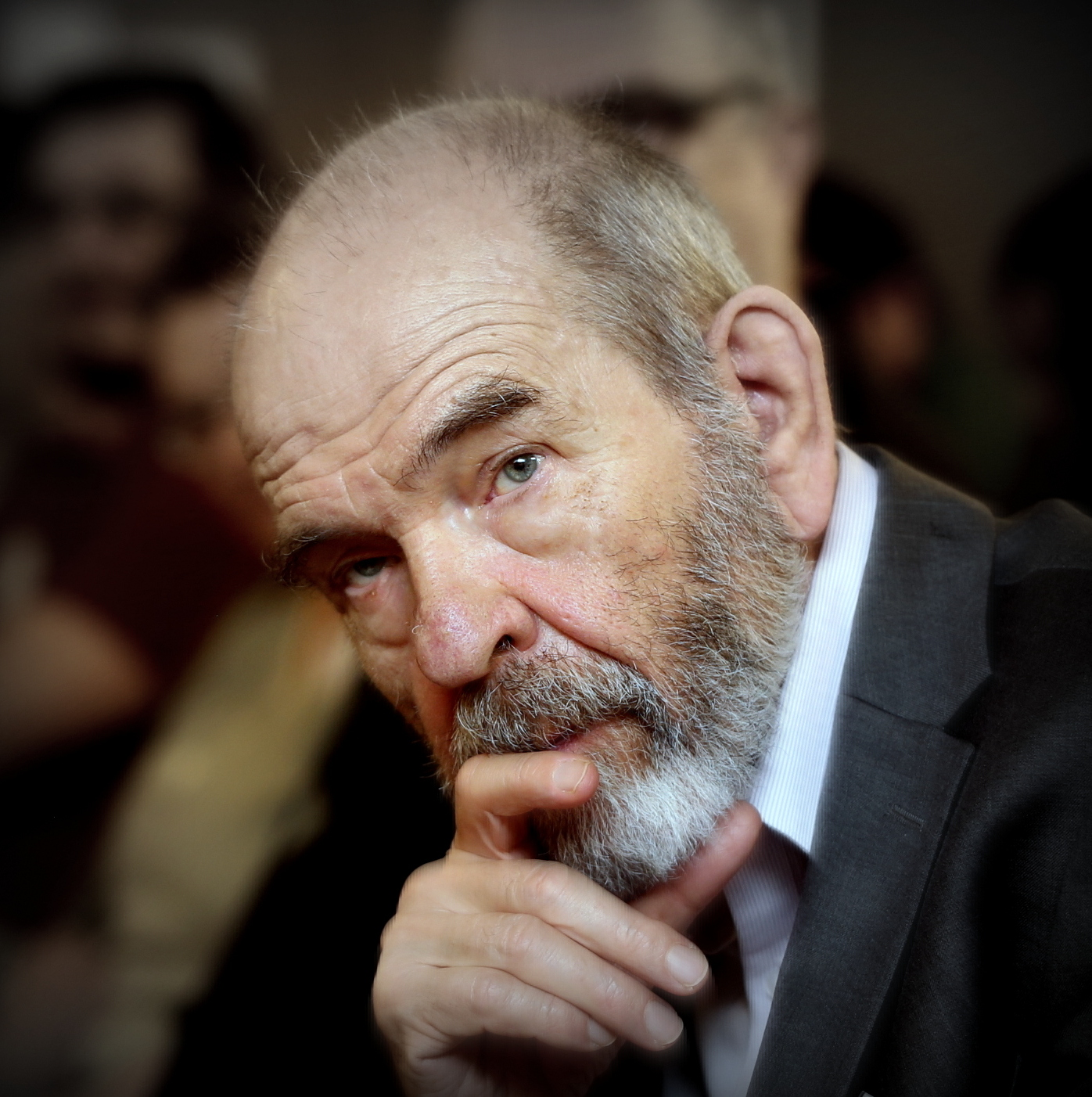
Войцех Дзембовский

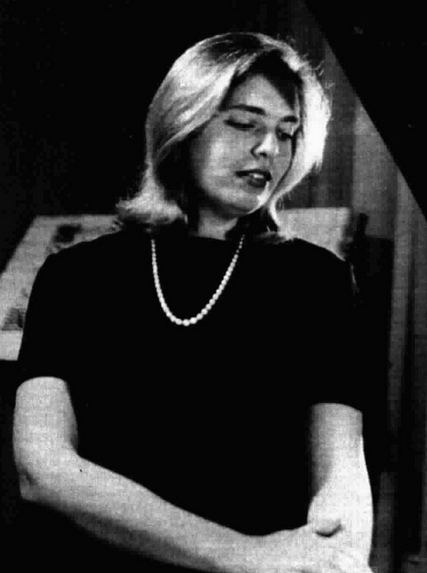
Мария Типо

- Алиев, Нариман Магомедович (85) — советский и российский актёр и режиссёр, заслуженный артист Российской Федерации (2007)[205].
- Дзембовский, Войцех (85) — польский астроном, действительный член Польской академии наук (2007)[206].
- Дрейтон, Джером[англ.] (80) — канадский марафонец, участник Олимпийских игр (1968, 1976), трёхкратный победитель Фукуокского марафона (1969, 1975, 1976)[207].
- Икономопулос, Такис[греч.] (81) — греческий футболист[208].
- Лукас, Уильям Р.[англ.] (102) — американский администратор космических полётов, директор Космического центра Маршалла (1974—1986)[209].
- Меделиус, Оскар[исп.] (69) — перуанский футбольный менеджер и политический деятель, член Конгресса (1995—2000)[210].
- Павел (Афанатос) (83) — архиерей Элладской православной церкви, титулярный епископ (1995—2021) и титулярный митрополит (с 2021) Неохорский[211].
- Постоленко, Валерий Анатольевич (60) — советский и украинский футболист[212].
- Типо, Мария (93) — итальянская пианистка[213].
- Тюдор, Джон[англ.] (78) — английский футболист (о смерти объявлено в этот день)[214].
- Хайд, Джанет В.[англ.] (86) — американский дипломат, посол в ряде латиноамериканских государств (1994—1998)[215].
- Харгрейв, Пол[англ.] (86) — американский биохимик[216].

## 9 февраля

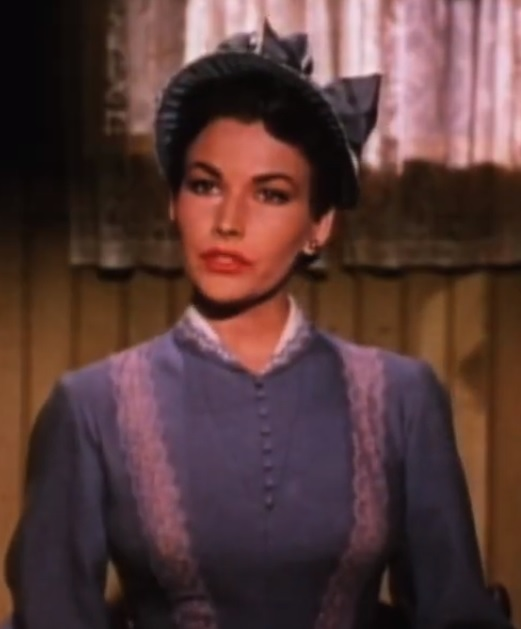
Мара Кордэй

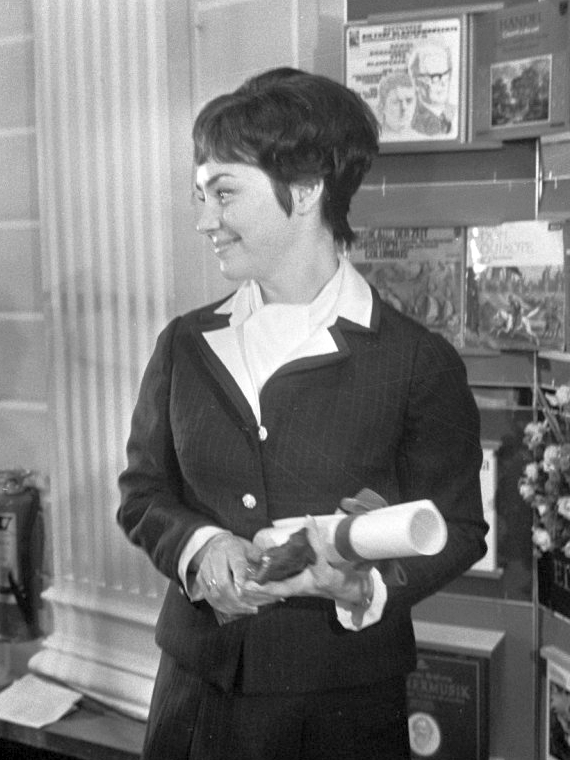
Эдит Матис

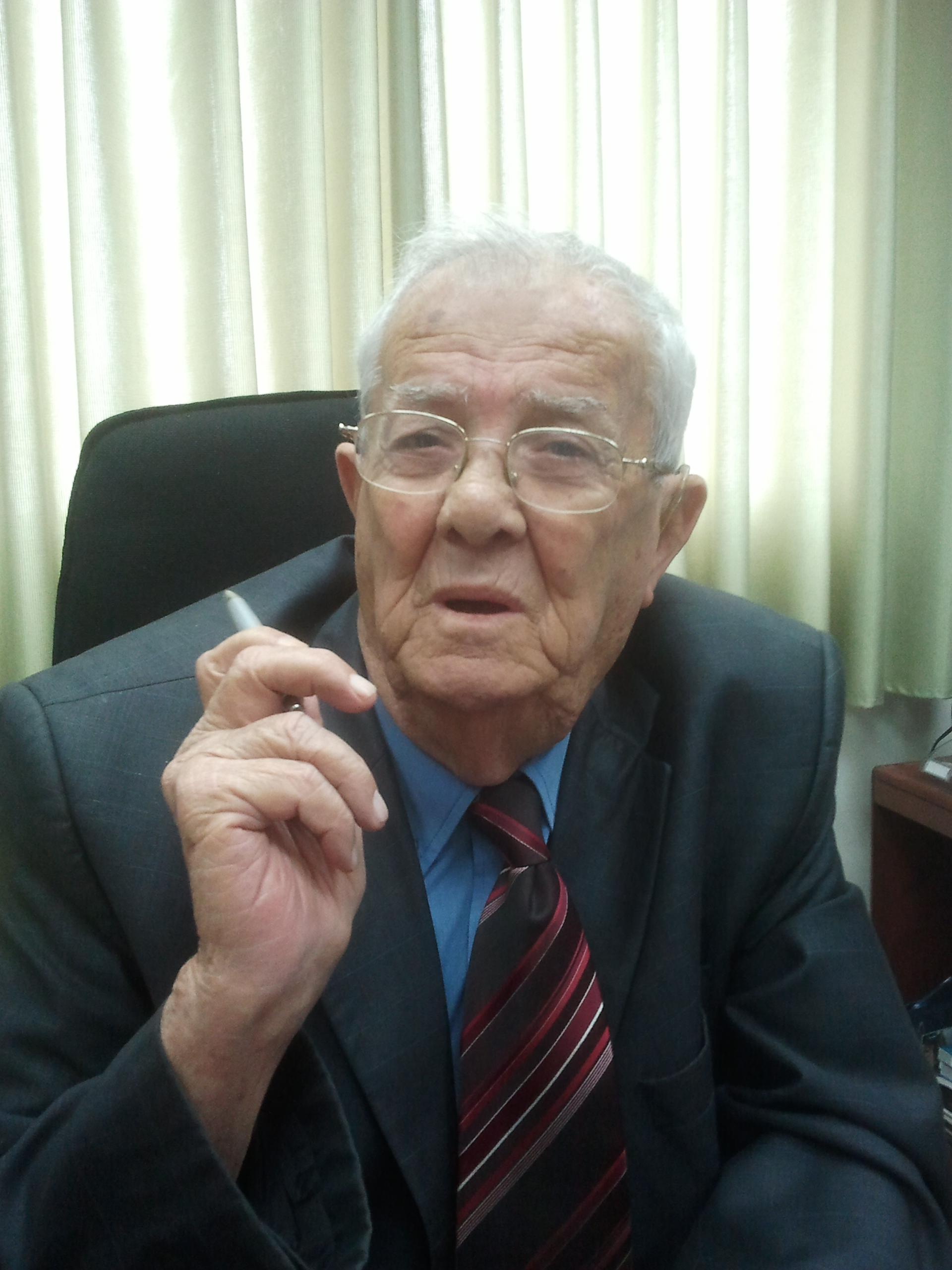
Амаль Насер эль-Дин

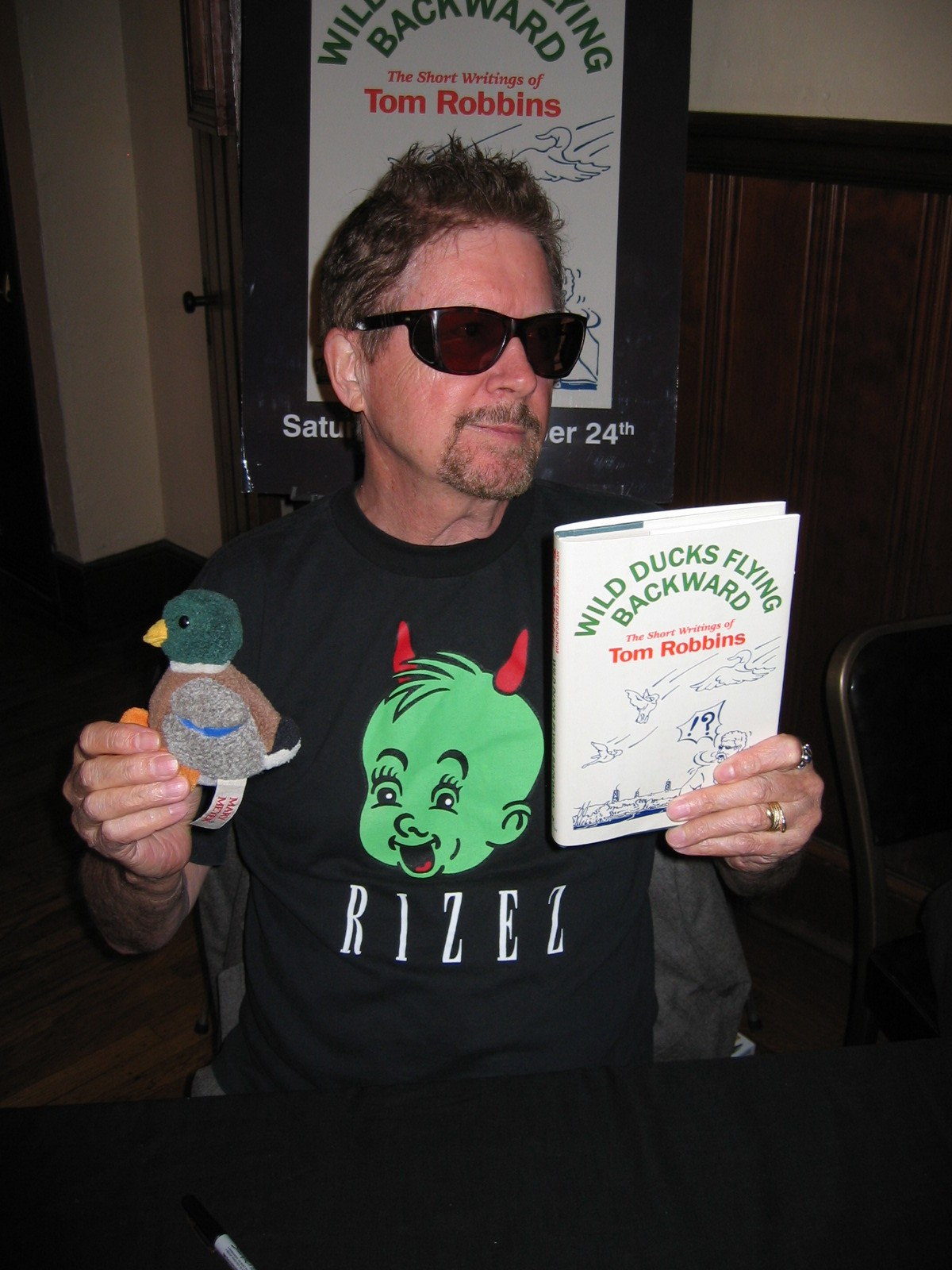
Том Роббинс

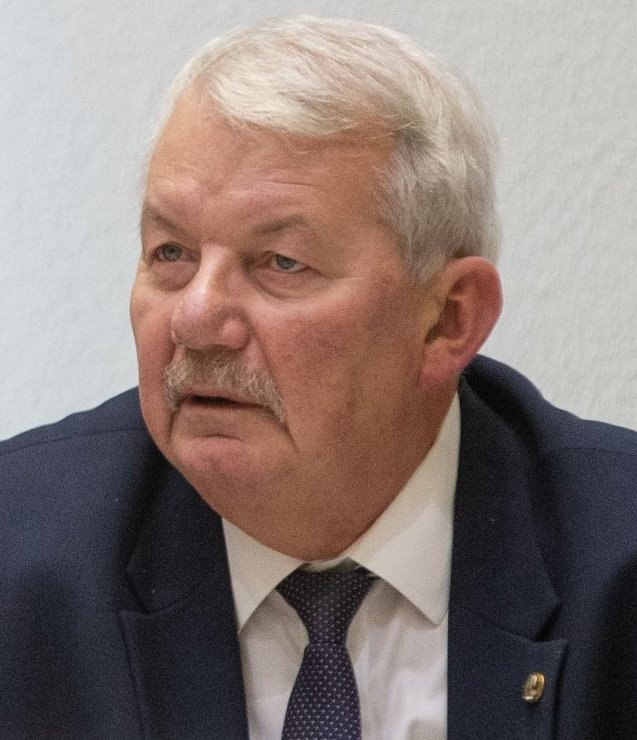
Сергей Рогов

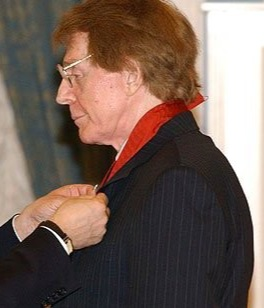
Олег Стриженов

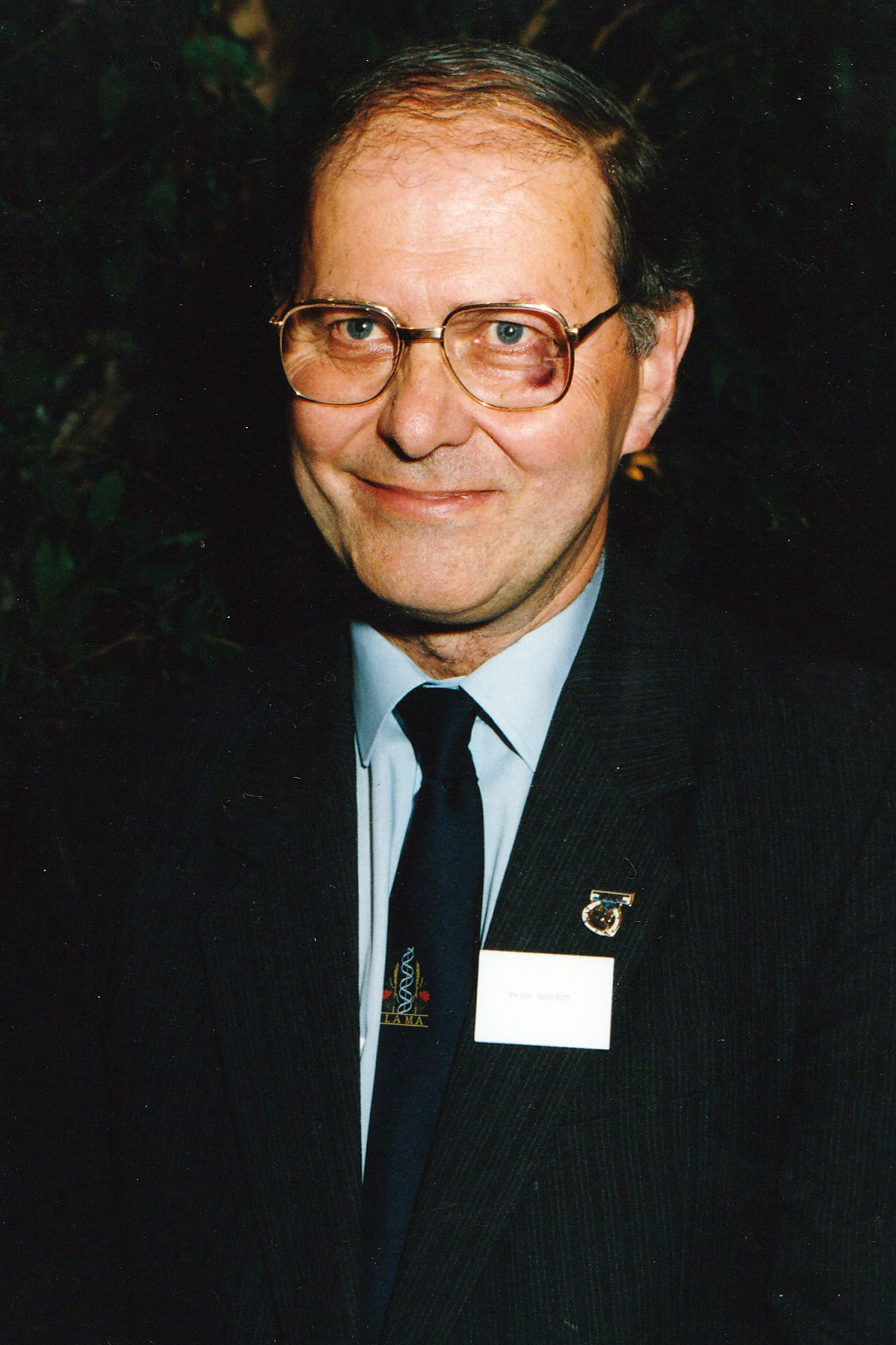
Питер Хаггет

- Байрон, Беверли[англ.] (92) — американская политическая деятельница, член Палаты представителей США (1979—1993)[217].
- Бассет, Уильям Х.[англ.] (89) — американский актёр[218].
- Богданова, Евгения Валентиновна (87) — советская фигуристка, чемпионка СССР (1956)[219].
- Грельц, Елена[нем.] — немецкая гандболистка, участница Олимпийских игр (1992)[220].
- Зуффа, Грация[итал.] (79) — итальянский политик, сенатор (1987—1994)[221].
- Кутсе, Сигрид[нидерл.] (89) — нидерландская актриса[222].
- Мара Кордэй (95)  — американская актриса, фотомодель и танцовщица[223].
- Матис, Эдит (86) — швейцарская оперная певица (сопрано)[224].
- Насер эль-Дин, Амаль (97) — израильский публицист и политический деятель, депутат Кнессета (1977—1988)[225].
- Пизони, Атос[порт.] (87) — бразильский стрелок, участник Олимпийских игр (1976)[226].
- Роббинс, Том (92) — американский писатель[227].
- Рогов, Сергей Михайлович (76) — советский и российский политолог, академик РАН (2011), директор ИСКРАН (1995—2015)[228].
- Станибула, Ришард[пол.] (74) — польский политик, депутат Сейма (1993—1997, 1998—2005)[229].
- Стриженов, Олег Александрович (95) — советский и российский актёр, народный артист СССР (1988)[230].
- Хаггет, Питер (92) — британский географ, член Британской академии, лауреат премии Вотрена Люда (1991)[231].
- Эломо, Мики[порт.] (47) — финский хоккеист («Вашингтон Кэпиталз»)[232].

## 8 февраля

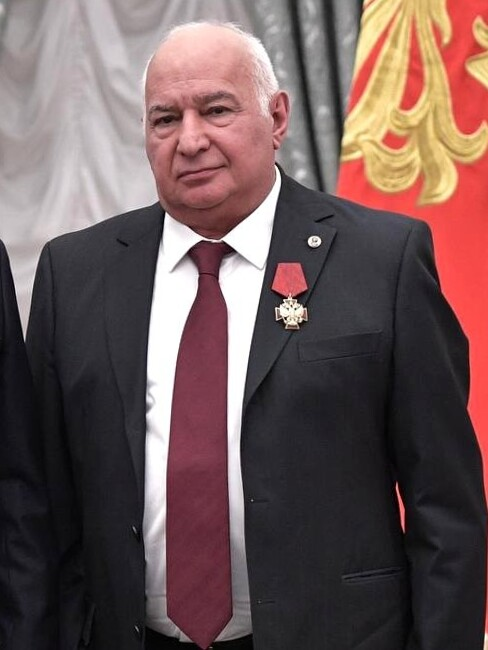
Михаил Давыдов

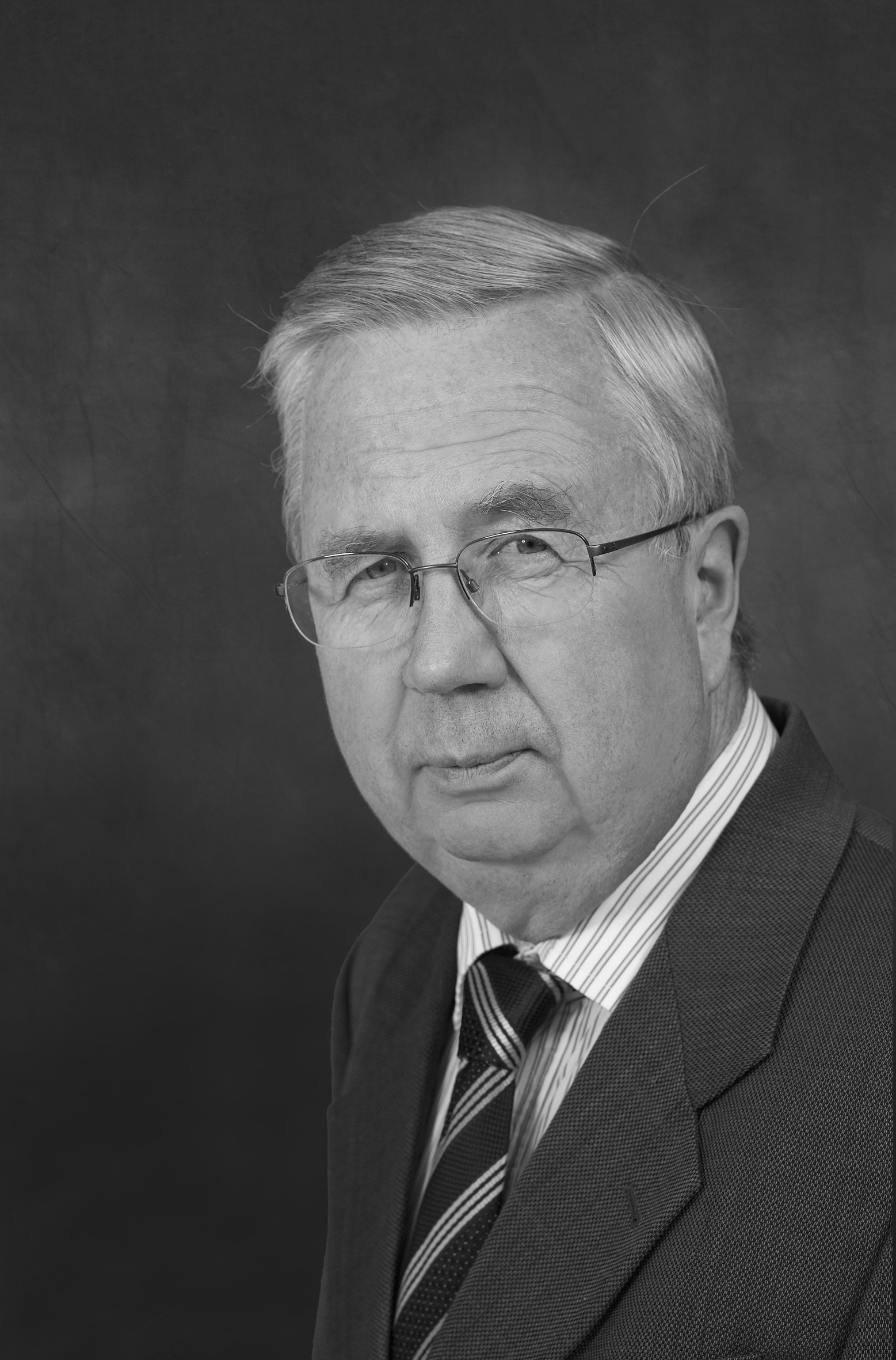
Александр Куржанский

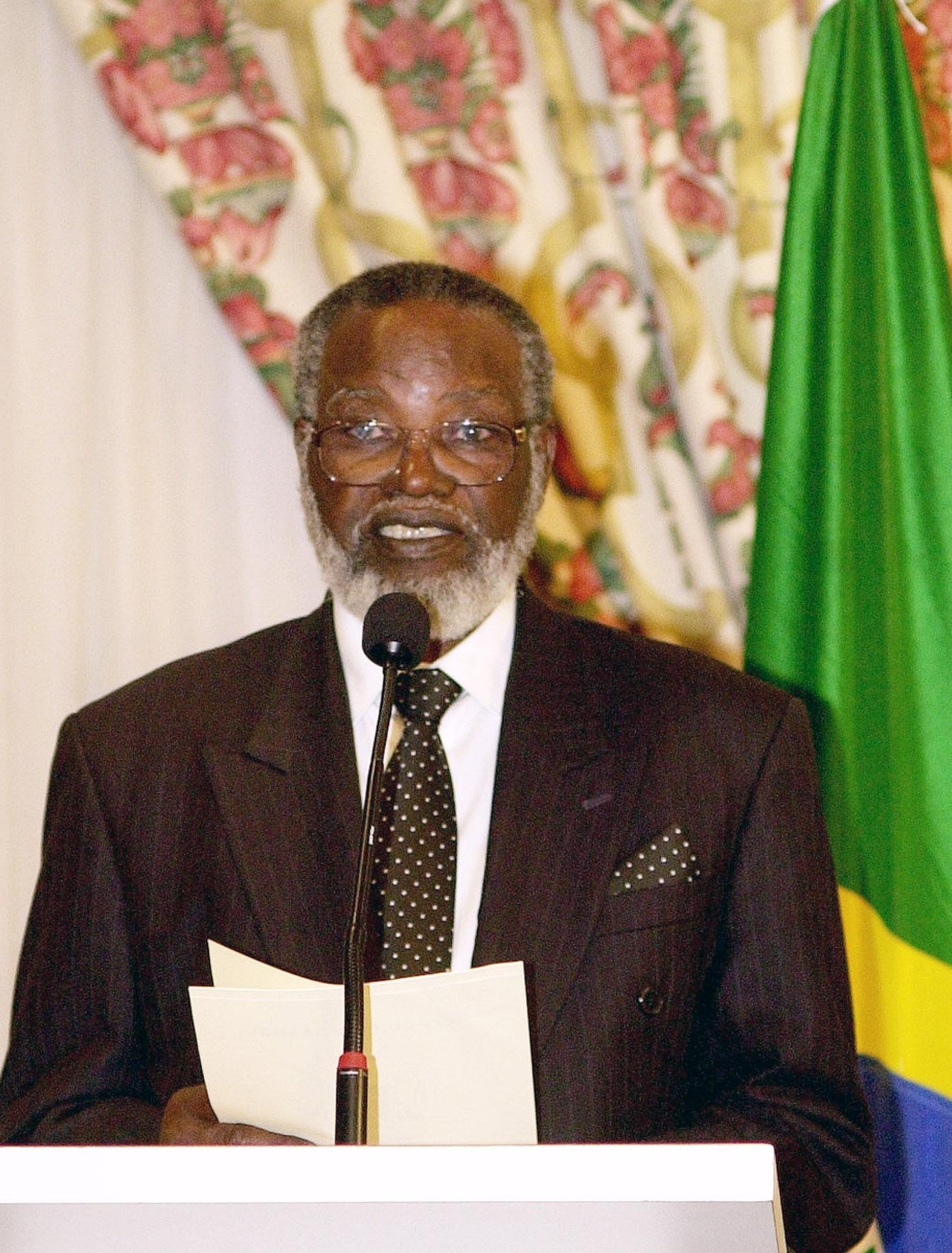
Сэм Нуйома

- Аль-Халаби, Иссам[араб.] (82) — иракский политический деятель, министр нефтяной промышленности (1987—1990)[233].
- Гиберт, Борис Корнеевич (73) — советский и российский хирург, заслуженный врач Российской Федерации (2013)[234].
- Давыдов, Михаил Иванович (77) — советский и российский хирург-онколог, академик (2004—2013) и президент (2006—2011) РАМН, академик РАН (2003)[235].
- Дженкс, Кристофер[англ.] (88) — американский социолог[236].
- Доброхотов, Геннадий Константинович (76) — советский боксёр и тренер, чемпион СССР (1972), участник Олимпийских игр (1972)[237].
- Карраско, Бальдемар[исп.] (93) — чилийский политический деятель, член Палаты депутатов (1969—1973, 1990—1994)[238].
- Куржанский, Александр Борисович (85) — советский и российский математик, академик РАН (1991; академик АН СССР с 1990)[239].
- Мусабоев, Хусан (71) — советский и узбекский актёр, заслуженный артист Узбекистана[240].
- Нуйома, Сэм (95) — намибийский политик, первый президент (1990—2005), лауреат Международной Ленинской премии мира (1975)[241].
- Уинстон, Роланд[англ.](88) — американский физик, один из основателей невизуальной оптики[англ.][242].
- Файн, Роза Давыдовна (95) — советская и немецкая скрипачка и музыкальный педагог[243].

## 7 февраля

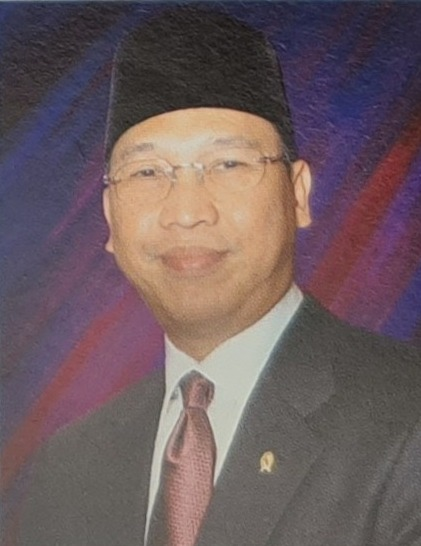
Дарвин Захеди Салех

- Еше Лодой Ринпоче (81/82) — буддийский монах тибетской традиции[244].
- Лейус, Тоомас (83) — советский теннисист, многократный чемпион СССР[245].
- Мботела, Леонард[англ.] (84) — кенийский журналист[246].
- Ревуненкова, Елена Владимировна (86) — советский и российский востоковед-этнограф[247].
- Робертс, Тони[англ.] (85) — американский актёр[248].
- Салех, Дарвин Захеди (64) — индонезийский политик, министр энергетики и природных ресурсов (2009—2011)[249].
- Такер, Роберт Уоррен (100) — американский писатель, член Американской академии искусств и наук (1991)[250].
- Френч, Брюс[англ.] (79) — американский актёр[251].
- Шахов, Евгений Михайлович (92) — советский и российский учёный в области кинетической теории газов[252].
- Элис-Томас, Давид[англ.] (78) — британский политик, депутат Палаты общин (1974—1992), член Палаты лордов (с 1992)[253].

## 6 февраля

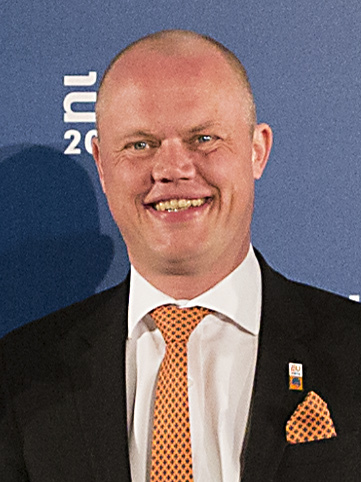
Петер Кристенсен

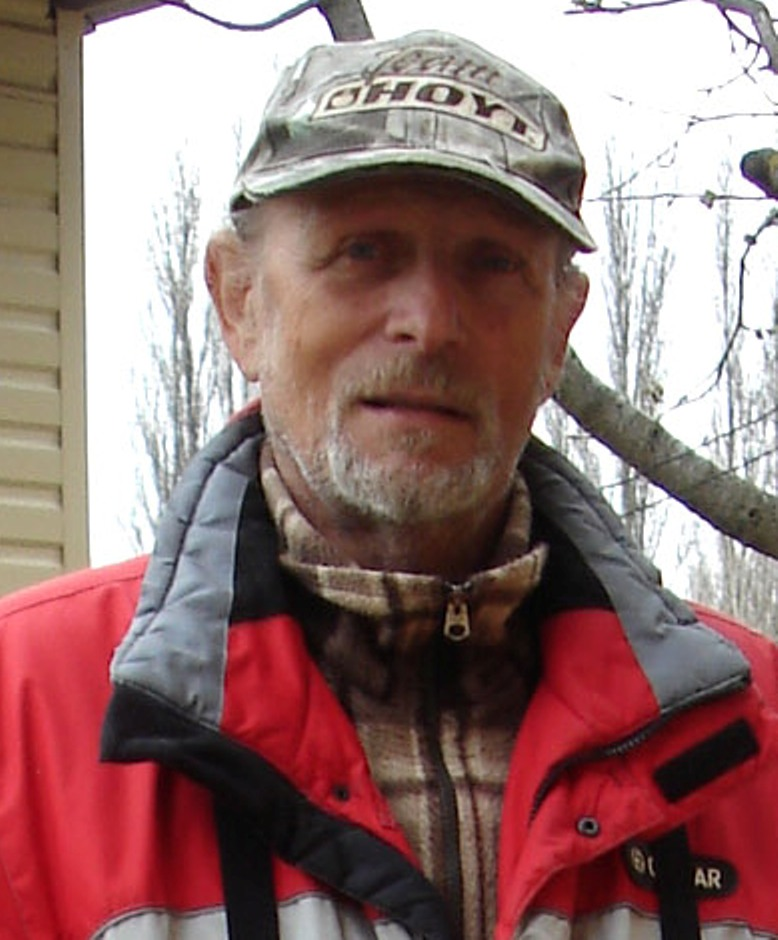
Вадим Резников

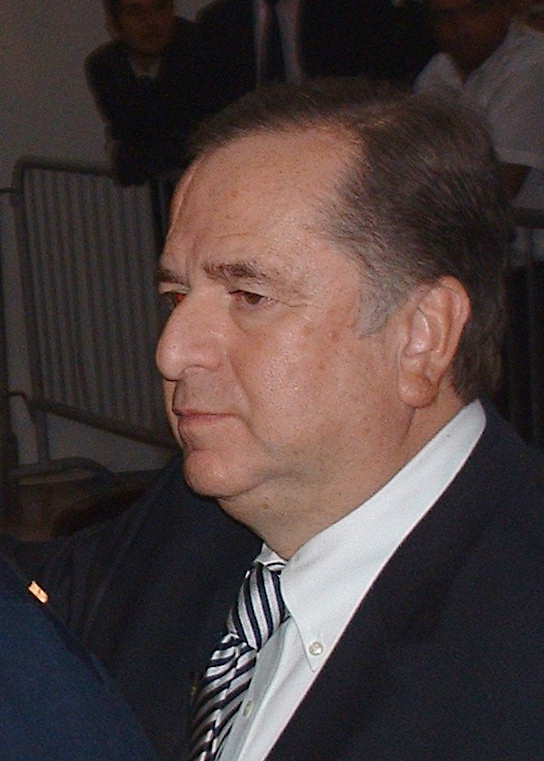
Поль-Лу Сулицер

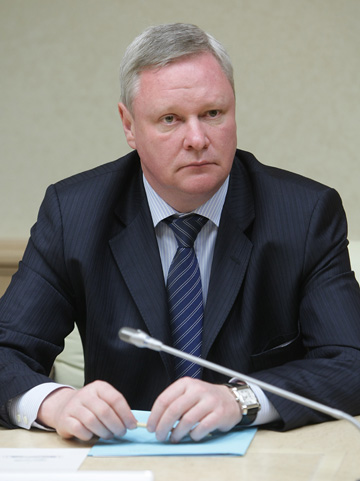
Владимир Титов

- Горячих, Владимир Иванович (95) — советский и российский композитор, заслуженный деятель искусств РСФСР (1969)[254].
- Каминский, Марат Константинович (90) — советский и российский криминалист, заслуженный юрист Российской Федерации (2004)[255].
- Коркмаз, Зейнеп (103) — турецкий языковед[256].
- Кристенсен, Петер (49) — датский политический и государственный деятель, министр обороны (2015—2016), депутат Фолькетинга (2001—2015)[257].
- Маккаски, Вирджиния Халас (102) — американский спортивный менеджер[258].
- Мархель, Анджей[пол.] (60) — польский футболист[259].
- Маршалл, Гордон (85) — английский и шотландский футболист (о смерти объявлено в этот день)[260].
- Мередит, Ричард[англ.] (92) — американский хоккеист, олимпийский чемпион (1960)[261].
- Новохатний, Андрей Александрович (100) — советский и украинский инженер, руководитель в области вычислительной техники и автоматизации[262].
- Печерский, Борис Абрамович (86) — советский и российский композитор и педагог, заслуженный деятель искусств Российской Федерации (1999)[263].
- Резников, Вадим Григорьевич (85) — советский лучник и тренер, бронзовый призёр чемпионата Европы, заслуженный тренер УССР (1976)[264].
- Розенблюм, Илья Семёнович (86) — российский политический деятель, член Совета Федерации, спикер Магаданской областной думы (2000—2001)[233].
- Росси, Поль-Луи[фр.] (91) — французский художественный и литературный критик и поэт[265].
- Слепов, Сергей Иванович (73) — советский игрок а хоккей с мячом (СКА (Хабаровск)), призёр чемпионатов СССР[266].
- Сулицер, Поль-Лу (78) — французский писатель[267].
- Титов, Владимир Геннадиевич (66) — российский дипломат, посол в Болгарии (1999—2004), заместитель (2005—2013), первый заместитель министра иностранных дел (2013—2024)[268].
- Фоменко, Валентин Трофимович (86) — советский и российский математик, заслуженный деятель науки Российской Федерации (1998)[269].
- Хуан Сюйхуа[кит.] (98) — китайский конструктор атомных подводных лодок[270].
- Худолеев, Анатолий Григорьевич (82) — советский и российский актёр, заслуженный артист Российской Федерации (2001)[271].
- Шомон, Жак[фр.] (90) — французский политик, депутат Национального собрания (1958—1977), сенатор (1977—2004)[272].
- Явоишс, Бруно (83) — советский диссидент, участник латышского национального движения сопротивления, политзаключённый[273].

## 5 февраля

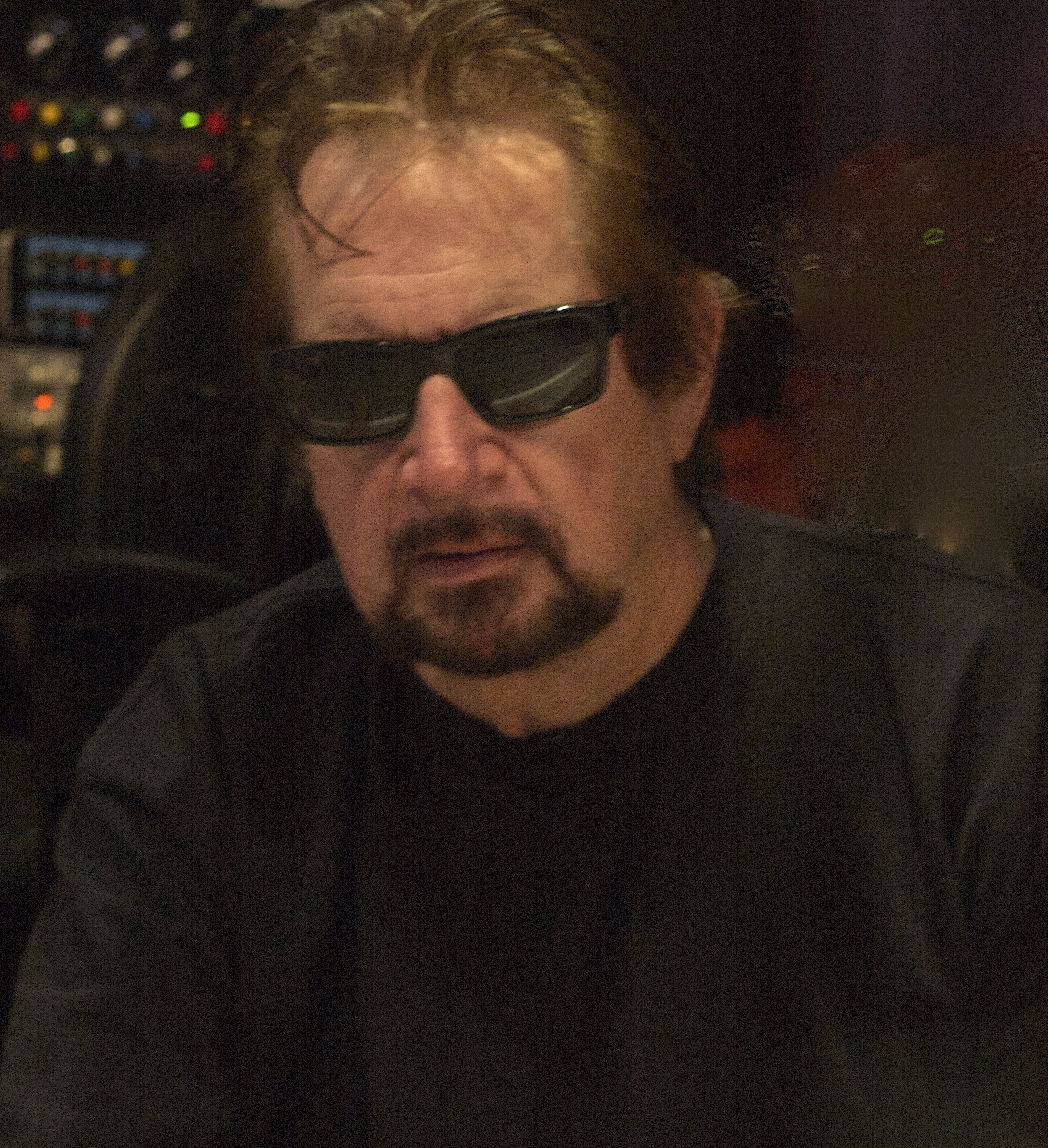
Дэйв Джерден

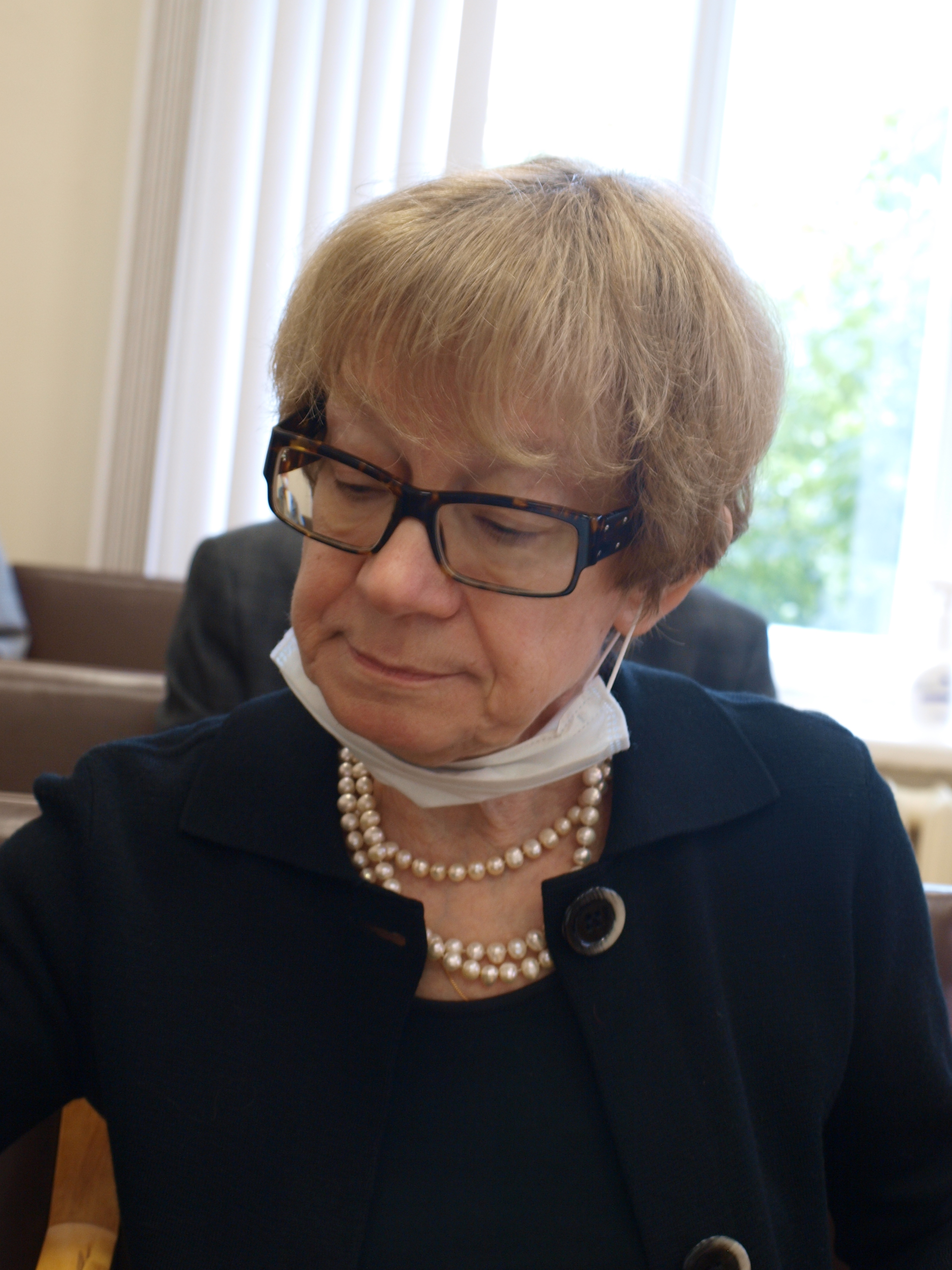
Ирина Левинская

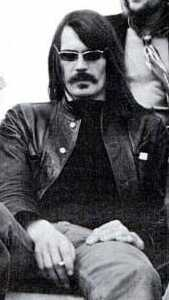
Майк Рэтлидж

Виктор Тархов

- Абэ, Сатору[англ.] (98) — американский художник и скульптор[274].
- Бок, Тея[нем.] (86) — немецкий политик, депутат Бундестага (1991—1994)[275].
- Врба, Элизабет[англ.] (82) — американский палеонтолог, автор гипотезы «импульсного вымирания»[276].
- Готти, Ирв[англ.] (54) — американский музыкальный продюсер[277].
- Джерден, Дэйв (75) — американский музыкальный продюсер и звукоинженер[278].
- Карпик, Александр Петрович (68) — российский геодезист, ректор СГУГиТ (с 2006)[279].
- Киракосян, Армен Арамович (64) — армянский политический и государственный деятель, депутат Национального собрания (1995—1999)[280].
- Кубеев, Еркин Киноятович (65) — казахстанский юрист, ректор КарГУ (2004—2019)[281].
- Левинская, Ирина Алексеевна (72) — российский историк-антиковед[282].
- Марченко, Александр Анатольевич[укр.] (66) — украинский физик, член-корреспондент НАН Украины (2012)[283].
- Мир-Касимов, Руфат Мир-Асадулла оглы[азерб.] (84) — азербайджанский физик-теоретик, член-корреспондент НАНА (1989)[284].
- Мур, Ричард Ян[англ.] (83) — британский историк, член Королевского исторического общества (1975) и Американской академии медиевистики (2002)[285].
- Реджардо, Андрес[исп.] (83) — перуанский политик, депутат Конгресса (1995—2001).
- Ризон, Джеймс[англ.] (86) — британский психолог, автор модели швейцарского сыра[286].
- Рэтлидж, Майк (81) — британский музыкант (Soft Machine)[287].
- Тархов, Виктор Александрович (77) — советский и российский политический деятель, председатель Куйбышевского облисполкома (1990—1991), мэр Самары (2006—2010); убит (о смерти объявлено в этот день)[288].
- Тернер, Брайан[англ.] (80) — новозеландский хоккеист на траве и поэт[289].
- Торторелла, Альдо[итал.] (98) — итальянский партизан, журналист и политик, депутат Палаты депутатов (1972—1994)[290].
- Цупер, Ян[словац.] (78) — чехословацкий и словацкий политик, депутат Федерального собрания Чехословакии (1992) и Национального совета Словакии (1994—2006)[291].
- Чочаев, Шарафутдин Юсупович (65) — российский религиозный и общественный деятель, муфтий, председатель Духовного управления мусульман Кабардино-Балкарской Республики (1990—1992), ректор Северо-Кавказского Исламского университета (с 2007 года)[292].

## 4 февраля

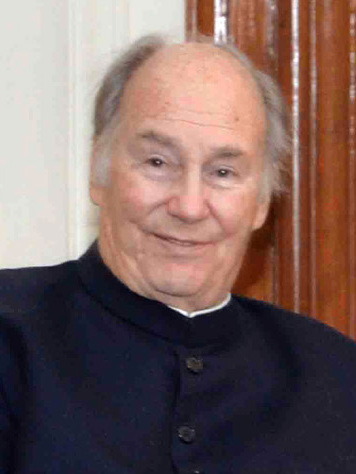
Ага-хан IV

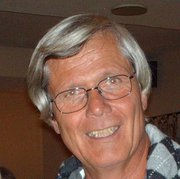
Эрнст-Йоахим Кюпперс

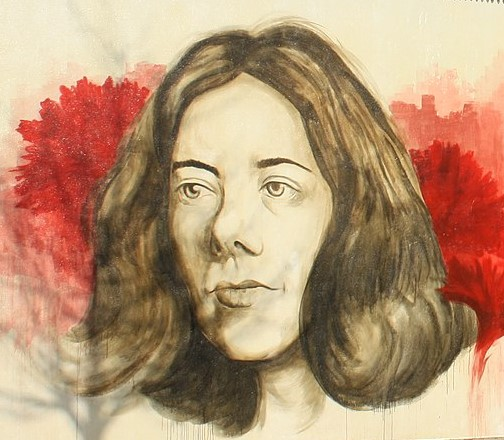
Мария Тереза Орта

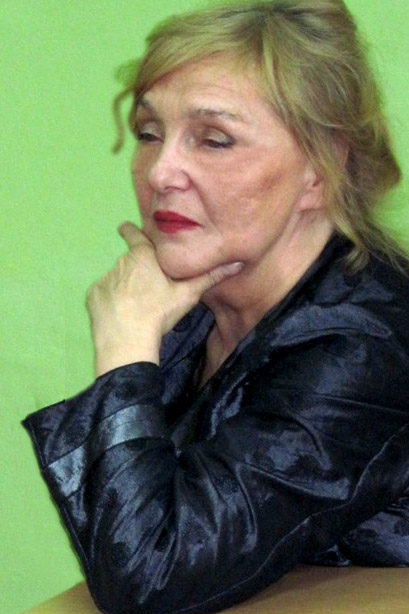
Эмма Попик

- Ага-хан IV (88) — имам исмаилитов-низаритов (с 1957 года)[293].
- Ван Женьчжи[кит.] (91) — китайский политик, заведующий отдела пропаганды ЦК КПК (1987—1992)[294].
- Гинёв, Владимир Николаевич (92) — советский и российский историк, сотрудник СПбИИ РАН[295].
- Гозали, Сид Ахмед (87) — алжирский политик, премьер-министр (1991—1992)[296].
- Ириарте, Ана Мария[исп.] (98) — испанская оперная певица (Меццо-сопрано)[297].
- Кюпперс, Эрнст-Йоахим (82) — немецкий пловец, серебряный призёр Олимпийских игр (1964)[298].
- Орта, Мария Тереза (87) — португальская писательница, поэтесса и феминистка[299].
- Плишка, Пол (83) — американский оперный певец (бас)[300].
- Попик, Эмма (75) — польская писательница[301].
- Соуту, Умберто[порт.] (90) — бразильский политик, депутат Палаты депутатов (1975—1995, 2007—2011, 2012—2015)[302].
- Теркотт, Дональд[англ.] (92) — американский геофизик, член Национальной академии наук, лауреат медали Артура Л. Дэя (1981) и медали Чарльза А. Уиттена (1995)[303].
- Чтвртечка, Иржи[чеш.] (82) — чехословацкий каноист, серебряный (1975) и бронзовый (1970, 1974) призёр чемпионатов мира[304].
- Чха Джу-ён[кор.] (94) — южнокорейский врач и политик, министр здравоохранения и социального обеспечения (1998)[305].

## 3 февраля

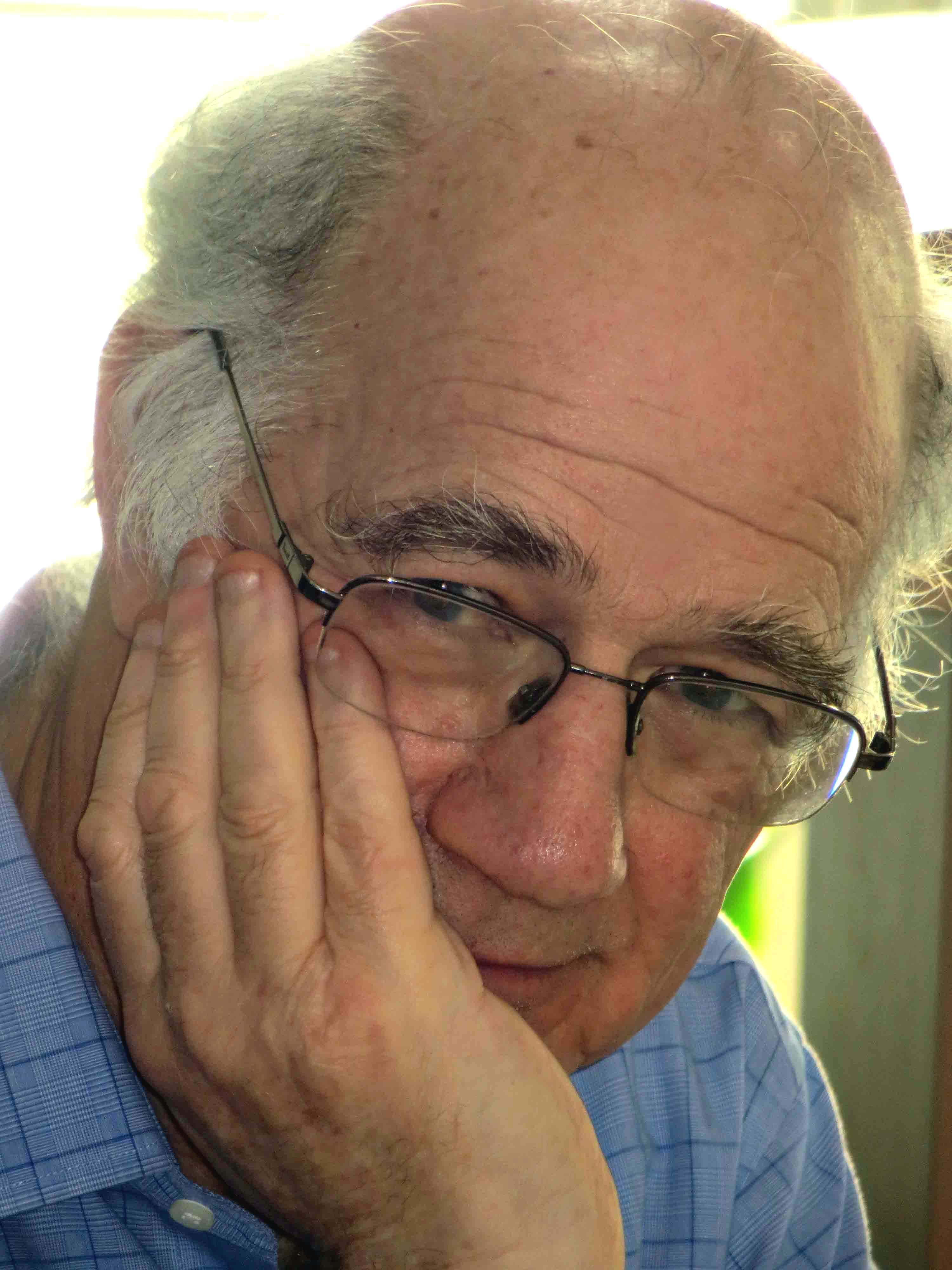
Майкл Буравой

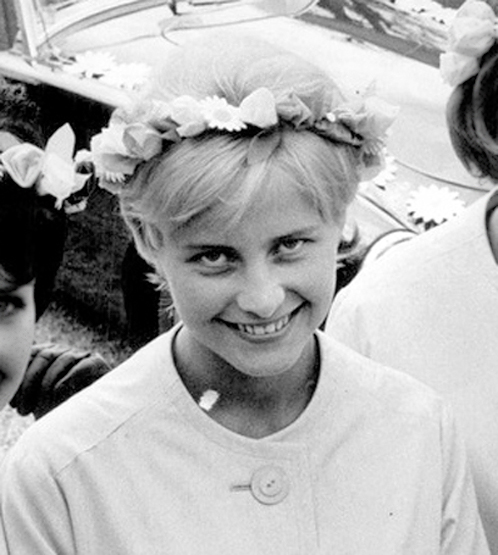
Гунилла Кнутссон

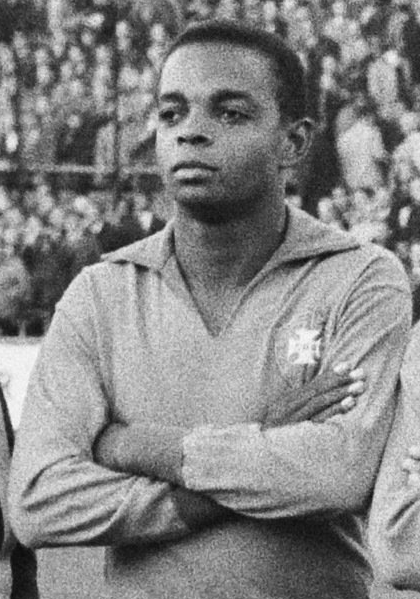
Лима

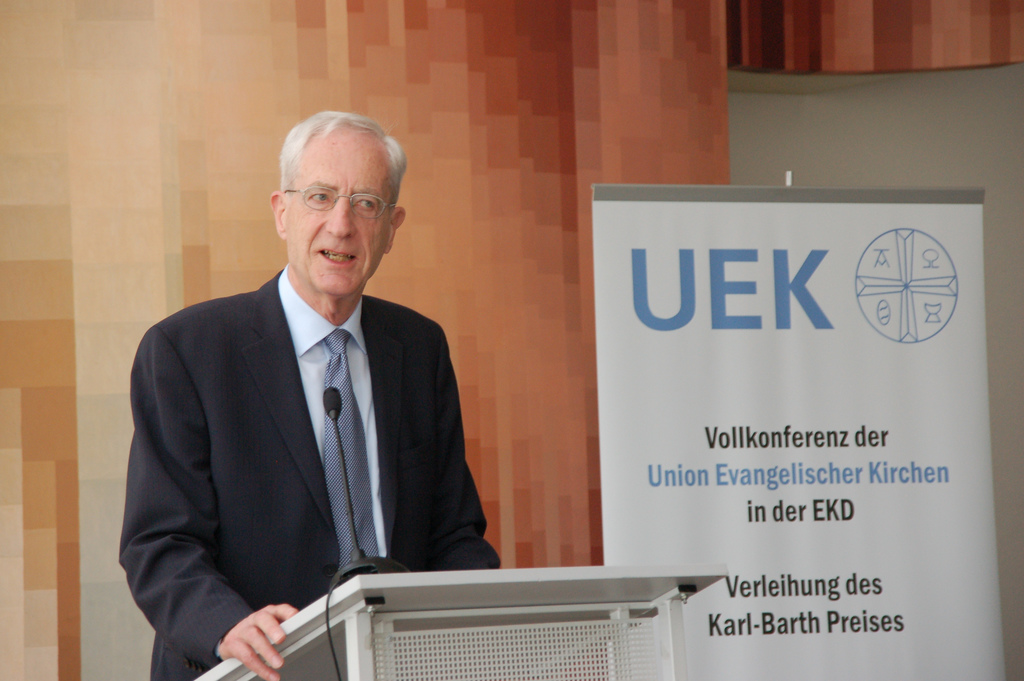
Юрген Шмуде

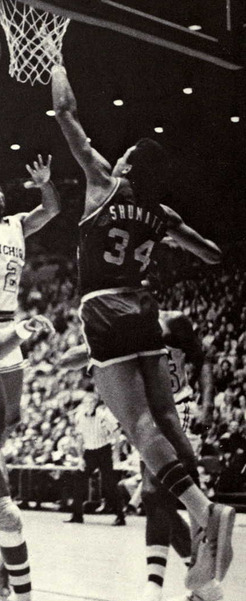
Джон Шумейт

- Балендра, Кандия[англ.] (84) — шри-ланкийский банкир, глава Национального банка (2000—2002)[306].
- Бриту да Силва, Эуридес[порт.] (87) — бразильский политик, депутат Палаты депутатов (1991—1993)[307].
- Буравой, Майкл (77) — британский социолог; ДТП[308].
- Джонас, Джон[англ.] (92) — канадский инженер-металлург, лауреат премии Гумбольдта, член Королевского общества Канады и Венгерской академии наук, приглашённый профессор в ряде стран[309].
- Ёкио, Канео[яп.] (91) — японский политик, депутат Палаты представителей (1983—1986)[310].
- Кнутссон, Гунилла (84) — шведская актриса, модель и писательница[311].
- Кэролин, Роджер Чарльз[англ.] (95) — австралийский ботаник[312].
- Лим Цзэ Пэн[англ.] (103) — сингапурский художник лауреат премии искусства «Культурный медальон» (2003)[313].
- Лима дос Сантос, Антонио (83) — бразильский футболист, игрок национальной сборной[314].
- Мадейски, Херберт[англ.] (79) — австрийский политик, депутат Национального совета (2013)[315].
- Ньюман, Крис[англ.] (84) — американский звукорежиссёр, трёхкратный лауреат премии «Оскар» за лучший звук (1974, 1985, 1997)[316].
- Омербаева, Кумусжан Сагындыковна[значимость?] (81) — советский и казахский партийный и государственный деятель, заместитель председателя Совета министров Казахской ССР (1989—1991)[317].
- Рюддель, Эрвин[нем.] (69) — немецкий политический деятель, депутат Бундестага (с 2009)[318].
- Саркисян, Армен Нагапетович (46) — глава Федерации бокса ДНР и основатель батальона «АрБат»; убийство[319].
- Смит, Амос[англ.] (80) — американский химик, член Американской академии искусств и наук[320].
- Спицын, Антон Вадимович (34) — украинский военнослужащий, младший лейтенант, участник российско-украинской войны, Герой Украины (2025, посмертно); умер от ран, полученных при выполнении боевого задания[321].
- Филипп, Жан-Лу[фр.] (90) — французский актёр[322].
- Халеева, Ирина Ивановна (78) — советский и российский языковед, академик РАО (1999)[323].
- Шмуде, Юрген (88) — западногерманский политик, министр образования и науки (1978—1981), юстиции (1981—1982), внутренних дел (1982)[324].
- Шумейт, Джон (72) — американский баскетболист и тренер[325].

## 2 февраля

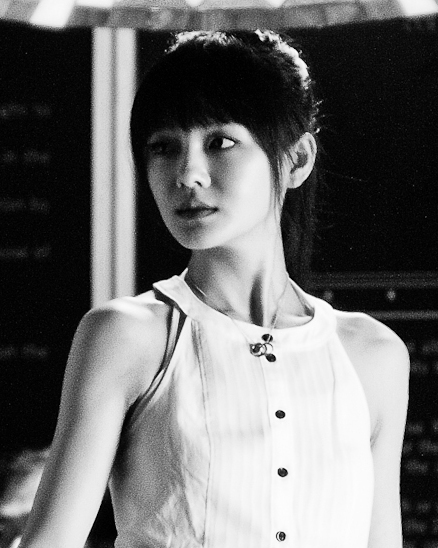
Барби Сюй

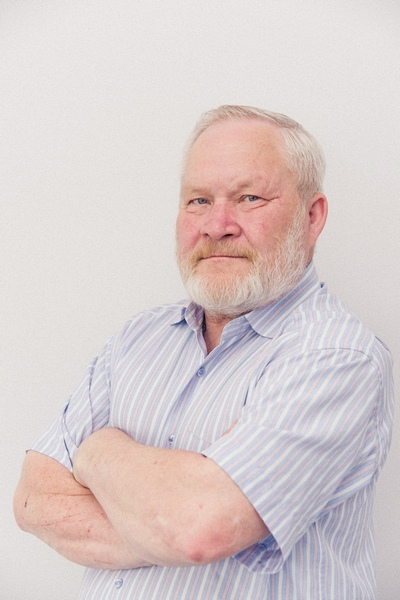
Михаил Щукин

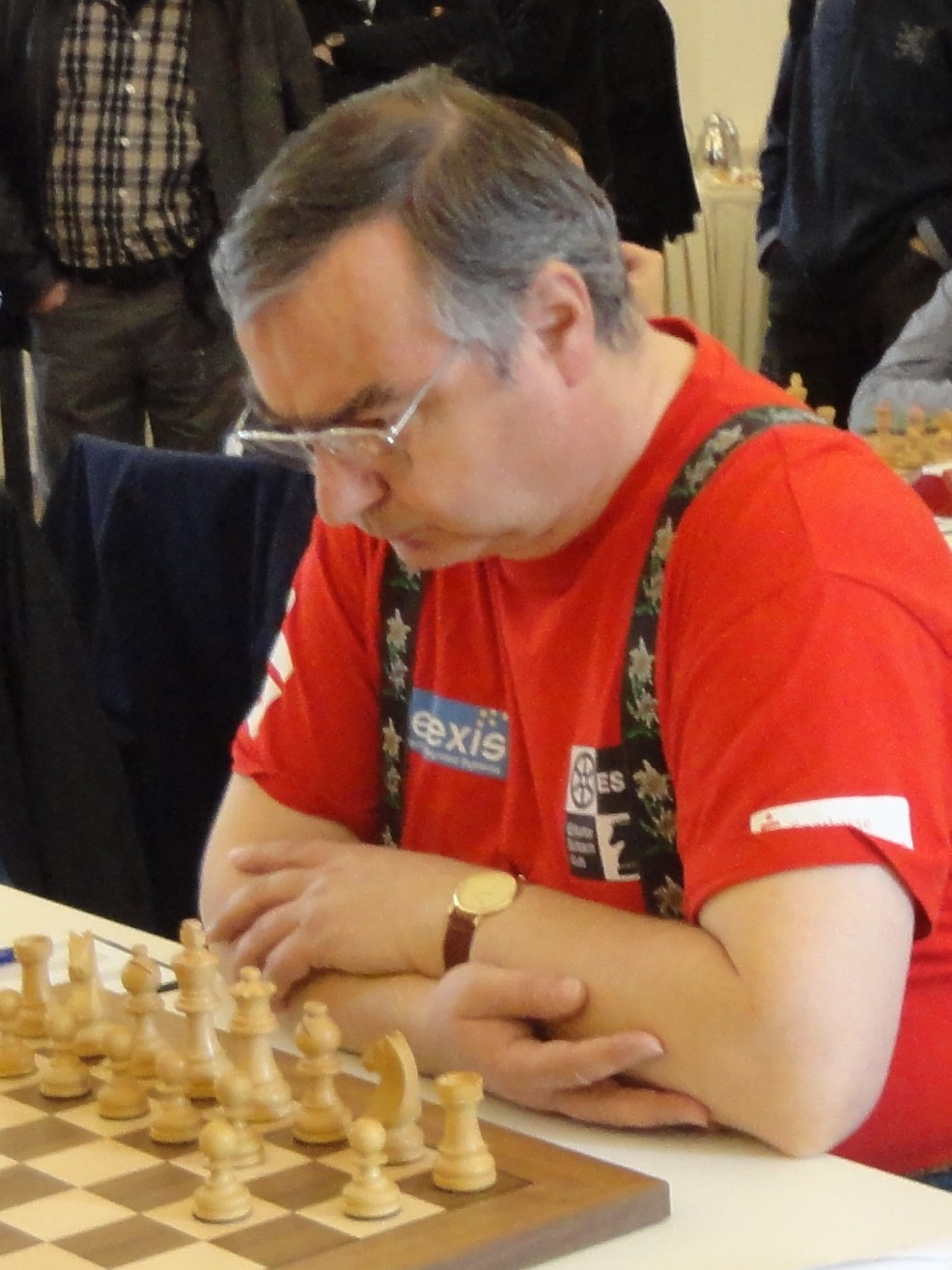
Петер Эндерс

- Алтыпармак, Огюн (86) — турецкий футболист, игрок национальной сборной[326].
- Баева, Татьяна Александровна (77) — советская диссидентка, дочь академика А. А. Баева[327][328].
- Браун, Фридрих Вильхельм[порт.] (83) — бразильский баскетболист, бронзовый призёр Олимпийских игр (1964), чемпион мира (1963)[329].
- Бьоргоульвюр Гвюдмюндссон (85) — исландский предприниматель и банкир[330].
- Визель, Марион[англ.] (94) — австрийско-американская, пережившая Холокост, гуманистка и переводчица, жена и переводчица книг Эли Визеля[331].
- Глаудинов, Бекримжан Абакович (82) — казахский архитектор, историк архитектуры и педагог[332].
- Ефремов, Сергей Викторович (51) — российский государственный деятель, вице-губернатор Приморского края (с 2024), Герой Российской Федерации (2025, посмертно); погиб на российско-украинской войне[333].
- Искаков, Жаксылык Габдуллинович (92) — советский партийный и государственный деятель, председатель Павлодарского облисполкома (1985—1991)[334].
- Кабанис, Уильям Джей[англ.] (86) — американский дипломат, посол в Чехии (2004—2006)[335].
- Кардозо, Ньютон[порт.] (86) — бразильский политик, губернатор штата Минас-Жерайс (1987—1991)[336].
- Козловски, Дуэйн[англ.] (65) — американский борец классического стиля, участник Олимпийских игр 1988[337].
- Кюнстлер, Морт[англ.] (97) — американский художник[338].
- Ли Джу Силь (80) — южнокорейская актриса[339].
- Лихтенберг, Элеонора Яковлевна (100) — советский и российский архитектор[340].
- Мело Гевара, Габриель[исп.] (85) — колумбийский политик, губернатор Кундинамарки (1976—1978), министр коммуникаций (1980—1981), министр экономического развития (1981—1982), сенатор (1991—1994)[341].
- Мерфи, Брайан[англ.] — британский актёр[342].
- Мориарти, Патрик (86) — британский актёр[343].
- Нисимото, Кацука[яп.] (74) — японский политик, депутат Палаты представителей (2005—2009)[161].
- Пауэрс, Виктория[англ.] (66-67) — американский математик[344].
- Пири, Билли[англ.] (75) — шотландский футболист (о смерти объявлено в этот день)[345].
- Рабинбах, Энсон[англ.] (79) — американский историк[346].
- Разат, Жан-Пьер[фр.] (84) — французский регбист, игрок национальной сборной[347].
- Смулевич, Анатолий Болеславович (93) — советский и российский психиатр, академик РАМН (2000—2013), академик РАН (2013)[348].
- Сюй, Барби (48) — тайваньская певица, актриса и телеведущая[349].
- Тишуров, Вячеслав Алексеевич (81) — советский передовик промышленного производства, Герой Социалистического Труда (1980)[350].
- Хюбнер Йоханнес[нем.] (68) — австрийский политик, депутат Национального совета (2008—2017) и Федерального совета (2020—2023)[351].
- Шолдер, Алан[англ.] (71) — английский футболист и футбольный тренер[352].
- Щукин, Михаил Николаевич (71) — советский и российский писатель[353].
- Эндерс, Петер (62) — немецкий шахматист, гроссмейстер (1997)[354].

## 1 февраля

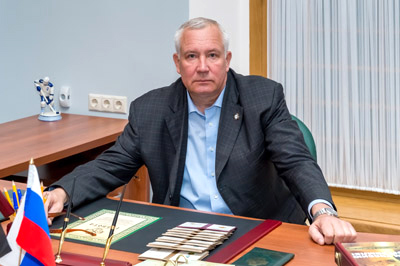
Юрий Грачёв

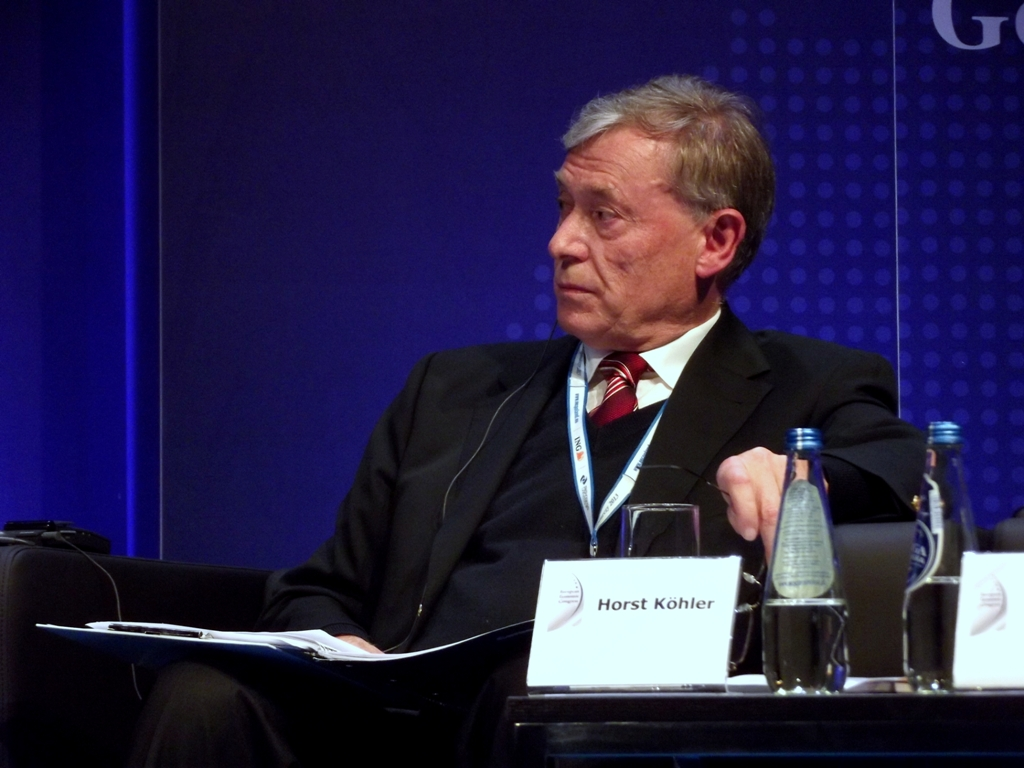
Хорст Кёлер

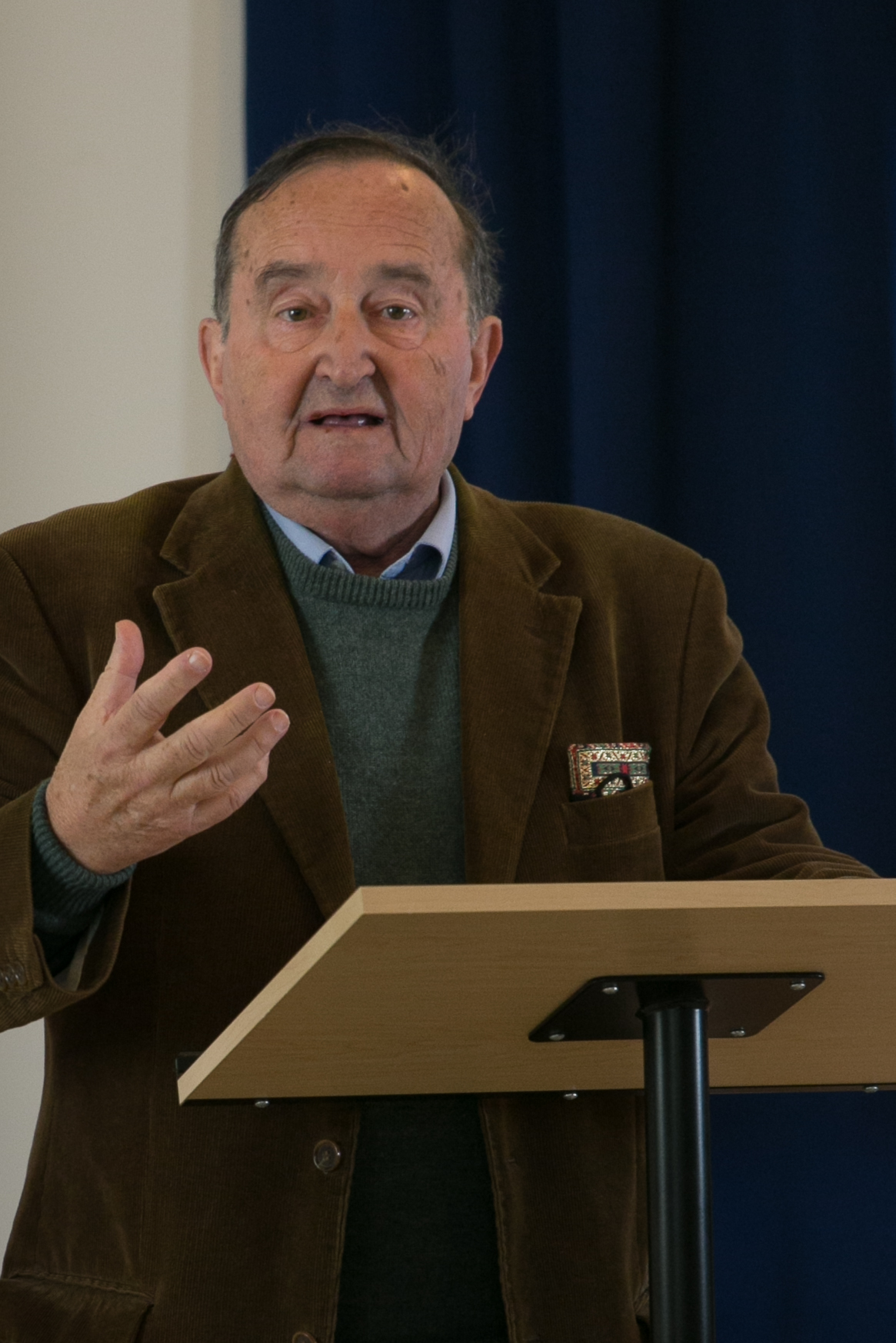
Ренато Корзетти

- Воробьёв, Виталий Филиппович (79) — советский и российский акробат, дрессировщик, народный артист Российской Федерации (2007)[355].
- Врубель, Леон[пол.] (70) — польский яхтсмен, бронзовый призёр чемпионатов Европы (1976, 1978, 1979)[356].
- Грачёв, Юрий Алексеевич (70) — российский государственный и общественный деятель[357].
- Джафри, Закия[англ.] (86) — индийская правозащитница[358].
- Довляш, Богдан (76) — польский аккордеонист и композитор[359].
- Ильин, Игорь Ростиславович (100) — участник Великой Отечественной войны, механик авиационного полка «Нормандия — Неман», приднестровский писатель[360].
- Капур, Кишан[англ.] (73) — индийский политик, депутат Лок сабхи (2019—2024)[361].
- Кёлер, Хорст (81) — немецкий экономист и государственный деятель, директор-распорядитель МВФ (2000—2004), федеральный президент (2004—2010)[362].
- Корзетти, Ренато (83) — итальянский филолог-эсперантист, президент Всемирной эсперанто-ассоциации (2001—2007)[363].
- Королюк, Александр Михайлович (86) — советский и российский микробиолог и иммунолог[364].
- Костопанагиоту, Илиас[греч.] (81) — греческий политик, депутат Парламента (2015—2019)[365].
- Кроненберг, Фридрих[нем.] (91) — западногерманский политик, депутат Бундестага (1983—1990)[366].
- Легеле, Алберту[порт.] (71) — бразильский футболист, участник Олимпийских игр (1976)[367].
- Монтегю, Джон, 11-й граф Сэндвич (81) — британский аристократ, предприниматель и политик, граф Сэндвич (с 1995), член Палаты лордов (1995—2024)[368].
- Тшциньский, Войцех[пол.] (75) — польский композитор, музыкант, дирижёр и музыкальный продюсер[369].
- Хадж Мухаммад, Менди[перс.] (74) — иранский футболист, игрок национальной сборной[370].
- Хаит, Валерий Исаакович (85) — советский и украинский писатель, журналист и телеведущий[371].
- Чавла, Навин[англ.] (79) — индийский писатель и государственный деятель, главный избирательный комиссар (2009—2010)[372].